# Mikoyan MiG-29
Mikoyan MiG-29 (tiếng Nga: Микоян МиГ-29; tên ký hiệu của NATO: Fulcrum) là một loại máy bay tiêm kích phản lực thế hệ thứ tư do Liên Xô thiết kế chế tạo cho vai trò chiếm ưu thế trên không. Được phát triển vào thập niên 1970 bởi Phòng thiết kế Mikoyan, nó bắt đầu đi vào hoạt động trong Không quân Liên Xô vào năm 1983, và tiếp tục được sử dụng bởi Không quân Nga cũng như nhiều quốc gia khác trên thế giới. Tên gọi "Fulcrum" (Điểm tựa) của NATO không được các phi công Liên Xô sử dụng. MiG-29 được thiết kế để đối đầu với những loại máy bay tiêm kích hạng nhẹ mới của Hoa Kỳ như General Dynamics F-16 Fighting Falcon, và McDonnell Douglas F/A-18 Hornet, trong khi Sukhoi Su-27 (loại tiêm kích có hình dáng rất giống MiG-29 nhưng lớn hơn) được thiết kế để đối đầu với tiêm kích hạng nặng McDonnell Douglas F-15 Eagle.
Tới nay, đã có khoảng 1.600 chiếc MiG-29 được sản xuất, 900 trong số đó để xuất khẩu tới hơn 30 quốc gia trên thế giới, và MiG-29 cũng đã tham gia một số cuộc xung đột. Cũng như mọi loại tiêm kích khác, những thành công hoặc thất bại trong không chiến của MiG-29 phụ thuộc đáng kể vào chiến thuật, trình độ phi công, cũng như tương quan lực lượng với kẻ thù.
Sau khi Liên Xô tan rã, quân đội của một số nước cộng hòa thuộc Liên Xô cũ tiếp tục vận hành MiG-29, trong đó lớn nhất là Không quân Nga. Không quân Nga muốn nâng cấp phi đội hiện có của mình lên loại MiG-29SMT hiện đại hóa, nhưng các khó khăn về tài chính đã ảnh hưởng đến việc giao hàng. MiG-29 cũng là một loại máy bay xuất khẩu phổ biến; hơn 30 quốc gia đã hoặc đang vận hành loại máy bay này cho đến hiện tại. Tính đến năm 2013, MiG-29 vẫn được Mikoyan, một công ty con của Tập đoàn sản xuất máy bay thống nhất (UAC), sản xuất từ năm 2006.

## Lịch sử phát triển

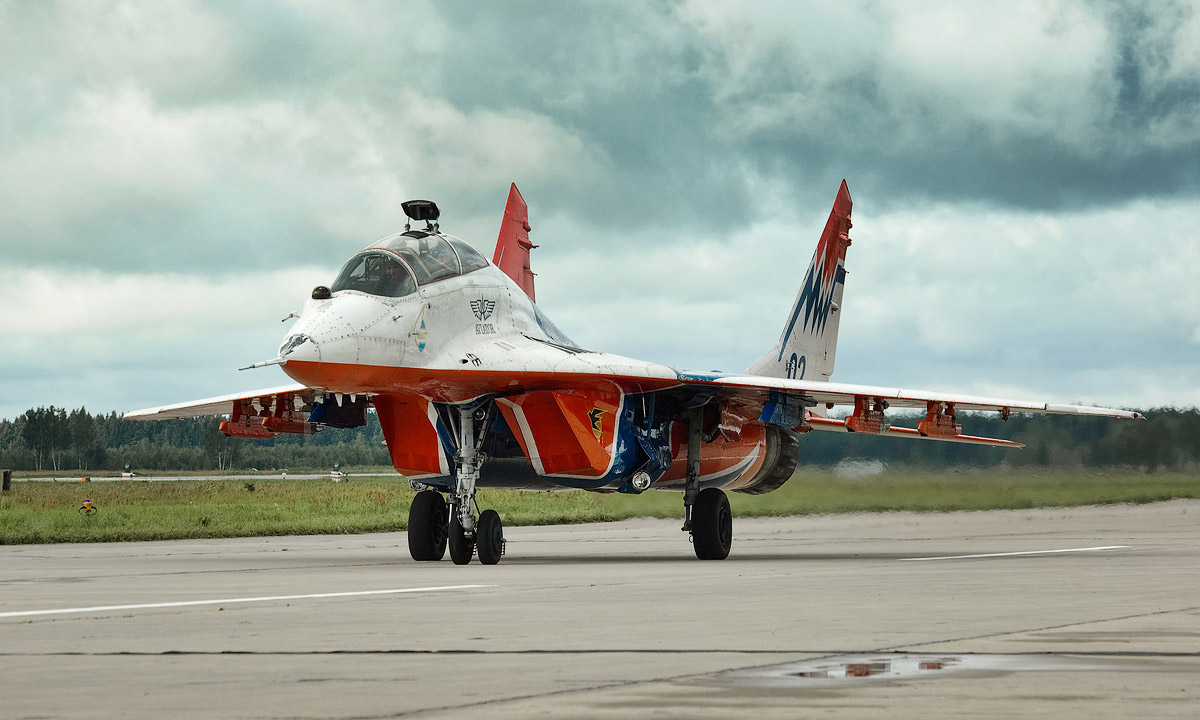
MiG-29UB thuộc đội biểu diễn Swifts Aerobatic Team ('Strizhi')

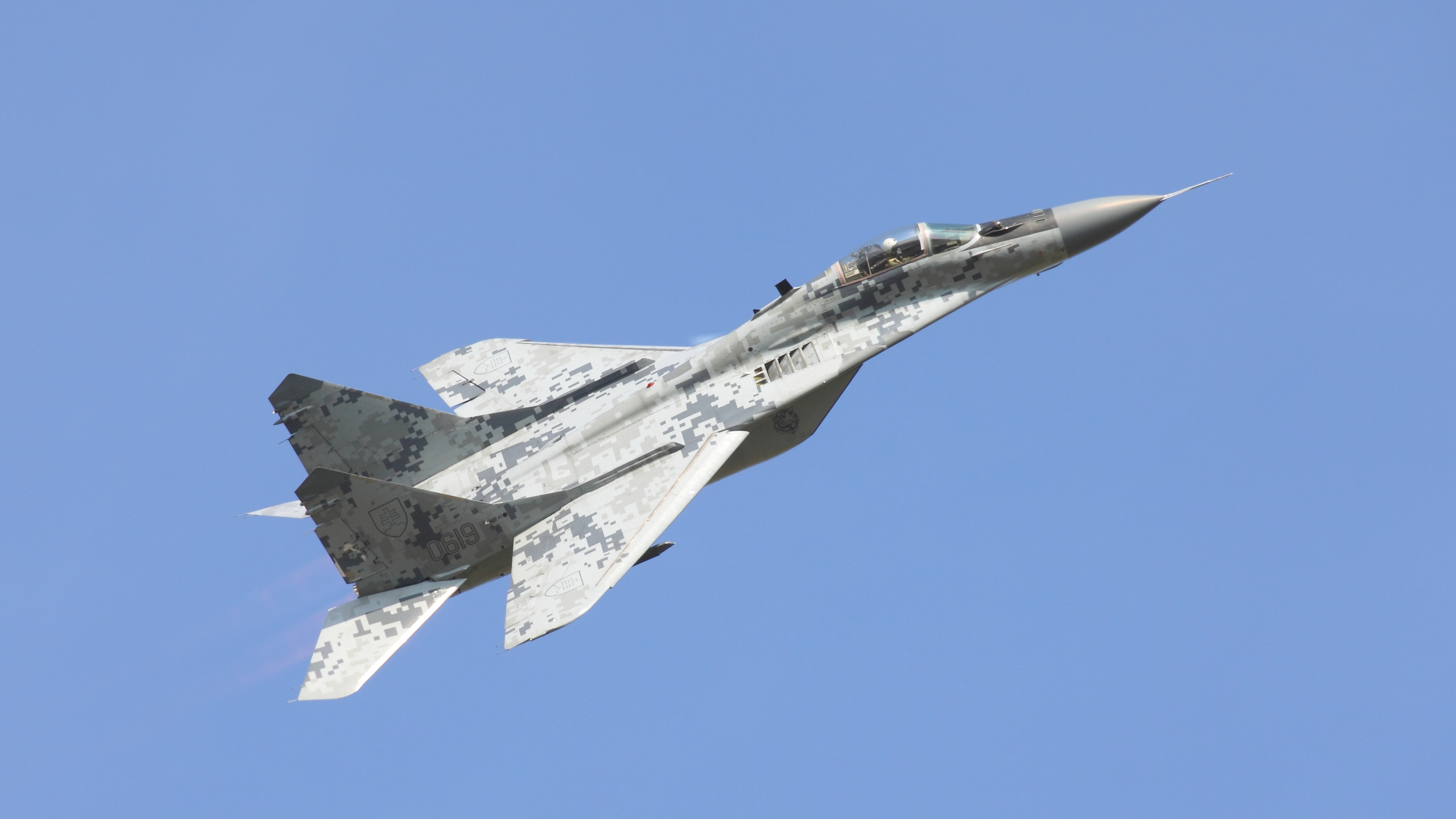
MiG-29 của Slovakia

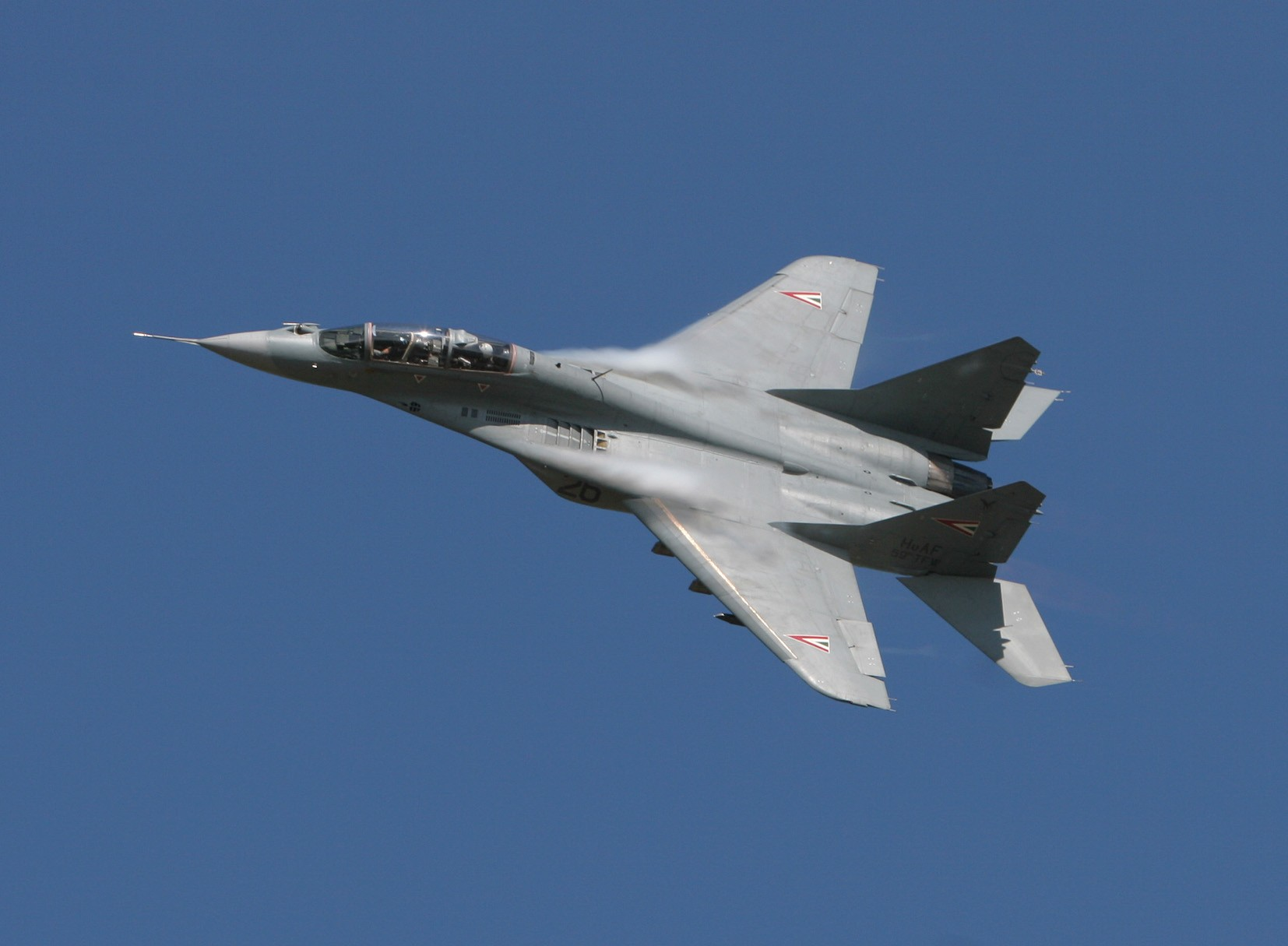
MiG-29UB tại triển lãm hàng không Koksijde 2005

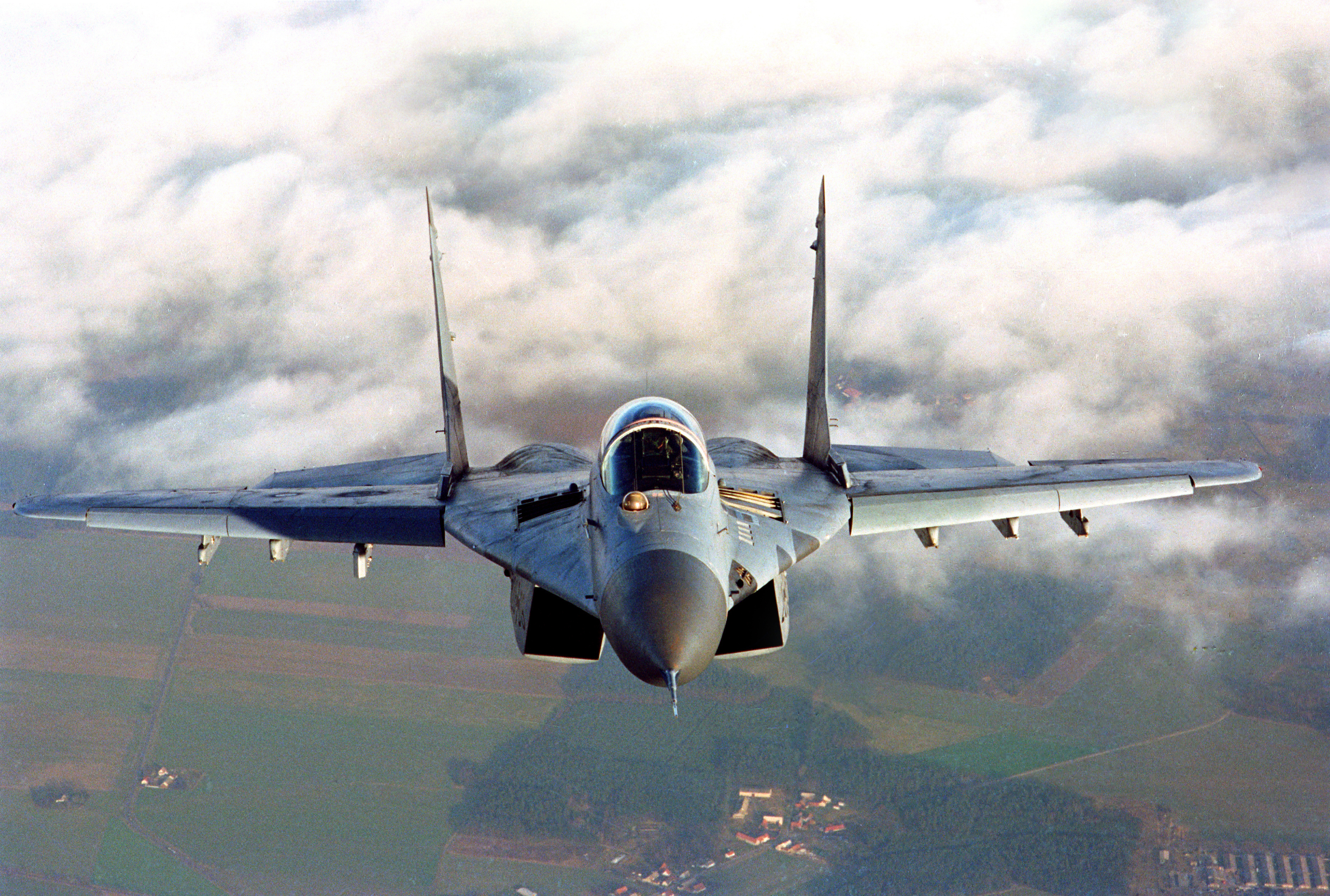
MiG-29 Fulcrum B của Đức (tiếp thu từ Đông Đức) và đã bán cho Ba Lan với giá tượng trưng 1 euro 1 chiếc

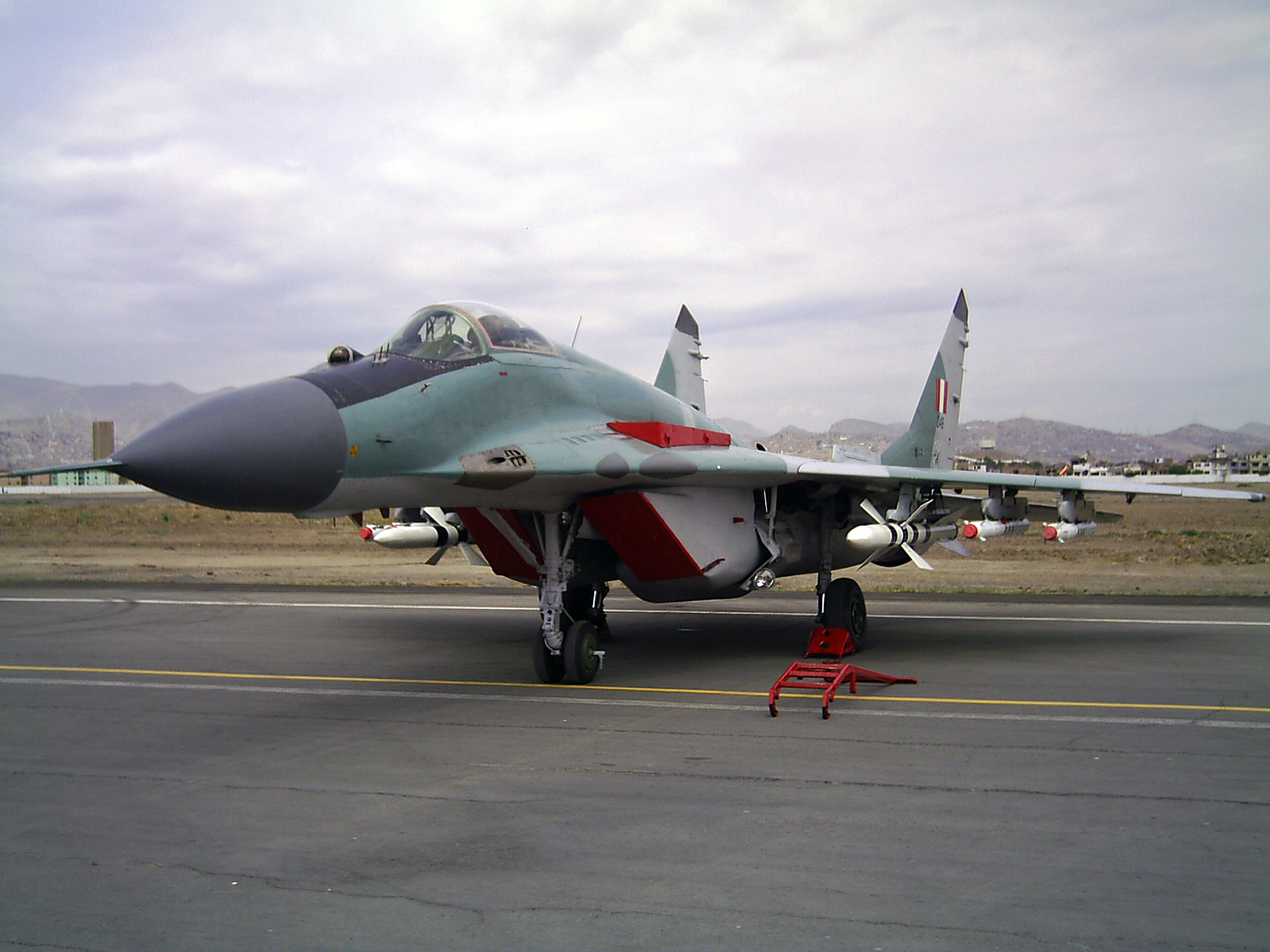
MiG-29SE của Peru

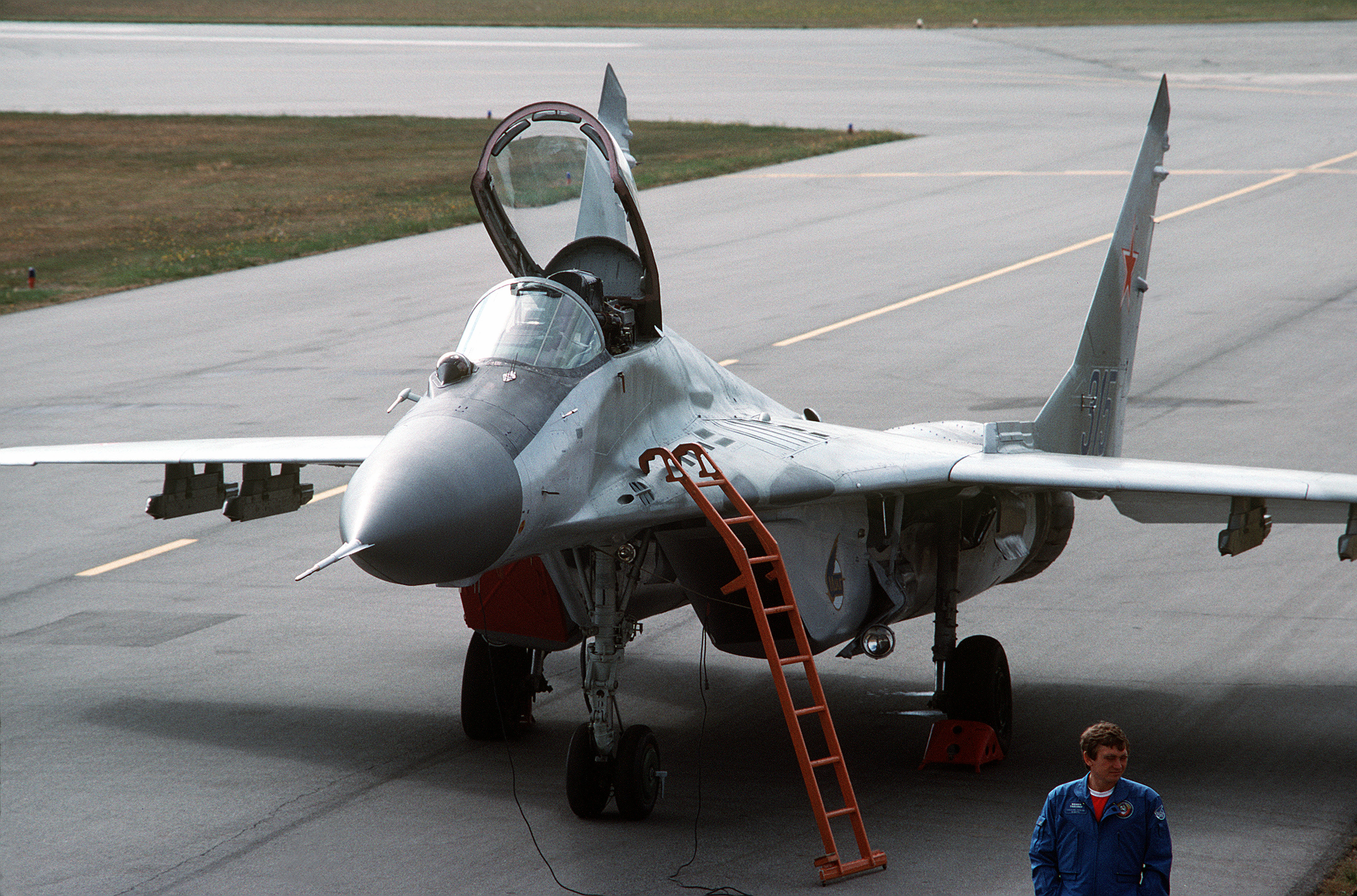
MiG-29 của Nga trong một triển lãm hàng không

Lịch sử của MiG-29, giống như loại Sukhoi Su-27 "Flanker" lớn hơn, bắt đầu vào năm 1969 khi mà Liên Xô nghiên cứu chương trình 'F-X' của Không quân Hoa Kỳ, kết quả đầu tiên của chương trình này là F-15 Eagle. Giới lãnh đạo Liên Xô lúc bấy giờ đã nhận thức được những máy bay tiêm kích mới của Mỹ có công nghệ vượt trội hơn hẳn so với máy bay tiêm kích của Liên Xô lúc ấy. MiG-21 "Fishbed" là một mẫu máy bay rất nhanh nhẹn, cơ động so với các mẫu máy bay tiêu chuẩn lúc ấy, nhưng nó lại thiếu tầm bay, vũ khí và khả năng phát triển. MiG-23 "Flogger", được phát triển để làm đối thủ với F-4 Phantom II, MiG-23 rất nhanh và có nhiều không gian bên trong cho nhiên liệu và các linh kiện trang bị, nhưng nó lại thiếu khả năng cơ động và hỗn chiến do khối lượng lớn hơn nhiều so với MiG-21. Liên Xô cần một loại máy bay tiêm kích cân bằng giữa sự nhanh nhẹn, cơ động và hệ thống kỹ thuật hiện đại tinh vi. Kết quả là, Hội đồng bộ trưởng Xô Viết đã đưa ra yêu cầu về đề án PFI (ПФИ - перспективный фронтовой истребитель, có nghĩa là "Máy bay tiêm kích tiền tuyến tiên tiến"). Yêu cầu trên đã bộc lộ nhiều tham vọng về một loại máy bay tiêm kích có phạm vi hoạt động lớn, thích nghi với chiến trường hẹp (bao gồm cả việc cất, hạ cánh trên đường băng xấu), khả năng nhanh nhẹn cơ động cao, có tốc độ Mach 2+, và mang được vũ khí hạng nặng. Phác thảo khí động học cho loại máy bay mới phần lớn được thực hiện ở TsAGI (Viện khí động học Nga), hợp tác với Phòng thiết kế Sukhoi.
Tuy nhiên, vào năm 1971 người Liên Xô nhận thấy loại máy bay PFI có giá thành quá đắt mà họ lại rất cần một số lượng lớn, và chương trình máy bay PFI đã bị chia thành các chương trình TPFI (ТПФИ - тяжёлый ПФИ, có nghĩa là "Máy bay tiêm kích tiền tuyến tiên tiến hạng nặng") và LPFI (ЛПФИ - легкий ПФИ, có nghĩa là "Máy bay tiêm kích tiền tuyến hạng nhẹ"), những chương trình của Liên Xô được tiến hành song song với quyết định cùng thời gian của Không quân Mỹ về chương trình "Máy bay tiêm kích hạng nhẹ" và F-16 Fighting Falcon, YF-17 Cobra. Loại máy bay tiêm kích hạng nặng vẫn được Sukhoi phát triển, kết quả là Su-27 "Flanker", trong khi loại máy bay chiến đấu hạng nhẹ được Mikoyan phát triển. Thiết kế chi tiết của loại máy bay hạng nhẹ được tổng hợp thành Product 9, với tên gọi đầu tiên là MiG-29A vào năm 1974, chuyến bay đầu tiên diễn ra vào ngày 6 tháng 10-1977. Những chiếc MiG-29 tiền sản xuất bị phát hiện đầu tiên bởi những vệ tinh do thám của Mỹ vào tháng 11-1977; và chúng được người Mỹ gán cho mật danh là Ram-L bởi vì nó được quan sát thấy tại Trung tâm thử nghiệm bay Zhukovsky gần thành phố Ramenskoye. Ban đầu phương Tây đưa ra suy đoán ám chỉ Ram-L có dáng vẻ giống với YF-17 Cobra và động cơ là loại động cơ phản lực tuabin phụ trội Tumansky R-25.
Dù chương trình bị trì hoãn do mất hai nguyên mẫu thử nghiệm vì tai nạn động cơ, nhưng phiên bản sản xuất MiG-29B đã đi vào hoạt động chính thức vào tháng 8-1983, tại đơn vị đóng ở căn cứ không quân Kubinka. Những cuộc thử nghiệm công nhận cấp nhà nước hoàn thành vào năm 1984, và những đợt giao máy bay bắt đầu vào cùng năm cho Hàng không tiền tuyến Xô viết.
Khối lượng công việc chia ra giữa TPFI và LPFI trở nên rõ ràng hơn khi MiG-29 được trang bị cho các đơn vị hoạt động ở tiền tuyến của VVS (Không quân Liên Xô vào giữa thập niên 1980. Trong khi loại tiêm kích hạng nặng, tầm xa Su-27 được giao nhiệm vụ với vai trò nguy hiểm như xuất kích không đối không tấn công các máy bay chiến đấu từ xa cũng như phá hủy các khí tài đắt tiền của phương Tây ở hậu phương của quân địch, thì MiG-29 nhỏ hơn thay thế trực tiếp cho MiG-23 ở các đơn vị thuộc hàng không tiền tuyến như không chiến trực diện. MiG-29 được bố trí tương đối gần với tiền tuyến, nhiệm vụ của nó là chiếm ưu thế trên không trong một khu vực để hỗ trợ các đơn vị bộ binh cơ giới của Liên Xô. Bộ phận hạ cánh khỏe và vỉ bảo vệ ở khe hút khí vào động cơ giúp MiG-29 có thể hoạt động từ những đường băng bị hư hại chưa được chuẩn bị, đáp ứng yêu cầu sẵn sàng chiến đấu trong cuộc chiến hiện đại thường diễn ra rất nhanh. MiG-29 còn được giao nhiệm vụ bảo vệ cứ điểm và ngăn chặn đối phương dùng đường hàng không vận chuyển hàng hậu cần, bảo vệ các máy bay cường kích khỏi các máy bay tiêm kích của NATO như F-15 và F-16. Những chiếc MiG-29 thuộc hàng không tiền tuyến sẽ bảo đảm cho các lực lượng mặt đất của Liên Xô có thể hoạt động dưới một "tán ô" được bảo vệ, tán ô này cũng sẽ di chuyển cùng với các đơn vị.
Ở phương Tây, loại máy bay tiêm kích mới của Liên Xô có tên ký hiệu của NATO là "Fulcrum-A" cho mẫu tiên sản xuất MiG-29A, và tên gọi này được thừa nhận rộng rãi, trong khi đó loại máy bay mới này vẫn là một ẩn số đối với phương Tây lúc đó. Phiên bản MiG-29B dành cho xuất khẩu rộng rãi nhưng nó là một phiên bản yếu hơn so MiG-29B của Liên Xô, nó được biết đến với tên MiG-29B 9-12A và MiG-29B 9-12B (tương ứng cho các nước thuộc khối Hiệp ước Warszawa và các nước ngoài khối này), nó có hệ thống điện tử hạn chế và không mang được vũ khí hạt nhân. Tổng cộng đã có khoảng 840 chiếc MiG-29B được sản xuất.
Phiên bản nguyên gốc của MiG-29 với hệ thống điện tử hàng không cải tiến chỉ dành cho Liên Xô, nhưng những phiên bản đa vai trò của Mikoyan, bao gồm cả phiên bản hoạt động trên tàu sân bay có tên gọi là MiG-29K chưa bao giờ được sản xuất với số lượng lớn. Ở thời kỳ hậu Xô viết, sự phát triển MiG-29 đã gặp nhiều khó khăn do Phòng thiết kế Mikoyan thiếu những ủng hộ chính trị so với đối thủ là Sukhoi. Một số phiên bản tiên tiến hơn vẫ đang được theo đuổi cho xuất khẩu, và những nâng cấp cho các máy bay Nga đang hoạt động hiện nay vẫn tỏ ra thích hợp. Những phiên bản mới của MiG-29 có tên gọi là MiG-29SMT và MiG-29M1/M2 hiện đang được phát triển. Hơn nữa, việc phát triển phiên bản hoạt động trên tàu sân bay MiG-29K đang được tiếp tục tiến hành cho Hải quân Ấn Độ trang bị trên tàu sân bay INS Vikramaditya (trước đây là tàu sân bay Đô đốc Gorshkov của Hải quân Nga). Phiên bản này trước đây được phát triển để trang bị cho tàu sân bay Đô đốc Kuznetsov, nhưng loại Sukhoi Su-33 lớn hơn đã được ưu tiên trang bị.
Liên Xô không gán các "tên thông dụng" chính thức cho máy bay của mình, mặc dù tên biệt danh không chính thức là chuyện bình thường. Đặc biệt hơn, một số phi công Liên Xô thấy tên gọi ký hiệu Fulcrum của NATO cho MiG-29 là một sự mô tả tâng bốc mục đích chủ định của máy bay, và nó đôi khi được sử dụng không chính thức trong các đơn vị của Nga.
MiG-29 xuất hiện công khai trước phương Tây lần đầu tiên khi nó có một cuộc viếng thăm đến Phần Lan vào tháng 7 năm 1986. 2 chiếc MiG-29 cũng được đem đến tham dự triển lãm hàng không Farnborough tại Anh vào tháng 9 năm 1988. Các chuyên gia phương Tây rất ấn tượng về khả năng không thể chối cãi và sự nhanh nhẹn khác thường của MiG-29, trừ một điểm yếu là MiG-29 thải ra quá nhiều khói do động cơ Klimov RD-33 của nó gây ra.
MiG-29 được xuất khẩu cho Algérie, Bangladesh, Bulgaria, Cuba, Cộng hòa Séc, Eritrea, Cộng hòa Dân chủ Đức, Hungary, Ấn Độ, Iran, Iraq, Malaysia, Myanmar, Cộng hòa Dân chủ Nhân dân Triều Tiên, Peru, Ba Lan, România, Serbia, Slovakia, Syria, và Yemen. Các nước thuộc Liên Xô (cũ) Belarus, Kazakhstan, Moldova, Turkmenistan, Ukraina, và Uzbekistan đã cho một số lớn MiG-29 ngừng hoạt động sau khi Liên Xô tan rã; một số vẫn còn hoạt động, một số đem bán như 34 chiếc MiG-29 đã được Moldova bán cho nước ngoài.

## Thiết kế

### Đặc điểm nổi bật

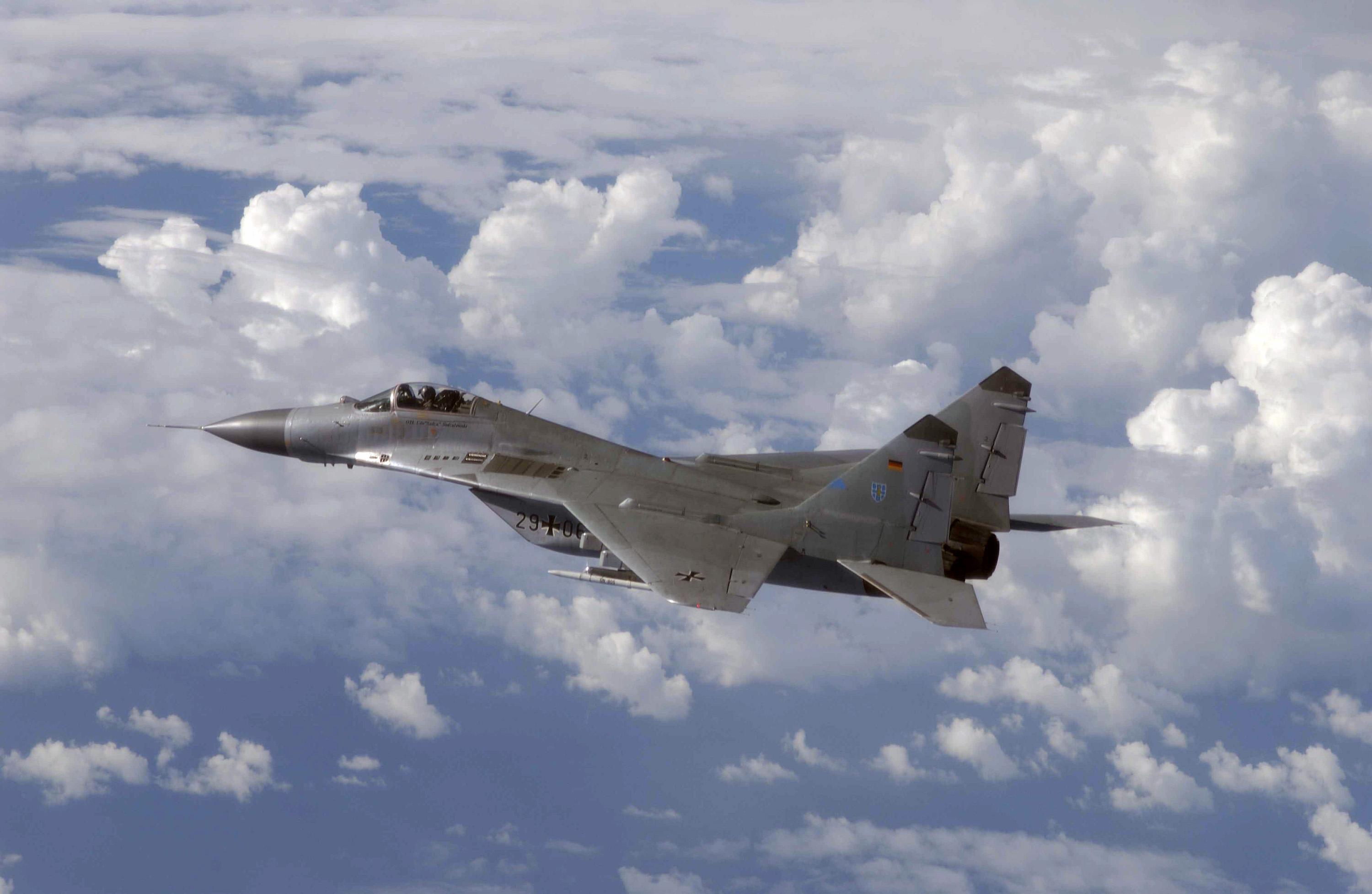
MiG-29 của Đức

Vì nó được phát triển cùng với những thông số cơ bản được đưa ra bởi TsAGI cho nguyên bản chính PFI, MiG-29 có đường nét khí động học tương tự như Sukhoi Su-27, nhưng nó có một số điểm khác nhau đáng chú ý. Nó được chế tạo với khối lượng lớn nhôm và một số vật liệu composite. Nó có cánh xuôi sau đặt giữa thân với kết hợp gốc diềm cánh trước (LERXs) tạo góc 40°, 2 cánh đuôi ngang thăng bằng xuôi sau và 2 cánh phụ thẳng đứng ở đuôi, phía trên 2 động cơ. Những gờ mỏng tự động đặt trên gờ trước cánh; chúng có 4 đoạn ở những kiểu đầu và 5 đoạn ở những phiên bản sau này. Trên bộ phận lái ở đuôi, có những cánh tà và cánh chỉnh liệng ở đầu cánh.
MiG-29 có hệ thống điều khiển thủy lực và một máy lái tự động truyền dẫn 3 trục SAU-451, nhưng không giống với Su-27, nó không có các hệ thống kiểm soát bay "fly-by-wire" (hệ thống này chỉ được bổ sung ở các phiên bản nâng cấp về sau). Dù sao, nó rất nhanh nhẹn, thực hiện những pha quay ngoắt tức thời và duy trì ổn định hoàn hảo, góc tấn lớn, và sự chống chọi tuyệt vời đối với hiện tượng quay tròn. Khung máy bay có thể chịu được gia tốc lên tới 9-g (88 m/s²) khi thao diễn. Hệ thống điều khiển có giới hạn "mềm" ngăn cản phi công muốn vượt qua giới hạn gia tốc g và góc alpha (góc tấn), nhưng nó có thể bị vô hiệu hóa bằng thao tác của phi công.
Việt Nam đã cung cấp cho Liên Xô những chiếc máy bay chiến đấu F-5 thu được của Hoa Kỳ. Loại máy bay này đã được sử dụng rộng rãi trong những chuyến bay để đánh giá MiG-21bis và MiG-23 nhằm phát hiện những điểm yếu của máy bay MiG và cuối cùng là hỗ trợ cho quá trình phát triển chiếc MiG-23MLD và MiG-29.

### Động cơ và tính cơ động

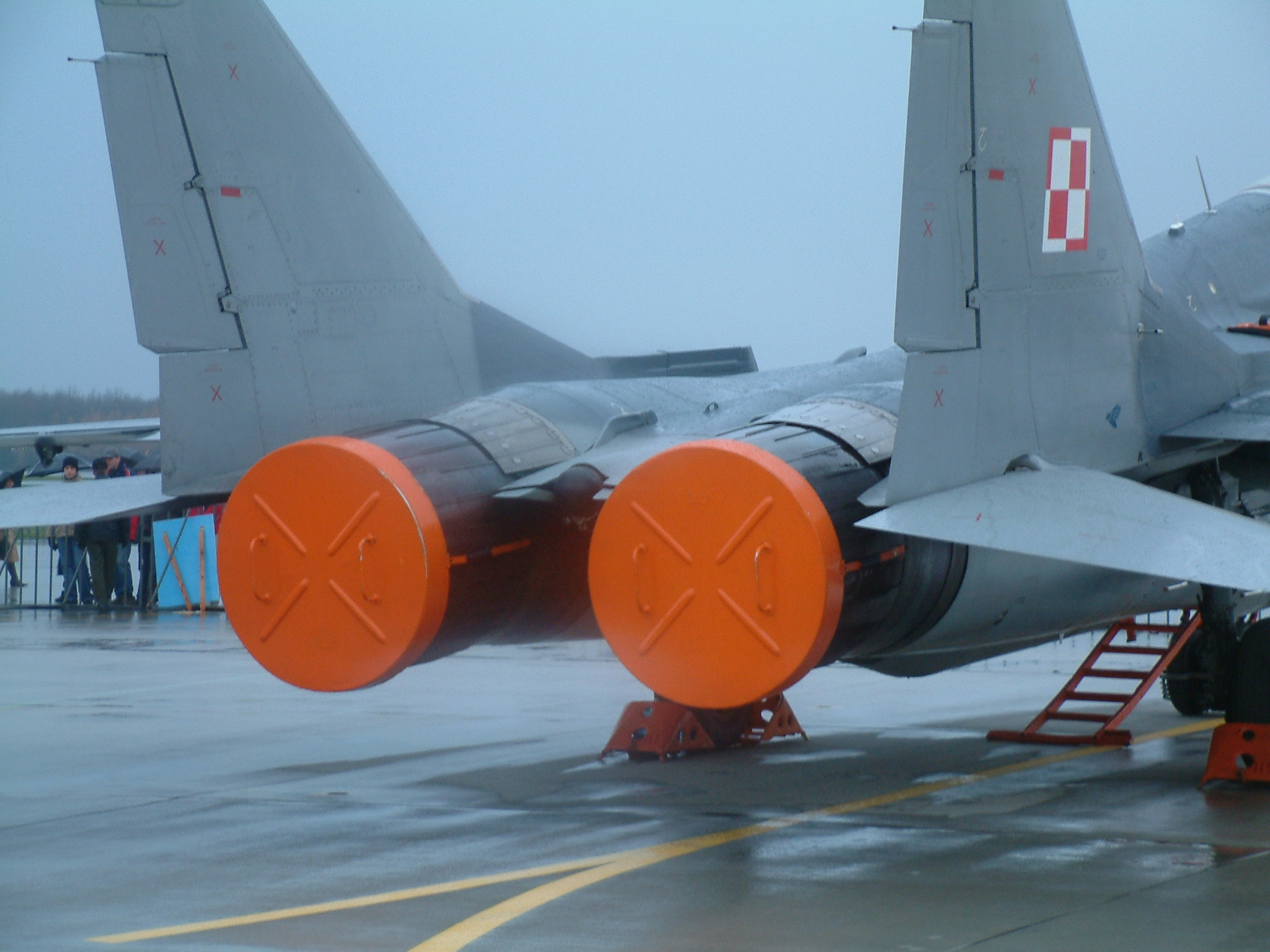
Động cơ của MiG-29

MiG-29 có 2 động cơ phản lực Klimov RD-33 được lắp đặt trong khoảng không gian rộng, mỗi động cơ có công suất 50 kN và 83,5 kN khi đốt nhiên liệu phụ trợ. Khoảng không gian giữa 2 động cơ sinh ra lực nâng, do đó giảm đáng kể lực tác dụng lên cánh, một cải tiến lợi dụng lực sinh ra từ chỗ trống giữa 2 động cơ nhằm nâng cao khả năng cơ động. Động cơ được đặt dọc theo các ống lấy không khí được thiết kế ngay dưới gốc diềm cánh (LERXs), có độ dốc thay đổi được nhằm tăng tốc độ. Nó thích nghi hoàn toàn với điều kiện hoạt động tại chiến trường, lối dẫn khí chính có thể được đóng hoàn toàn và động cơ thay đổi sang sử dụng bộ nạp khí phụ trên thân máy bay để cất cánh, hạ cánh, và bay ở độ cao thấp, ngăn ngừa những mảnh vỡ từ dưới đất bắn vào gây hư hại động cơ máy bay (FOD, hư hại do vật thể bên ngoài). Trong trường hợp này động cơ nhận được luồng không khí xuyên qua mái hắt trên LERXs được mở tự động khi khe hút khí được đóng. Tuy nhiên ở những phiên bản sau này của MiG-29 là MiG-35, mái hắt ở lưng bị bỏ đi, và thay thế bằng thiết kế tấm màn chắn mắt lưới ở khe hút khí chính, tương tự như màn chắn của Su-27.
MiG-29 có các tính năng bay độc đáo nhờ khung thân được thiết kế tuyệt vời và nhờ các động cơ RD-33 có lực đẩy 2×5.040 kgf, khi tăng lực là 2×8.300 kgf. Ở F-16A, thông số này tương ứng là 1×7.900 kgf và 1×12.900 kgf. Tham số tốc độ leo cao ở MiG-29 là 330 m/s so với 270 m/s ở F-16A. Sự khác biệt về tốc độ tối đa cũng lớn là 2,3М so với 2,0М. Phi công tiêm kích Canada Bob Wade với 6.500 giờ bay sau khi bay thử MiG-29: "Tôi kinh ngạc về sức cơ động và khả năng điều khiển của tiêm kích này, nhất là khả năng của nó thay đổi hướng trong khi bay. Một tiêm kích với khả năng xoay trở kinh hoàng. Tôi không được phép đưa ra so sánh trực tiếp với loại tiêm kích cụ thể nào đó của phương Tây, nhưng tôi có thể nói rằng, các tính năng của nó khi bay trình diễn trên không cho đến cả bay ở tốc độ thấp là không thua kém hoặc tốt hơn những gì mà các tiêm kích phương Tây làm được".
Tuy nhiên, MiG-29 các phiên bản đầu có thời gian hoạt động giữa các lần sửa chữa khá thấp, chỉ 400 giờ (ở các biến thể tiếp theo là 700 giờ). Ở các máy bay Mỹ và Pháp, chỉ số này nằm trong khoảng 1.500-2.000 giờ mới phải sửa chữa. Tuy vậy, đó không phải là khiếm khuyết của động cơ mà là đặc điểm bảo dưỡng nó tại các đơn bị bay. Ở Mỹ, việc sửa chữa định kỳ được ấn định theo tình trạng kỹ thuật của động cơ, chứ không theo giờ bay như ở Liên Xô. Một ưu điểm không thể tranh cãi của MiG-29 có được từ các yêu cầu đối với nó là tương đối dễ tính trong bảo dưỡng, và khả năng bay từ các đường băng chuẩn bị kém.
Năm 1996 hoặc 1997, Israel đã mượn được 3 chiếc MiG-29 từ một nước Đông Âu giấu tên (có thể là Ba Lan). Trong các phiên thử nghiệm kéo dài 2 tuần, mỗi chiếc máy bay được cho là đã cất cánh 20 lần. Khi kết thúc các chuyến bay thử nghiệm, phi công Israel đã rất ấn tượng với mẫu máy bay này. "Thiếu tá N", một trong những phi công IAF có cơ hội cầm lái MiG-29 cho hay: "Năng lực của chiếc MiG ngang bằng, thậm chí đôi khi vượt xa cả mẫu F-15 và F-16 của Mỹ. Chiếc máy bay có khả năng cơ động cao, động cơ của nó cho tỷ lệ trọng lượng trên lực đẩy cao hơn. Các phi công của chúng tôi phải hết sức cẩn trọng với mẫu máy bay này trong không chiến. Khi được điều khiển bởi một phi công chuyên nghiệp, nó sẽ trở thành đối thủ đáng gờm"

### Hệ thống nhiên liệu và tầm bay

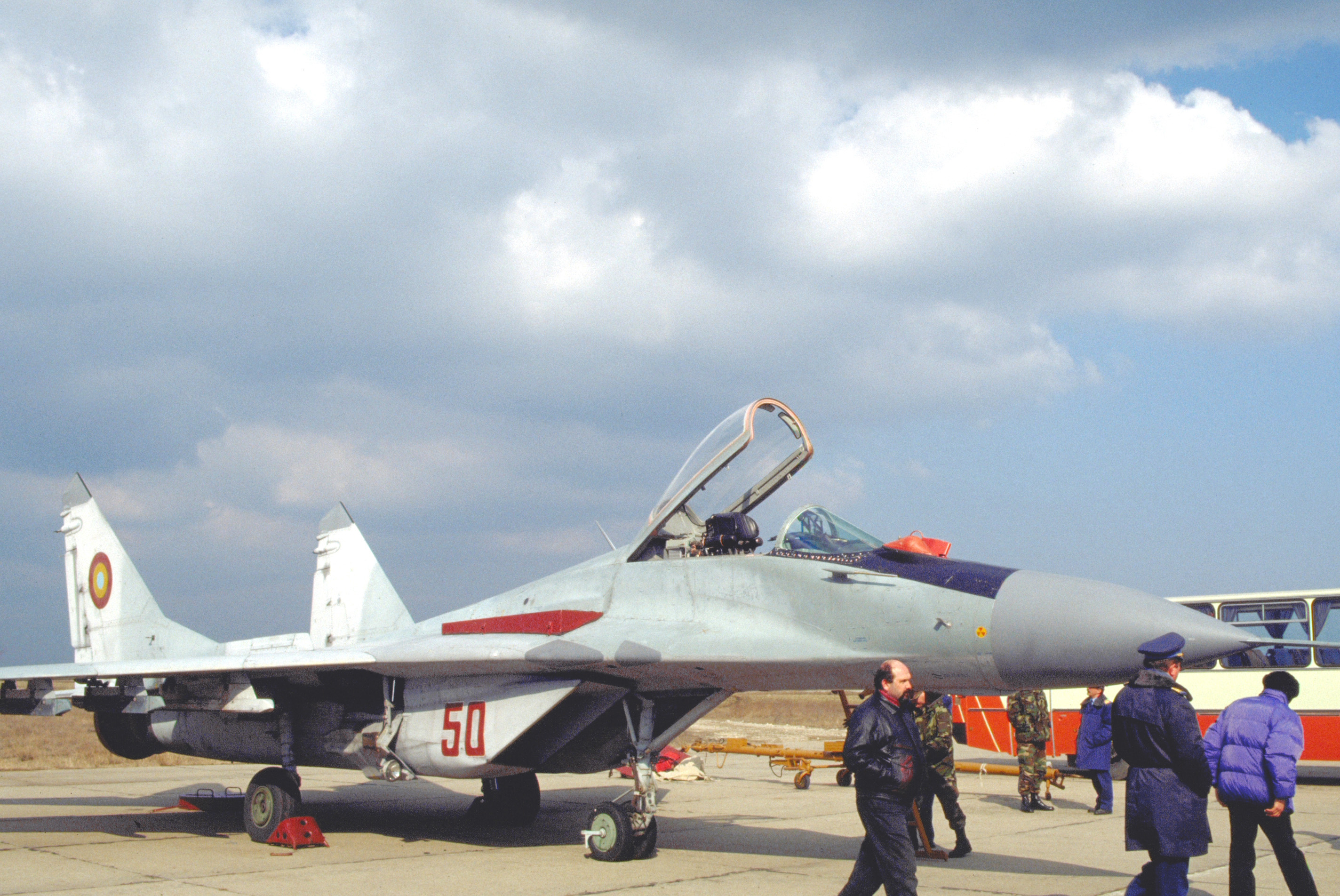
MiG-29A

MiG-29B chỉ chứa được 4.365 lít nhiên liệu được lưu trữ trong 6 thùng chứa, 4 ở trong thân và mỗi cánh một thùng. Do chứa được khối lượng nhiên liệu hạn chế nên nó có phạm vi hoạt động hẹp, không đáp ứng được nhu cầu đòi hỏi của một máy bay tiêm kích phòng thủ cứ điểm. Để phục vụ trong những chuyến bay dài, nó cần được cung cấp thêm một lượng nhiên liệu phụ là 1.500 lít (330 Imp gal, 395 USgal), được chứa trong một thùng chứa nằm ở giữa máy bay, trong các phiên bản sau, 2 thùng nhiên liệu phụ đã được thêm vào dưới cánh, mỗi thùng chứa 1.150 lít nhiên liệu. Ngoài ra một số nhỏ MiG-29 được trang bị hệ thống cần tiếp nhiên liệu trên không, cho phép máy bay ở trên không lâu hơn trong một chuyến bay, hệ thống nạp nhiên liệu trên không cho máy bay từ máy bay chở dầu gồm có một ống kim loại đặt ở đầu máy bay nhận nhiên liệu và một ống tiếp có phễu từ máy bay vận tải.
Một số khung máy bay MiG-29B đã được nâng cấp lên thành cấu hình "Fatback" (MiG-29 9-13), phiên bản này có thêm một thùng nhiên liệu bên trong được gắn dưới lưng. Một số phiên bản tiên tiến, như MiG-35, có thể mang thêm một thùng nhiên liệu nữa dọc lưng máy bay cho phù hợp với nhiệm vụ, dẫu rằng không có thùng nhiên liệu này cũng không ảnh hưởng gì đến việc thực hiện nhiệm vụ.

### Buồng lái

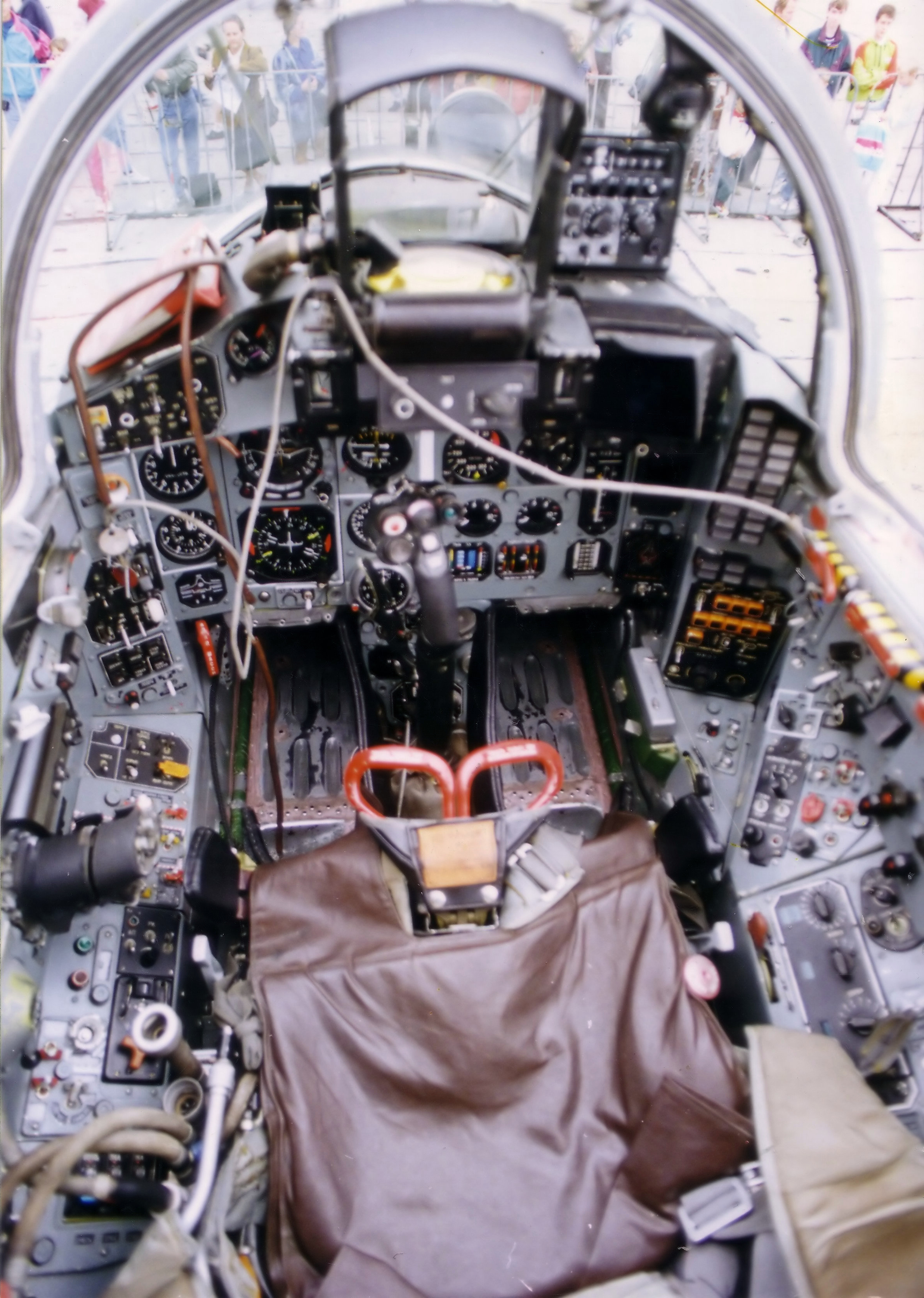
Buồng lái MiG-29 đời đầu

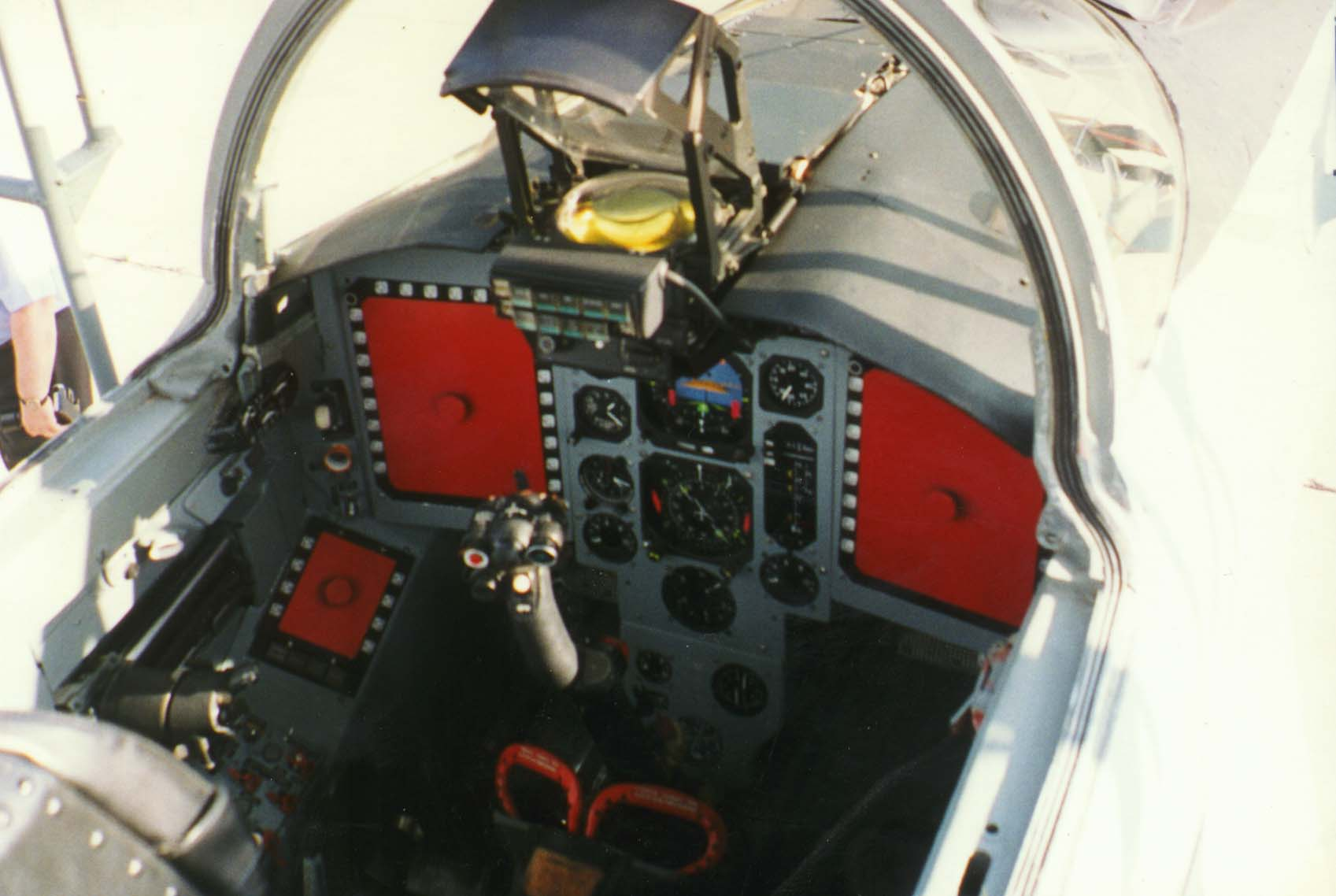
Buồng lái của MiG-29M (MiG-33) với cải tiến là việc trang bị màn hình LCD đa năng, giúp phi công dễ quan sát và thao tác hơn nhiều

Phi công lái máy bay với một cần điều khiển ở giữa truyền thống và ga ở tay trái. Loại ghế dành cho phi công là loại ghế phóng Zvezda K-36DM, nó thể hiện một cách ấn tượng trong trường hợp thoát khẩn cấp dành cho phi công. Trong vụ tai nạn tại triển lãm hàng không Paris năm 1989, dù máy bay chỉ cách mặt đất 50 mét và rơi cắm đầu xuống đất chỉ trong 4 giây, phi công lái MiG-29 vẫn nhảy dù an toàn nhờ ghế phóng này.
Buồng lái của MiG-29 các phiên bản đầu có những mặt đồng hồ thông thường, với màn hình hiển thị trước mặt phi công (HUD) và hệ thống hiển thị trên mũ của phi công Shchel-3UM, nhưng nó không có HOTAS (thanh điều khiển kiểu phương Tây). Nhưng dù sao, MiG-29 có tầm nhìn tốt hơn so với những máy bay tiêm kích phản lực trước đó của Nga, nhờ vòm kính bọt đặt trên cao.
Thiết bị điện tử hàng không của MiG-29 các phiên bản đời đầu ở mức tối thiểu, buồng lái chật chội với nhiều nút và công tắc trên bảng điều khiển. Các hệ thống của MiG-29, kể cả màn hình hiển thị chính diện, cũng không được phát triển đủ tốt, gây khó khăn cho các phi công khi nắm bắt tình hình trên không. Peter Steiniger, người từng bay trên máy bay MiG-29 của Đông Đức đã chia sẻ cảm xúc từ các chuyến bay trên: "Tôi có muốn chiến đấu trên một máy bay như vậy không ư? Không. Nếu bạn bỏ qua một bên tên lửa AA-11 Archer, thì làm việc trong buồng lái phi công là rất nặng nhọc. Việc nắm bắt tình hình bên ngoài tầm nhìn thẳng bị dừng ở một bản đồ giấy". Nói cách khác, trong nhiều nhiệm vụ, phi công buộc phải mở bản đồ giấy để xem mình đang ở đâu hoặc phải dò tìm thông số bay trên hàng loạt đồng hồ trong buồng lái. Dù sao thì nhược điểm này cũng có ở phần lớn các loại máy bay vào đầu thập niên 1980, khi công nghệ màn hình hiển thị chưa tiến bộ như hiện nay. Hạn chế này đã được kỹ sư Liên Xô khắc phục trên phiên bản MiG-29M (MiG-33) được giới thiệu vào năm 1988. Phiên bản hiện đại hóa này sử dụng các màn hình kỹ thuật số đa năng thay cho các đồng hồ và dãy nút bấm. Tuy nhiên, sự sụp đổ của Liên Xô khiến kinh phí cho chương trình nâng cấp MiG-29M bị cắt giảm, và kế hoạch chế tạo MiG-29M bị đình trệ trong suốt 15 năm.
Trong thập niên 2000, những phiên bản nâng cấp của MiG-29 (MiG-29SMT, MiG-33, MiG-35) đã được "hồi sinh". Chúng được giới thiệu với "buồng lái thủy tinh" và trang bị màn hình hiển thị đa chức năng tinh thể lỏng (LCD) hiện đại và một hệ thống HOTAS thật sự, cho phép thực hiện các nhiệm vụ đa năng cũng như giảm bớt số đồng hồ và công tắc, tăng sự thoải mái và dễ thao tác cho phi công.

### Hệ thống radar và cảm biến

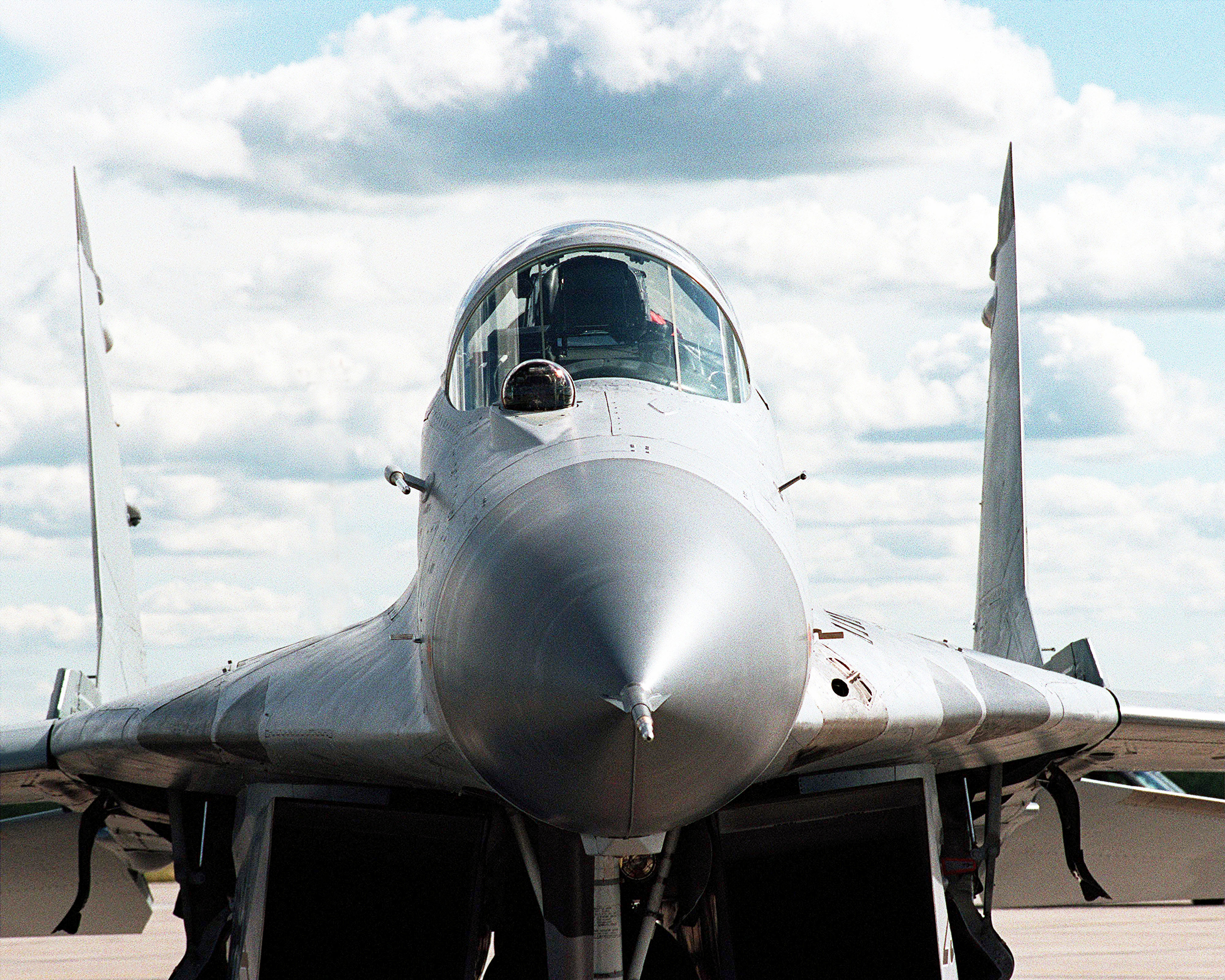
Hệ thống IRST của MiG-29

MiG-29B có một hệ thống radar điều khiển hỏa lực Phazotron RLPK-29 (Radiolokatsyonnyi Pritselnyi Kompleks) gồm radar xung-doppler phát hiện theo dõi và khóa mục tiêu N-019 (Sapfir 29; tên ký hiệu của NATO: "Slot Back") cùng với một máy tính số Ts100.02-02.
Phiên bản radar gốc của MiG-29 đời đầu là N-019A, nó đã đặt MiG-29 ngang hàng với những loại radar tương đương của phương Tây, nhưng điều này vẫn gây nên những thất vọng đối với Không quân Liên Xô, vốn yêu cầu radar của MiG-29 phải có năng lực vượt trội hơn so với F-16 của Mỹ. Nó có khả giao chiến ngoài tầm nhìn (BVR), dù không mạnh như loại tiêm kích hạng nặng Su-27. MiG-29B có thể theo dõi mục tiêu là máy bay chiến đấu từ khoảng cách 70 km (38 hải lý) phía trước mặt và 35 km (19 km) phía sau. Một máy bay chiến đấu có RCS rộng 3 mét vuông có thể được phát hiện ở cự ly 60–70 km (để so sánh, F-16C đạt 50–60 km và F/A-18C Hornet đạt 60–65 km) Nếu mục tiêu đang bay ở độ cao dưới 3.000m, phạm vi phát hiện sẽ giảm xuống còn 40–70 km và phạm vi theo dõi là 30–60 km. Phạm vi theo dõi máy bay ném bom được mở rộng gấp 2 lần.
10 mục tiêu có thể hiện lên trên màn hình theo dõi, nhưng radar N-019 chỉ có thể khóa một mục tiêu cho tên lửa điều khiển bán chủ động (SARH). Bộ xử lý tín hiệu cũng gặp rắc rối khi gặp phải những quấy phá từ mặt đất, và phạm vi phát hiện theo dõi tầm xa sẽ bị giảm bớt. Nó cũng khá dễ bị ảnh hưởng bởi nhiễu điện tử. Điều này có nghĩa là MiG-29A/B không có khả năng sử dụng loại tên lửa tầm xa SARH mới đáng tin cậy Vympel R-27 (NATO AA-10 "Alamo").
Khả năng của N-019 bắt nguồn phần lớn từ thực tế radar N-019 không phải là một thiết kế mới. Thay vào đó, hệ thống này là một phát triển xa hơn của cấu trúc đã sử dụng trong hệ thống Sapfir-23ML của Phazotron, đã sử dụng trên MiG-23ML. Khi thiết kế chi tiết MiG-29 thời kỳ đầu vào giữa thập niên 1970, Phazotron NIIR được giao nhiệm vụ sản xuất một radar hiện đại cho MiG-29. Để kịp tốc độ phát triển, Phazotron đặt cơ sở thiết kế mới dựa trên chương trình radar thử nghiệm của "Soyuz" của NPO Istok trước đó. Do đó, N-019 ban đầu dự định có ngăn ăng-ten mảng pha hai chiều và bộ xử lý tín hiệu số, giúp máy bay có thể dò tìm và theo dõi mục tiêu cỡ máy bay chiến đấu trong một phạm vi ít nhất là 100 km. Được chế tạo từ những công nghệ điện tử hàng không Liên Xô lúc đó, đây là một mục đích đầy tham vọng. Thử nghiệm và những nguyên mẫu nhanh chóng để lộ ra nó không thể đạt được khung thời gian như yêu cầu đòi hỏi, ít nhất không phải trong một radar sẽ được đặt trong mũi của MiG-29. Khi thiết kế một radar hoàn toàn mới, mặc dù khiêm nhường hơn, Phazotron quay trở lại một phiên bản của ăng-ten gương kép quay quanh được sử dụng thành công ở Sapfir-23ML nhằm tiết kiệm thời gian và chi phí. Hệ thống này sử dụng cùng bộ xử lý tín hiệu tương tự (analog signal) với những thiết kế trước đó của họ, ghép với một máy tính số Ts100 do NII Argon thiết kế. Trong khi cách giải quyết này đưa ra một hệ thống radar làm việc cho máy bay tiêm kích mới, nó kế thừa tất cả các điểm yếu của thiết kế trước đó. Việc tin cậy vào công nghệ thập niên 1960 tiếp tục khiến cho MiG-29A/B chỉ có khả năng phát hiện và theo dõi mục tiêu trên không ở khoảng cách thấp hơn so với phạm vi mà tên lửa đối không tầm xa như R-27 và R-77 có thể vươn tới, dù thiết kế mới như bộ xử lý tín hiệu địa chỉ số N-010 Zhuk-M quan trọng, vẫn còn những khuyết điểm cố hữu trong thiết kế tương tự (analog). Còn đa số máy bay MiG-29 đang tiếp tục hoạt động sử dụng radar tương tự (analog) N-019 hoặc N-019M, dù VVS biểu hiện mong muốn nâng cấp tất cả những chiếc MiG-29 hiện có với hệ thống số hoàn toàn.
Bí mật của loại radar N-019 đã bị một kỹ sư thiết kế của Phazotron là Adolf Tolkachev cung cấp cho CIA vào năm 1986. Để đáp lại mọi rắc rối, Liên Xô vội vàng đưa ra phiên bản radar sửa đổi N-019M Topaz cho loại MiG-29S nâng cấp. N019M Topaz được thử nghiệm từ năm 1986, sản xuất hạn chế vào năm 1991. Nó nhẹ hơn một chút so với N-019, ở mức 350 kg so với 385 kg. Topaz đã tăng khả năng chống nhiễu ECM, phần mềm mới và hệ thống giám sát tích hợp tiên tiến hơn. Máy tính Ts-101M mới đã loại bỏ các vấn đề quá tải bộ xử lý của máy tính Ts-100 trên N019, tăng công suất lên 400.000 hoạt động mỗi giây (so với 170.000 của N-019), nó cũng chỉ nặng 19 kg (Ts-100 là 32 kg) và với tuổi thọ gấp đôi là 1000 giờ so với 500 giờ của Ts-100. N019M cho phép tấn công đồng thời hai mục tiêu bằng tên lửa dẫn đường bằng radar chủ động. Tầm quét tăng nhẹ lên mức 80 km. Khoảng 22 máy bay với N019M được cho là đã đi vào hoạt động với VVS.
N-019ME Topaz là phiên bản xuất khẩu, bị cắt giảm tính năng so với N-109M. Tất cả các máy bay MiG-29 của Ấn Độ đều được nâng cấp lên radar tiêu chuẩn này vào thập niên 2000.
Tuy nhiên, VVS vẫn chưa thỏa mãn với tính năng của hệ thống và tiếp tục yêu cầu những bản cải tiến khác. 
- Phiên bản nâng cấp MiG-29SMT được trang bị loại radar N-010 Zhuk-M, có một mạng anten 2 chiều, cải thiện phạm vi hoạt động, và khả năng xử lý nhiều tình huống, phát hiện, theo dõi nhiều mục tiêu, và khả năng tương thích với loại tên lửa không đối không Vympel R-77 (hay RVV-AE) (NATO AA-12 "Adder"). Radar Zhuk-ME là biến thể dành cho MiG-29 xuất khẩu sang các nước như Ấn Độ, nó có tính năng xử lý tín hiệu được cải thiện, có phạm vi phát hiện lên đến 120 km đối với mục tiêu RCS rộng 5m2, theo dõi tối đa 10 mục tiêu và tối đa 4 mục tiêu bị tấn công cùng lúc ở chế độ không đối không. Ở chế độ không đối đất, radar có thể phát hiện một xe tăng cách xa 25 km và một cây cầu cách xa 120 km, một tàu khu trục có thể được phát hiện cách xa 300 km và có thể theo dõi hai mục tiêu mặt nước cùng một lúc. Radar có trọng lượng 220 kg và khả năng quét khu vực góc phương vị +/-85 độ và độ cao +56/-40 độ. Năm 2005, Ấn Độ đã ký hợp đồng nâng cấp 67 chiếc MiG-29 của họ, trong đó bao gồm việc thay thế radar N-019 cũ bằng loại Zhuk-ME.
- Các phiên bản đời mới như MiG-33, MiG-35 có thể trang bị radar Zhuk-MA/MAE. Đây là phiên bản đầu tiên của họ radar Zhuk có mảng quét điện tử chủ động (AESA) dựa trên dòng radar N-031 Sokol, được giới thiệu vào năm 2005. Zhuk MA (MAE là biến thể xuất khẩu) sử dụng 1088 mô-đun thu phát chia thành 272 khối và một ăng ten đường kính 700 mm. Tầm hoạt động 200 km, theo dõi tối đa 30 mục tiêu và tấn công 8 mục tiêu trong số đó. Tuy nhiên, kích thước và trọng lượng radar tăng lên khá lớn (khoảng 400 ~ 500 kg).
- Phiên bản radar mới hơn nữa có thể trang bị cho MiG-29 là Zhuk-AM/AME, được giới thiệu năm 2016. Zhuk-AME (hoặc FGA-50) có thể theo dõi tới 30 mục tiêu, tấn công đồng thời tới 6 mục tiêu trên không và có phạm vi phát hiện lên đến 260 km, cải thiện 50% so với các biến thể đã phát triển trước đây của radar Zhuk. Radar mới cũng nhỏ gọn hơn nhiều, chỉ nặng khoảng 100 kg.
- Trong triển lãm hàng không quốc tế MAKS năm 2019, Phazotron đã công bố radar AESA mới nhất được cung cấp cho MiG-35. Radar này có 1.000 mô-đun thu-phát trạng thái rắn, chưa rõ các thông số như tầm quét và số lượng mục tiêu xử lý cùng lúc.

Một phần hữu ích từ MiG-29 được chia sẻ với Sukhoi Su-27 là hệ thống S-31E2 KOLS, một sự kết hợp giữa bộ phận đo khoảng cách bằng tia laser (kính trắc viễn laser) và IRST (tìm kiếm và theo dõi bằng tia hồng ngoại) trong một bộ phận được goi là "con ngươi" ở phía trước vòm buồng lái. Nó có thể kết hợp với radar hoặc sử dụng độc lập, và cung cấp độ chính xác đặc biệt cho quá trình ngắm bắn bằng radar hay máy tính. Những chiếc MiG-29 có thể sử dụng IRST để thay cho radar khi tình hình yêu cầu, thí dụ như khi máy bay muốn tránh bị lộ trước các thiết bị dò tìm tín hiệu radar của máy bay địch. Với tia hồng ngoại phản hồi và tên lửa bắn và quên, MiG-29 có thể nhắm bắn mục tiêu mà không phải sử dụng radar, cho phép máy bay tấn công mục tiêu một cách bất ngờ. Thậm chí, hệ thống này cho phép MiG-29 có khả năng phát hiện và giao chiến với các loại máy bay tàng hình như F-22, F-35 từ cự ly tới vài chục km (máy bay tàng hình được thiết kế để có mức độ bộc lộ trước radar rất thấp, nhưng chúng vẫn phát ra tín hiệu hồng ngoại như máy bay thường do đều phải sử dụng động cơ phản lực tỏa ra nhiều nhiệt).

### Vũ khí

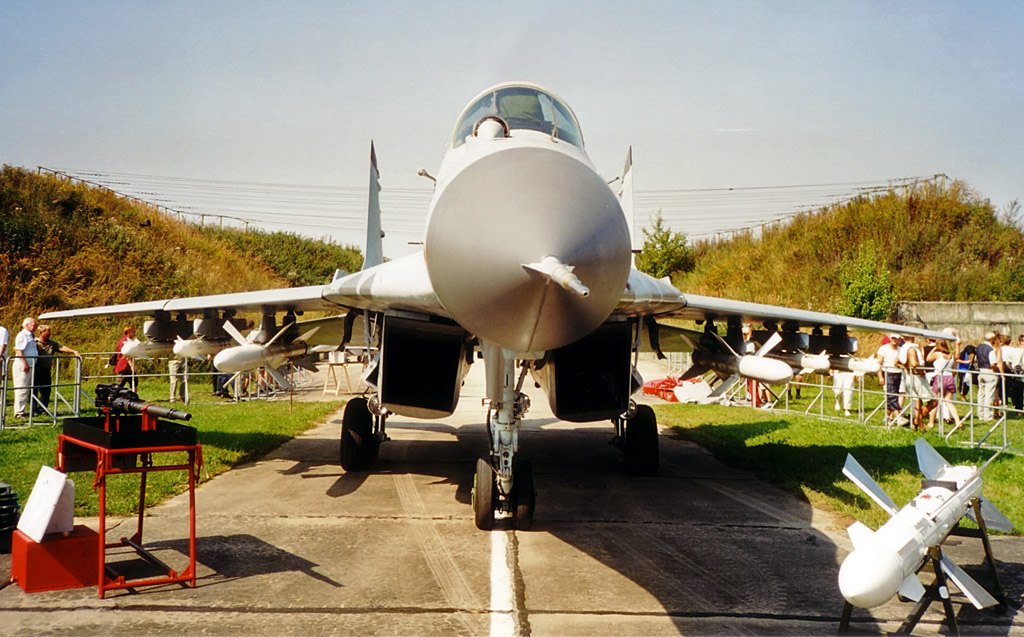
Một chiếc MiG-29 với vũ khí

Tiêm kích MiG-29 các phiên bản đời đầu chỉ có radar tính năng hạn chế, vũ khí mang được chỉ có 3,5 tấn. Chúng thậm chí không có khả năng mang vũ khí tấn công mặt đất chính xác cao. Chính vì vậy, trong các chiến dịch không kích, MiG-29 đời đầu buộc phải bay thấp để thả bom, bắn rocket không điều khiển.
Trang bị cho MiG-29 bao gồm một pháo đơn 30 mm GSh-30-1 ở gốc cánh trái. Lúc đầu nó có 150 viên đạn, nhưng sau này bị giảm xuống còn 100 viên trong các phiên bản sau này của MiG-29. MiG-29B nguyên bản không thể khai hỏa pháo khi nó mang thùng nhiên liệu ở giữa thân máy bay vì nó ngăn cản việc tống vỏ đạn ra ngoài. Vấn đề này sau đó được sửa chữa trong MiG-29S và các phiên bản sau đó. 3 giá treo được gắn vào mỗi cánh (4 giá treo ở một số phiên bản). Trong mỗi giá treo có một thùng nhiên liệu chưa được 1.150 lít nhiên liệu, mỗi giá treo mang được 1 tên lửa không đối không tầm trung R-27 (AA-10 "Alamo"), hoặc bom không điều khiển hoặc rocket. Một số máy bay Liên Xô có thể mang 1 quả bom hạt nhân tại giá treo đặc biệt nằm ở giữa thân. Những điểm treo phía ngoài thường mang tên lửa không chiến tầm gần R-73 (AA-11 "Archer"), mặc dù một số vẫn sử dụng loại tên lửa cũ R-60 (AA-8 "Aphid"). MiG-29B nguyên bản có thể mang bom thường và tên lửa không điều khiển, đây không phải là vũ khí thông minh.
Những phiên bản nâng cấp như MiG-29S, MiG-29SMT, MiG-29M đã được bổ sung khả năng mang vũ khí tấn công mặt đất chính xác cao. Chúng mang được bom dẫn hướng bằng laser và bom dẫn hướng quang học (electro-optical bomb), cũng như tên lửa không đối đất và không đối hải.

### Độ tin cậy
MiG-29 được thiết kế theo học thuyết của Liên Xô: vũ khí phải có độ tin cậy cao, bền bỉ trước điều kiện khắc nghiệt, khả năng bảo dưỡng dễ dàng để có thể hoạt động với cường độ cao.
Theo tính toán, số giờ bảo dưỡng trên mỗi giờ bay của MiG-29 là 11,3 giờ (MiG-29M là 11 giờ). Để so sánh, thông số tương ứng của F-16C là 18 giờ và F/A-18C Hornet là 16-18 giờ Như vậy, mức yêu cầu thời gian bảo trì của MiG-29 chỉ bằng khoảng 60% so với đối thủ thiết kế của Hoa Kỳ.
Thời gian trung bình giữa các lần xảy ra trục trặc trên không và trên mặt đất của MiG-29 là 13,6 giờ (MiG-29M là 7,3 giờ). Để so sánh, thông số tương ứng của F-16C là 2,9 giờ và F/A-18C Hornet là 3,7 giờ Như vậy, tỷ lệ gặp trục trặc của MiG-29 thấp hơn khoảng 3 lần so với đối thủ thiết kế của Hoa Kỳ.
Tính đến tháng 6/2016, sau gần 40 năm phục vụ trên khắp thế giới, đã có 126 chiếc MiG-29 bị rơi do tai nạn. So với khoảng 1.600 chiếc MiG-29 được chế tạo thì tỷ lệ rơi do tai nạn là 7,9%, đây là tỷ lệ thấp so với những máy bay cùng thời của phương Tây như F-15 Eagle (tỷ lệ rơi do tai nạn là 10,1%), F-16 Fighting Falcon (tỷ lệ rơi do tai nạn là 14,4%), F/A-18 Hornet (tỷ lệ rơi do tai nạn là 12%). Tỷ lệ này cũng cho thấy độ bền bỉ trước điều kiện khắc nghiệt, khả năng bảo dưỡng dễ dàng của máy bay MiG-29 so với những đối thủ từ phương Tây.

### Tuổi thọ máy bay
Những chiếc MiG-29 được chế tạo từ cuối những năm 1970 dự kiến có tuổi thọ là 2.500 giờ bay. Các phiên bản mới hơn như MiG-29M chế tạo vào đầu thập niên 1990 có tuổi thọ bay được nâng cao hơn, đạt 4.000 giờ bay. Các số liệu này dựa theo cách tính của Liên Xô/Nga.
Dựa trên các số liệu này, nhiều ý kiến trên mạng cho rằng tuổi thọ khung thân của máy bay Nga thấp hơn nhiều so với các máy bay phương Tây như F-15 Eagle, F-16 Fighting Falcon, F/A-18 Hornet, vốn có tuổi thọ đạt 8.000 giờ bay. Nhưng thực ra việc so sánh này là sai, bởi có sự khác biệt trong cách tính tuổi thọ máy bay giữa Nga và phương Tây. Quân đội Nga tính tuổi thọ máy bay bằng khoảng thời gian "từ khi sản xuất đến khi phải thay thế một số bộ phận bị hao mòn", trong khi phương Tây tính tuổi thọ máy bay bằng khoảng thời gian "từ khi sản xuất đến khi toàn bộ máy bay bị hao mòn không thể sửa chữa được nữa". Ví dụ như loại F-16 Fighting Falcon của Mỹ theo cách tính của phương Tây sẽ có tuổi thọ bay khoảng 8.000 giờ (phiên bản nâng cấp tăng hạn F-16V đạt 12.000 giờ), nhưng nếu tính theo cách của Liên Xô/Nga thì tuổi thọ của F-16 chỉ đạt 4.000 giờ bay. Hoặc những chiếc MiG-29 được sản xuất vào đầu những năm 1980 được Liên Xô tính toán tuổi thọ bay là 2.500 giờ, nhưng trên thực tế đến năm 2010, chúng đã đạt tới 4.000 giờ bay khi được bảo dưỡng đúng cách, và nếu được đại tu nâng cấp thì chúng sẽ có thể bay tiếp thêm hàng nghìn giờ nữa.
Như vậy, nếu áp dụng cùng một cách tính thì tuổi thọ của MiG-29 không thấp hơn đáng kể so với F-16. Theo tạp chí quân sự Global security, nếu cùng áp dụng cách tính theo kiểu phương Tây thì MiG-29 và MiG-29M sẽ có tuổi thọ bay là 7.000 giờ, gần tương đương với mức 8.000 giờ của F-16C và F/A-18C Hornet Phiên bản MiG-29M2 (MiG-35) nhờ áp dụng công nghệ chế tạo mới nên sẽ có tuổi thọ cao hơn, đạt khoảng 10.000 - 12.000 giờ bay theo cách tính của phương Tây.

## Xuất khẩu
MiG-29 từng là loại máy bay được xuất khẩu khá rộng rãi. Khoảng 900 chiếc thuộc nhiều phiên bản đã được xuất khẩu sang hàng chục quốc gia trên thế giới.
Tất nhiên những phiên bản MiG-29 xuất khẩu sẽ bị cắt giảm tính năng so với MiG-29 nội địa dành cho Không quân Liên Xô. Ví dụ, MiG-29 xuất khẩu cho cho các nước thuộc khối Hiệp ước Warsaw (như Đông Đức, Ba Lan) chỉ được trang bị radar N-019EA, so với radar N-019 nguyên bản thì radar này bị cắt bỏ chế độ "SP" (chế độ đối kháng chỉ có trên các máy của Liên Xô, với khả năng chống nhiễu điện tử ECM tốt hơn). MiG-29 xuất khẩu cho cho các nước thông thường (như Iraq) thì chỉ được trang bị radar N-019EB, bị hạ cấp nhiều hơn nữa với bộ xử lý kỹ thuật số TS100.02.06 kém khả năng hơn và cũng thiếu chế độ "SP".
Một chiếc MiG-29 từng được Nga rao bán với mức giá khá rẻ là 30 triệu USD nhưng hiện nay ở các thị trường, MiG-29 không còn được ưa chuộng như trước vì tải trọng và tầm bay hạn chế so với các loại máy bay khác của Nga như Su-27, Su-30. Nhiều khách hàng truyền thống của Nga đã chọn mua Su-27, Su-30 thay vì MiG-29. Moldova muốn bán nốt 6 chiếc MiG-29 còn lại trong biên chế Không quân nước này với một mức giá rẻ bèo, 1 triệu USD/chiếc. Cuối năm 2008, Nga chào bán cho Lebanon 10 máy bay MiG–29 với mức "chiết khấu lớn" (chỉ có giá ít hơn 5 triệu USD/chiếc) nhưng không được quốc gia này đồng ý. Một phần lý do chính là chi phí bảo dưỡng đắt đỏ, khoảng 5 triệu USD/năm. Trong khi MiG-29 bán ế thì các đối thủ chính của nó, F-16 Fighting Falcon bán khá chạy ở Trung Đông. Vì vậy năm 2008 Nga phải chấp nhận mua 28 chiếc MiG-29 để giúp tập đoàn MiG không bị phá sản.
Hợp đồng giữa Algérie và Rosoboronexport của Nga cung cấp 34 chiếc MiG-29SMT đã được ký kết năm 2006. Giá trị hợp đồng, theo nguồn tin không chính thức, đạt 1,28 tỷ USD. Năm 2006-2007, Algérie đã nhận 15 chiếc MiG-29 nhưng sau đó nước này ngừng tiếp nhận sau khi tuyên bố hàng loạt lỗi kỹ thuật trên máy bay. Cuối cùng, Algérie đã trả lại máy bay cho Nga. Phía Algérie khi đó đã khẳng định có những vấn đề về chất lượng và một số chiếc được lắp ráp từ đồ cũ. MiG-29 bắt đầu được đưa vào trang bị từ những năm 1980 và kho dự trữ các chi tiết và bộ phận của loại máy bay này vẫn còn nhiều nên tập đoàn MiG đã sử dụng các bộ phận này để lắp cho những chiếc MiG-29 bán cho Algérie. Vụ việc sau đó đã được điều tra và phát hiện.
Không quân Ấn Độ (IAF) là khách hàng xuất khẩu lớn nhất của MiG-29. Ấn Độ đã đặt mua 69 chiếc MiG-29 vào thập niên 1980 trong khi nó vẫn đang trong giai đoạn phát triên ban đầu. Thành tích hoạt động tốt của MiG-29 đã khiến Ấn Độ ký một thỏa thuận với Nga vào năm 2005-2006 để nâng cấp 69 chiếc MiG-29 với trị giá lên đến 888 triệu USD. 6 chiếc MiG-29 đầu tiên sẽ được nâng cấp tại Nga trong khi 63 chiếc còn lại sẽ được nâng cấp tại nhà máy của Hindustan Aeronautics ở Ấn Độ. Không quân hải quân Ấn Độ cũng đã chọn MiG-29K là loại máy bay chiến đấu chủ lực trên tàu sân bay của nước này. 45 chiếc MiG-29K đã được đặt hàng vào tháng 3/2010, giao hàng dần tới năm 2015.

## Lịch sử hoạt động

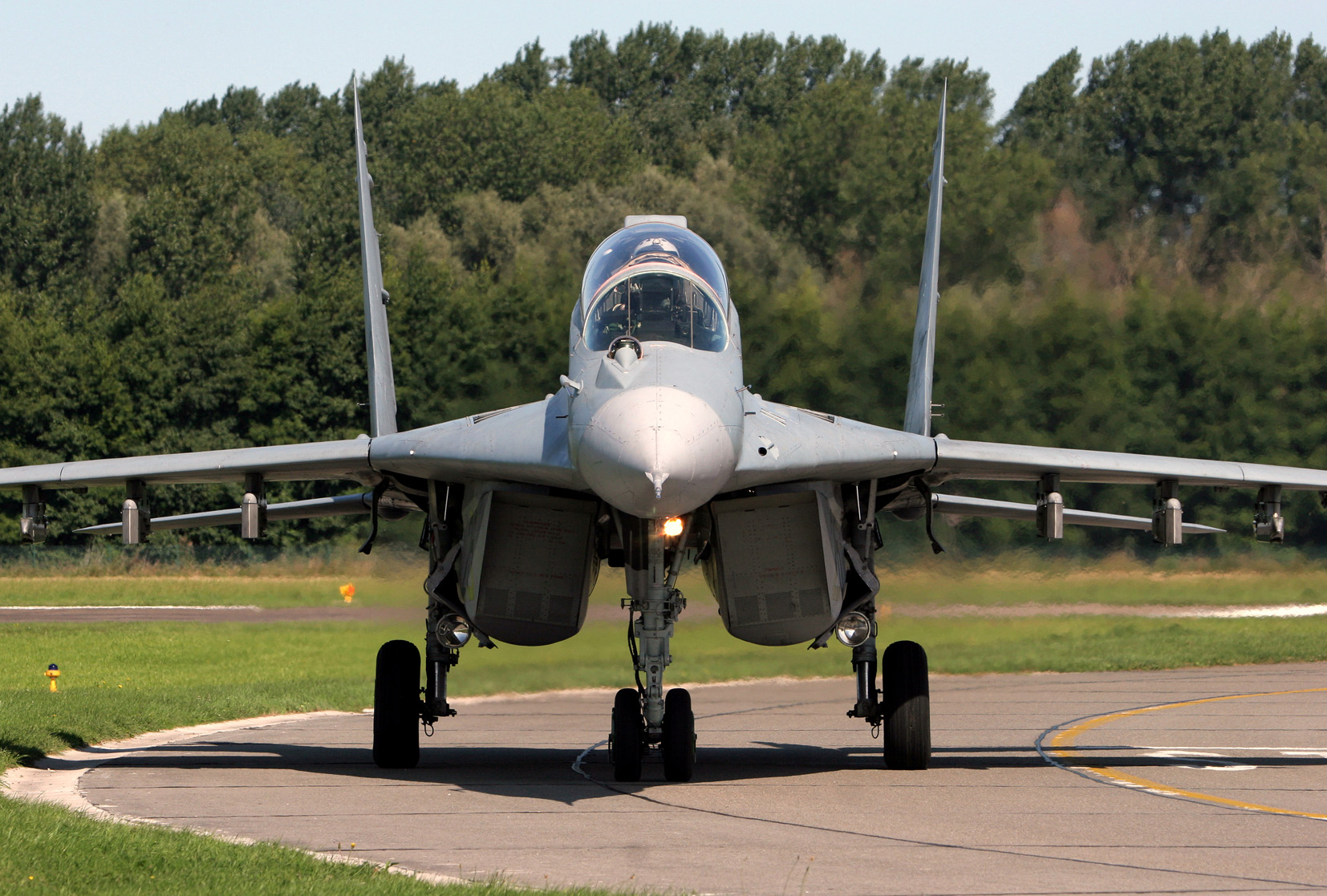
MiG-29UB của không quân Hungary tại Triển lãm hàng không Koksijde 2005

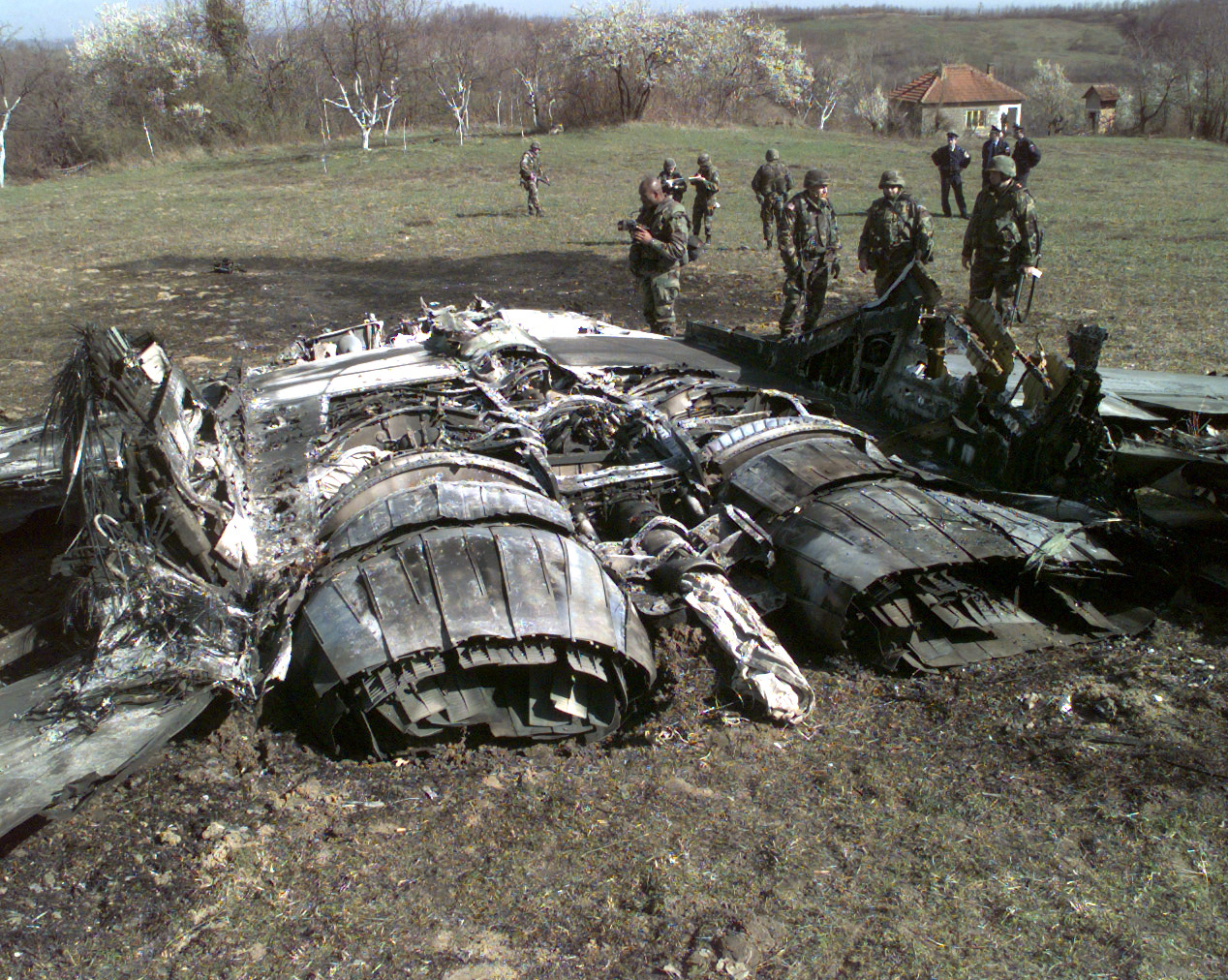
MiG-29 bị phá hủy ở Bosnia và Herzegovina

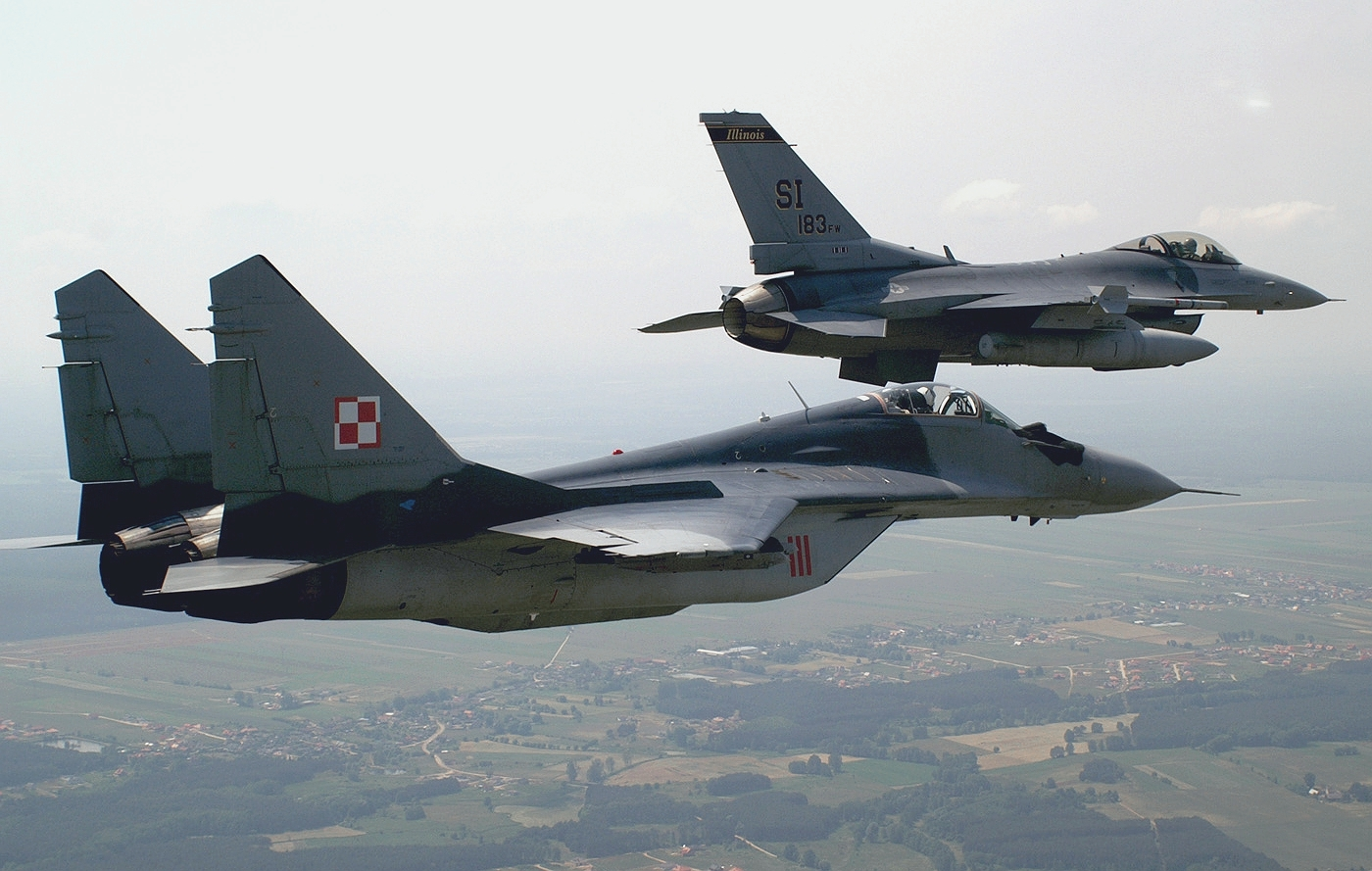
MiG-29 và F-16 của Ba Lan

### Hoạt động chiến đấu
Liên Xô đã xuất khẩu MiG-29 cho một số quốc gia đang phát triển. Vì máy bay tiêm kích thế hệ thứ 4 yêu cầu các phi công phải có nhiều kinh nghiệm, cơ sở hạ tầng phục vụ, bảo dưỡng và nâng cấp, những chiếc MiG-29 đã có lịch sử hoạt động đa dạng với nhiều lực lượng không quân khác nhau.
Cũng như mọi loại tiêm kích khác, những thành công hoặc thất bại trong không chiến của MiG-29 phụ thuộc đáng kể vào chiến thuật, cũng như tương quan lực lượng với kẻ thù. Ví dụ, những chiếc MiG-29 có một lịch sử hoạt động ưu tú trong Không quân Ấn Độ, nhiều lần áp đảo các tiêm kích F-16 của Pakistan và Ấn Độ đã đầu tư rất lớn vào loại máy bay này. Tuy nhiên, MiG-29 lại không có được những thành tích tốt trong lực lượng không quân Iraq và Nam Tư, bởi 2 nước này phải đối mặt với Không quân Hoa Kỳ có lực lượng vượt trội hàng chục lần.
Một chiếc MiG-29UB của Không quân Cuba đã bắn hạ 2 chiếc máy bay dân sự loại Cessna 337 của tổ chức người Cuba lưu vong có tên gọi Những người anh em cứu nguy vào năm 1996. Khi những chiếc máy bay này xâm nhập vào không phận Cuba.
Năm 1999, 2 chiếc MiG-29 của Không quân Eritrea đã bị bắn hạ bởi những chiếc Su-27 của Không quân Ethiopia. Lần thứ nhất vào 25 tháng 2-1999 và lần thứ hai vào 26 tháng 2-1999. Một bản báo cáo khác cũng đề cập đến việc 5 chiếc MiG-29 đã bị bắn hạ bởi Su-27. Trong khi một số nguồn báo cáo nói rằng những chiếc MiG-29 của Eritrea đã bắn hạ 2 chiếc MiG-21 của Ethiopia. Báo cáo khác cũng nói rằng MiG-29 của Eritrea đã bắn hạ 3 chiếc MiG-23. Rất ít thông tin được làm rõ trong cuộc xung đột nhỏ này và các báo cáo của cả hai phía đều rất sơ sài, thiếu chi tiết. Lưu trữ ngày 10 tháng 2 năm 2009 tại Wayback Machine. Người ta cho rằng những phi công của Nga và Ukraina đã huấn luyện cho các phi công của 2 nước này.
Ngày 20 tháng 4 năm 2008, Gruzia chính thức cáo buộc một chiếc MiG-29 của Nga đã bắn hạ một phương tiện bay không người lái Hermes 450 của mình và cung cấp một đoạn băng video quay từ chiếc máy bay không người lái bị bắn hạ, quay cảnh một chiếc MiG-29 đã bắn một tên lửa không đối không vào nó. Nga phủ nhận máy bay đó là của mình và nói họ không có bất kỳ phi công nào thực hiện bay vào ngày hôm đó. Người đứng đầu chính quyền ly khai Abkhazia tuyên bố lực lượng quân sự đã bắn hạ máy bay không người lái bằng một chiếc L-39 "vì nó xâm phạm không phận Abkhaz và phá vỡ thỏa thuận ngừng bắn." Kết luận điều tra về đoạn video của UN chỉ ra đoạn video là thật và máy bay không người lái đó đúng là đã bị bắn hạ bởi một chiếc MiG-29 hoặc Su-27 của Nga sử dụng một tên lửa tầm nhiệt R-73 .
Ngày 10 tháng 5 năm 2008, lực lượng vũ trang của Phong trào Công lý và Bình đẳng Darfur (JEM) đã thực hiện một cuộc tấn công vào thủ đô Sudan. Trong cuộc tấn công, 1 chiếc MiG-29 của Không quân Sudan đã bị bắn hạ bởi súng máy 14.5 và 12.7 mm của lực lượng nổi dậy Phong trào Công lý và Bình đẳng Darfur, chiếc MiG-29 này đang thực hiện một cuộc tấn công một đoàn xe hộ tống ở ngoại ô Khartoum của Omdurman. Máy bay được điều khiển bởi một phi công người Nga (lính đánh thuê). Viên phi công đã chết khi dù không mở sau khi thoát khỏi máy bay. Lực lượng chính quy của Sudan đã đẩy lùi quân nổi dậy và Sudan đã cáo buộc Chad đã giúp đỡ JEM trong cuộc tấn công này.   Lưu trữ ngày 13 tháng 5 năm 2015 tại Wayback Machine

### Iraq
Những chiếc MiG-29 do các phi công Iraq điều khiển đã tham chiến trong Chiến tranh Vùng Vịnh năm 1991. Tiêm kích của Không quân Mỹ - Anh có số lượng đông hơn và là những loại mới nhất khi đó, lại nhận sự hỗ trợ từ số lượng lớn máy bay tác chiến điện tử, máy bay cảnh giới (AWACS) Boeing E-3 Sentry giúp phát hiện mục tiêu từ xa. Không quân Iraq thì không có ưu thế như vậy, và phần lớn máy bay của họ là đời cũ như MiG-21 và MiG-23 nên bị thiệt hại nặng. Iraq chỉ có 1 số lượng nhỏ tiêm kích kiểu mới hơn là MiG-25 và MiG-29, nhưng đây là những phiên bản xuất khẩu đã bị cắt giảm tính năng so với máy bay nội địa dành cho Không quân Liên Xô. Cụ thể, MiG-29 của Iraq chỉ là phiên bản xuất khẩu MiG-29B-12 "Fulcrum-A" (Product 9.12A), phiên bản này chỉ có loại radar hạ cấp dành cho xuất khẩu là N-019EB nên phạm vi phát hiện mục tiêu, tốc độ xử lý và khả năng tác chiến điện tử (EMC, ECCM và IFF) đều yếu hơn nhiều so với phiên bản MiG-29S "Fulcrum-C" của Không quân Liên Xô. Phiên bản MiG-29B-12 cũng chỉ được gắn kèm tên lửa đối không tầm trung đời cũ R-27R (tầm bắn 60 km) chứ không có tên lửa đối không tầm xa kiểu mới R-27ER, R-77 (tầm bắn 90 km) như MiG-29S của Không quân Liên Xô.
Tuy gặp nhiều bất lợi như vậy, Iraq cũng đã đạt được một số thành công khi sử dụng tiêm kích MiG-25 và MiG-29.. Theo Không quân Hoa Kỳ, 5 chiếc MiG-29 của Iraq đã bị rơi trong Chiến tranh Vùng Vịnh năm 1991, gồm 1 chiếc tự rơi do phi công mất lái và 4 chiếc khác bị bắn hạ, đều bởi những chiếc F-15C. Ngược lại, MiG-29 của Iraq đã bắn trúng 3 mục tiêu, gồm: bắn rơi 1 máy bay Panavia Tornado, bắn hỏng nặng 2 máy bay khác (1 chiếc F-111 và 1 chiếc máy bay ném bom hạng nặng B-52).
Một số nguồn tin cho biết một chiếc Panavia Tornado của Anh, số hiệu ZA467 , đã bị bắn rơi ở tây bắc Iraq bởi 1 tên lửa R-60MK phóng từ chiếc MiG-29 của phi công Jameel Sayhood. Nguồn của Anh xác nhận chiếc Tornado này đã bị rơi vào ngày 22 tháng 1 trong một nhiệm vụ gần Ar Rutbah, nhưng phía Anh giấu kín nguyên nhân.
Một số thành tích khác của MiG-29 tại Iraq cũng được ghi nhận. Ngày 17/1/1991, 1 chiếc F-111F đã bị trúng 1 tên lửa R-60MK phóng từ 1 chiếc MiG-29 (phi công Khudair Hijab), nhưng nó không rơi tại chỗ mà chỉ hư hại nặng và quay về được sân bay Sau khi loại bỏ chiếc F-111F, chiếc MiG-29 này tiếp tục bắn trúng 1 oanh tạc cơ hạng nặng B-52 bằng tên lửa tầm trung R-27R. Chiếc B-52 này bị hư hại nặng nhưng cũng không rơi Không rõ vì sao mà Khudair Hijab lại "tiếc đạn" và chỉ phóng 1 tên lửa vào mỗi mục tiêu, nên cả 2 máy bay Mỹ đều hư hại nặng chứ không rơi. Đây là điều rất đáng tiếc cho Hijab và chiếc MiG-29: nếu anh ta phóng 2 quả tên lửa vào mỗi mục tiêu (MiG-29 mang được 6 tên lửa) thì cả 2 máy bay Mỹ đều đã rơi tại chỗ, và Hijab sẽ trở thành phi công duy nhất bắn rơi 2 máy bay Mỹ chỉ trong 1 lần không chiến kể từ sau Chiến tranh Việt Nam, và cũng là phi công duy nhất bắn hạ được 1 chiếc B-52 khổng lồ kể từ sau phi công Phạm Tuân của Việt Nam vào năm 1972.
Sau Chiến tranh Vùng Vịnh, 8 chiếc MiG-29 đã bay sang Iran, những chiếc máy bay này sau đó đã được biên chế hoạt động trong Không quân Iran, ngoài ra Iran cũng mua những chiếc MiG-29 khác từ Nga.

### Ấn Độ

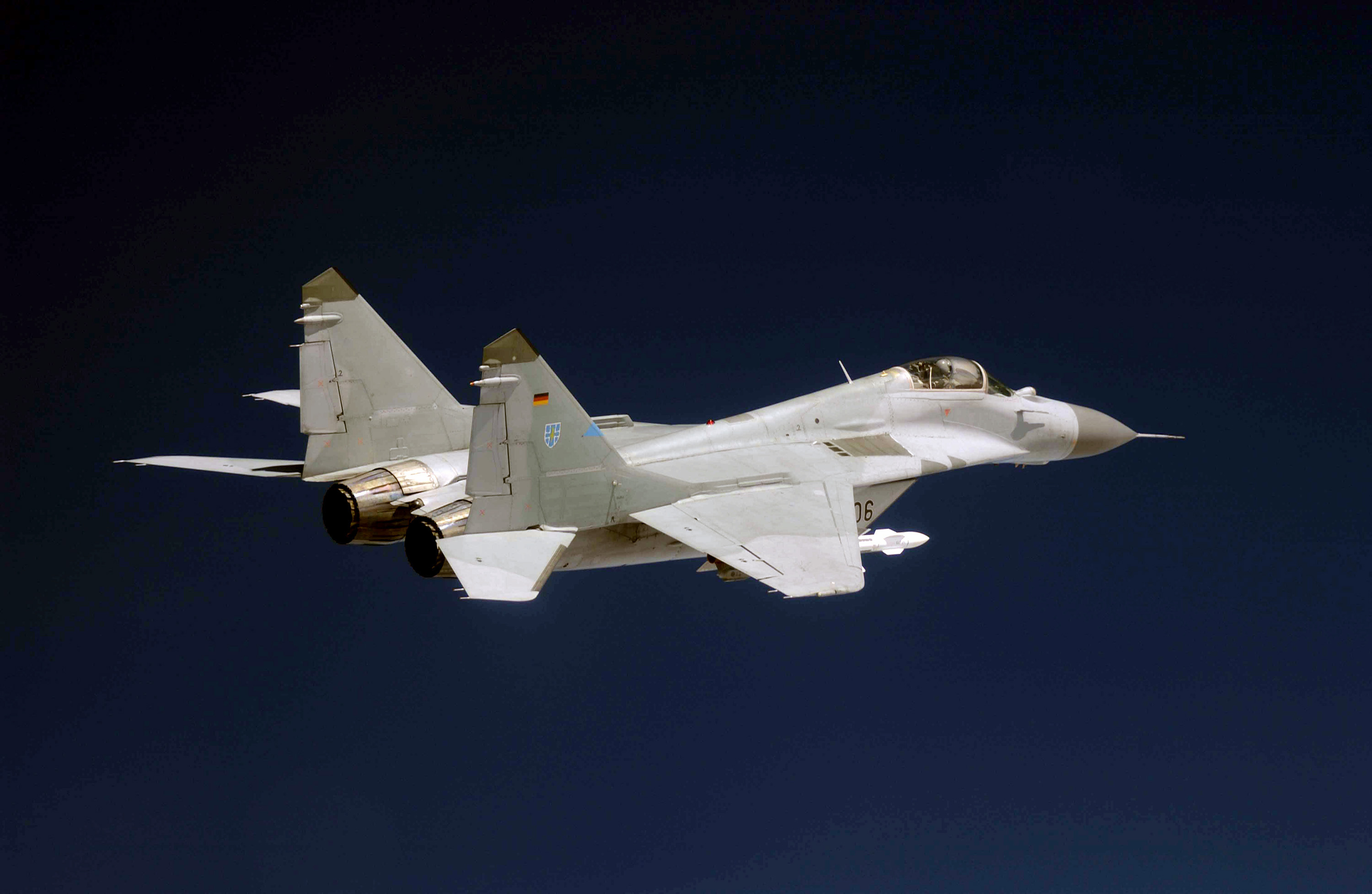
MiG-29

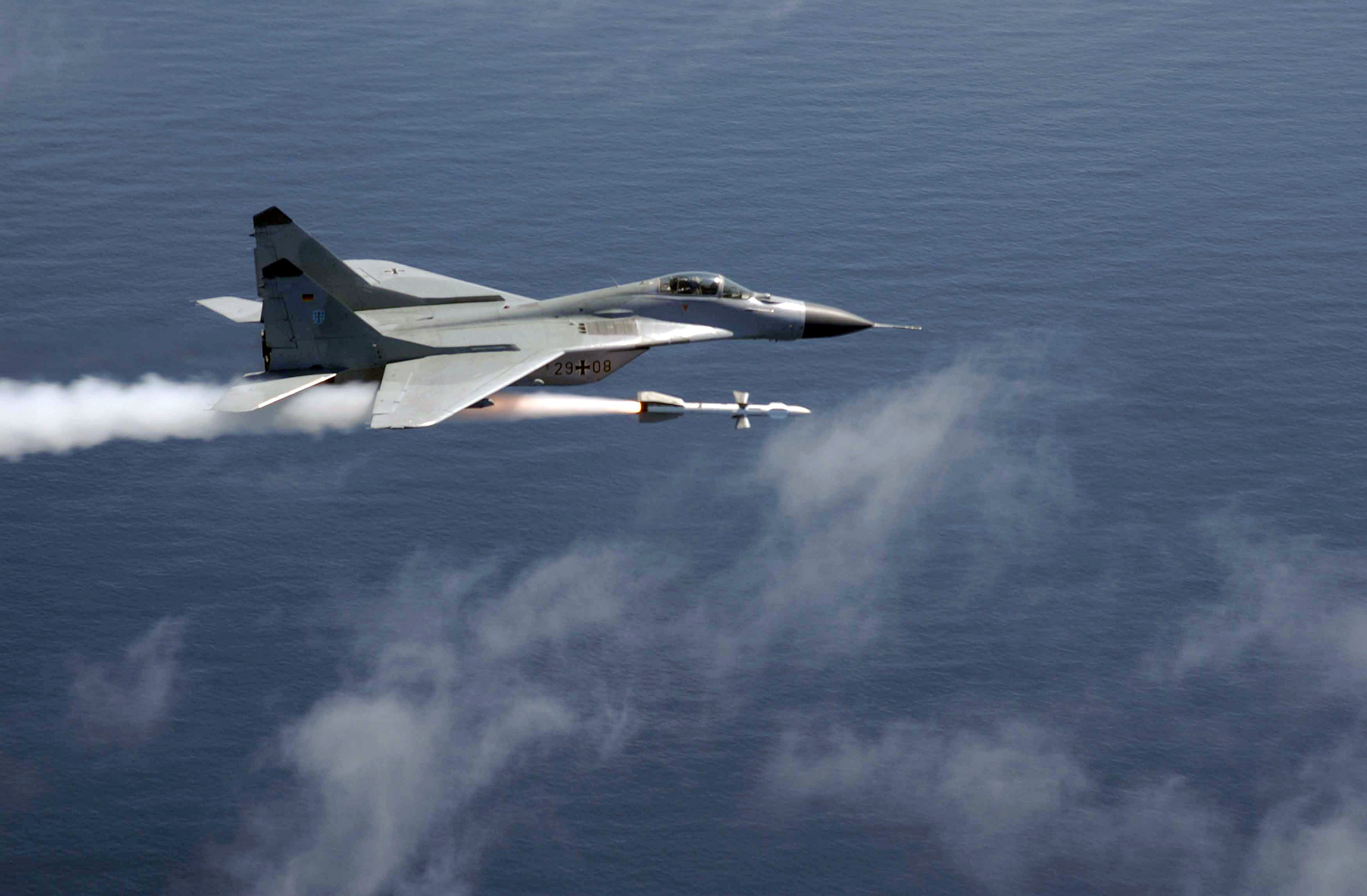
MiG-29 bắn tên lửa Vympel R-27

Không quân Ấn Độ (IAF) đã đặt mua hơn 50 chiếc MiG-29 vào năm 1980 trong khi nó vẫn đang trong giai đoạn phát triên ban đầu. Từ khi bắt đầu hoạt động trong IAF vào năm 1985, MiG-29 đã trải qua một loạt những sửa đổi như thêm vào hệ thống điện tử hàng không mới, các hệ thống phụ, động cơ phản lực cánh quạt đẩy và radar. Phiên bản nâng cấp của Ấn Độ được biết đến với tên gọi Baaz (tiếng Hindi: Hawk - Chim ưng) và là thành phần quan trọng thứ hai trong phi đội máy bay tấn công của IAF sau Sukhoi Su-30MKI.
Thành tích hoạt động tốt của MiG-29 đã khiến Ấn Độ ký một thỏa thuận với Nga vào năm 2005-2006 để nâng cấp 67 chiếc MiG-29 với trị giá lên đến 888 triệu USD. Theo đó, Nga sẽ thay thế radar N-019 cũ bằng loại Phazatron Zhuk-M. Nga cũng cấp giấy phép sản xuất 120 động cơ phản lực Klimov RD-33RD-33 series 3 cho Hindustan Aeronautics Limited để nâng cấp. Những chiếc MiG-29 cũng được nâng cấp để có thể tiếp nhiên liệu trên không nhằm tăng thời gian bay. Năm 2008, IAF cũng ký một hợp đồng chính thức trị giá 900 triệu USD với Tập đoàn MiG về việc nâng cấp 69 chiếc MiG-29 đang hoạt động của họ. Hợp đồng nâng cấp bao gồm một hệ thống điều khiển vũ khí mới, hệ thống điện tử hàng không, buồng lái, tên lửa không đối không, tên lửa không đối đất chính xác cao và bom thông minh. Những chiếc MiG-29 nâng cấp sẽ có khả năng chiến đầu ngoài tầm nhìn (BVR) tăng lên. 6 chiếc MiG-29 đầu tiên sẽ được nâng cấp tại Nga trong khi 63 chiếc còn lại sẽ được nâng cấp tại nhà máy của Hindustan Aeronautics ở Ấn Độ. Ấn Độ cũng ký một hợp đồng nhiều triệu USD với hãng Israel Aerospace Industries để cung cấp hệ thống điện tử hàng không và hệ thống phụ cho nâng cấp.
Không quân Ấn Độ đã sửa đổi và thử nghiệm thành công những chiếc MiG-29 bắn loại tên lửa BVR (loại tên lửa hạ mục tiêu nằm ngoài tầm nhìn) R-77 Adder (RVV-AE). Người ta tin rằng mọi chiếc MiG-29 của Không quân Ấn Độ đều được nâng cấp để sử dụng R-77 Adder như một thứ vũ khí tiêu chuẩn. MiG-29 cũng được sửa đổi để tương thích với các loại tên lửa BVR do Ấn Độ tự phát triển nằm trong chương trình có tên là Chương trình phát triển tên lửa tổng hợp (hay tên gọi tắt là Astra).
Không quân hải quân Ấn Độ đã chọn MiG-29K là loại máy bay chiến đấu chủ lực trên tàu sân bay của nước này. 45 chiếc MiG-29K đã được đặt hàng vào tháng 3/2010, giao hàng dần tới năm 2015.
Những chiếc MiG-29 của Ấn Độ đã tham gia Chiến tranh Kargil ở Kashmir năm 1999. Không quân Ấn Độ (IAF) đã sử dụng MiG-29 với cường độ cao để hộ tống cho những chiếc Mirage 2000 ném bom điều khiển bằng laser vào các vị trí của quân Pakistan. Theo các nguồn tin của Ấn Độ, trong thời gian diễn ra chiến tranh Kargil, 2 chiếc MiG-29 thuộc phi đội 47 IAF (Cung thủ đen) đã thành công trong việc đưa khóa 2 chiếc F-16 của Không quân Pakistan (PAF) lọt vào tâm ngắm bắn khi chúng đang đến gần không phận của Ấn Độ. Tuy nhiên, đội MiG-29 đã nhận được lệnh từ bộ chỉ huy nên không phóng tên lửa tiêu diệt đối phương. Sau sự kiện này, PAF đã ra lệnh mọi máy bay đều phải ở trong không phận của Pakistan. Đồng thời, trong thời gian diễn ra cuộc xung đột, MiG-29 của Ấn Độ đã được trang bị tên lửa RVV-AE (R-77) với khả năng BVR cho phép Ấn Độ đạt được ưu thế trên không trong cuộc xung đột.

### Nam Tư và Serbia
Không quân Liên bang Cộng hoà Xã hội Chủ nghĩa Nam Tư đã mua tổng cộng 14 chiếc MiG-29 và 2 chiếc MiG-29UB từ Liên Xô năm 1987. MiG-29 bắt đầu hoạt động trong 127. Lovacka Avijacijska Eskadrila (127. LAE, Phi đoàn không quân tiêm kích), còn được biết đến với tên gọi Vitezovi (Hiệp sĩ), thuộc 204. Lovacki Avijacijski Puk (204. LAP, Trung đoàn không quân tiêm kích) đóng tại Căn cứ không quân Batajnica, phía tây Belgrade, ngày nay là Cộng hòa Serbia. Máy bay được chỉ định mang tên L-18 (Lovac, máy bay tiêm kích), hay NL-18 ('Nastavni Lovac, máy bay tiêm kích huấn luyện) cho phiên bản "UB".
Những chiếc MiG-29 trong Không quân Nam Tư được đánh số từ:
- MiG-29: 18101-18114
- MiG-29UB: 18301-18302

MiG-29 tiếp tục hoạt động trong Không quân Cộng hòa Liên bang Nam Tư (sau khi Liên bang cộng hòa xã hội chủ nghĩa Nam Tư tan rã) và cuối cùng thuộc Không quân Serbia. Trong thời gian lệnh cấm vận vũ khí diễn ra đối với Nam Tư, điều kiện của MiG-29 trở nên tồi tệ hơn. Khi chiến dịch không kích của Hoa Kỳ diễn ra năm 1999, Nam Tư chỉ có 16 chiếc MiG-29A, chúng đã 15 năm tuổi, không được nâng cấp và cũng thiếu phụ tùng thay thế. Nhiều chiếc đã không còn bay được nữa, số còn khả năng chiến đấu cũng chỉ là phiên bản MiG-29 đời đầu chưa được nâng cấp. So với lực lượng NATO gồm trên 1.100 máy bay các loại kiểu mới nhất, rõ ràng không quân Nam Tư gặp quá nhiều bất lợi.
2 chiếc MiG-29 đầu tiên bị phá hủy mang số hiệu 18112 (phi công là Iljo Azrinov, rơi gần Priština) và 18111 (phi công là Nebojša Nikolić, rơi gần Titel), vào ngày 24 tháng 3. Những chiếc MiG-29 đều cất cánh từ Căn cứ không quân Slatina. Chiếc MiG-29 số 18106 do Predrag Milutinović điều khiển đã rơi gần Kruševac vào cùng ngày. Vào 26 tháng 3, MiG-29 số 18114 do Slobodan Perić điều khiển và MiG-29 do Zoran Radoslavljević điều khiển cất cánh từ Căn cứ không quân Batajnica để đánh chặn 2 chiếc F-15C của NATO đang thực hiện nhiệm vụ tuần tra không chiến trên không gần Bosnia. Perić bị bắn hạ gần Bijeljina nhưng vẫn sống sót, còn Radoslavljević bị thiệt mạng khi bị bắn hạ gần Valjevo. Chiếc MiG-29 số 18109 do Slobodan Tešanović điều khiển đã rơi gần sân bay Užice-Ponikve trong một chuyến bay thường vào ngày 4 tháng 5. Như vậy đã có 5 chiếc MiG-29 bị bắn rơi trong không chiến, 1 chiếc gặp tai nạn và 4 chiếc khác (18103, 18104, 18107, 18302) đã bị phá hủy khi đang đậu ở căn cứ.
Tuy vậy, MiG-29 của Nam Tư cũng ghi nhận một số thành tích. Một vài chiếc máy bay không người lái (UAV) của NATO đã bị bắn hạ bởi MiG-29. Ngoài ra, Nam Tư tuyên bố MiG-29 của họ đã bắn hạ 4 máy bay phản lực, nhưng cả 4 đều không được NATO xác nhận:
- Ngày 24/3/1999, 1 máy bay MiG-29 lái bởi phi công Nebojsa Nikolic đã bắn rơi 1 máy bay bằng 1 tên lửa đối không. Có thể đó là 1 chiếc F-16, máy bay đã lao xuống biển, phi công được trực thăng trên boong tàu chiến Pháp cứu.[36]
- Ngày 27/3/1999, Nam Tư tuyên bố bắn rơi 1 chiếc F-117A bằng MiG-29 bởi phi công Gvozden Đukić[37][38]. Phía Mỹ công nhận có 1 chiếc F-117A đã bị hạ, nhưng họ cho là bởi tên lửa phòng không SA-3 phóng bởi tiểu đoàn phòng không do Zoltan Dani chỉ huy.
- Ngày 26/3/1999, một chiếc F-16C của Mỹ đã bị MiG-29 của Nam Tư bắn hạ nhưng Không quân Mỹ không công nhận và cho rằng chỉ có 1 chiếc F-16 rơi vào cùng ngày tại một căn cứ của Mỹ[39]
- Ngày 20 tháng 5, Thiếu tá Elias Arizanov lái MiG-29 bắn hạ 1 chiếc F-117A, trở thành phi công duy nhất trong chiến tranh Kosovo đã bắn rơi hai máy bay NATO.[36]. Phía Mỹ không công nhận tổn thất này.

Theo Bộ Quốc phòng Nam Tư, NATO đã mất 128 máy bay (gồm 3 chiếc F-117, 1 chiếc B-2 Spirit, 1 chiếc B-52 Stratofortress, 1 chiếc E-3 Sentry, 14 máy bay trực thăng, 60 máy bay không người lái), 454 tên lửa hành trình. Phía NATO chỉ công nhận họ bị rơi 3 máy bay phản lực (2 chiếc khác hỏng nặng nhưng không rơi), 2 trực thăng cùng 46 chiếc máy bay không người lái (NATO không công bố số lượng tên lửa hành trình bị bắn hạ). Có những thông tin cho rằng NATO đã che giấu thiệt hại thực sự của họ: nếu máy bay NATO rơi trên biển và phi công đã được giải cứu thì NATO sẽ che giấu tổn thất đó (vì không còn bằng chứng xác minh), đây là điều cũng từng xảy ra trong chiến tranh Việt Nam và chiến tranh Vùng Vịnh Một ví dụ tiêu biểu là Mỹ đã che giấu việc 1 chiếc F-117 bị hỏng nặng do trúng tên lửa Nam Tư vào ngày 30/4/1999, tới năm 2020 thì cựu phi công Mỹ Charlie Tuna Heinlein mới tiết lộ chuyện này.

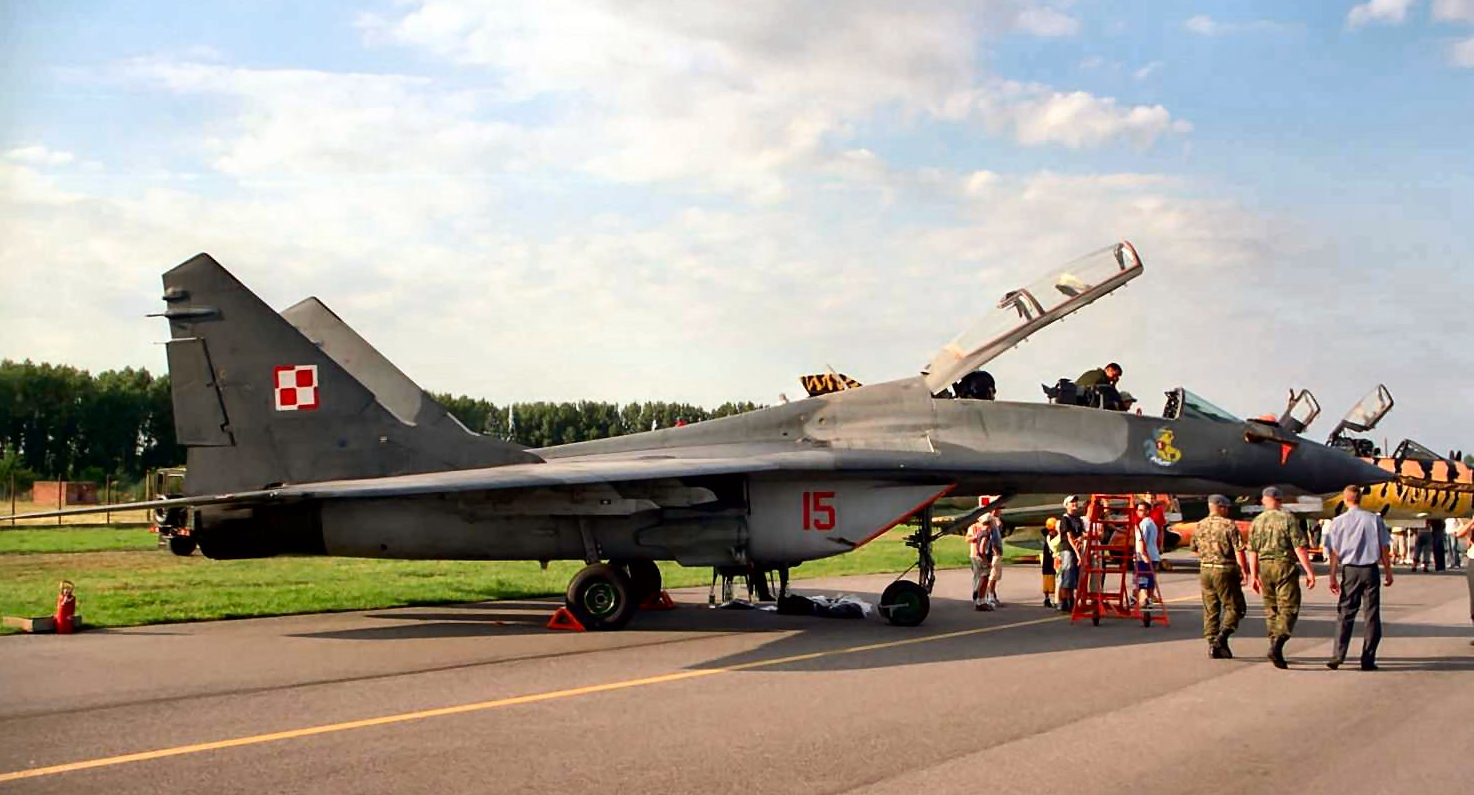
MiG-29 trong triển lãm hàng không Radom 2005

Các đơn vị không quân vẫn tiếp tục sử dụng 5 chiếc MiG-29 còn lại (tỷ lệ bay rất thấp) sau chiến tranh, dù họ phải thay thế những chiếc MiG-29 bị mất bằng loại MiG-21 được sơ tán từ Pristina sau chiến tranh. Mùa xuân năm 2004, có tin cho rằng Không quân Cộng hòa Serbia và Montene sẽ ngừng sử dụng MiG-29 vì máy bay không được bảo dưỡng.
Hiện nay, MiG-29 đã khôi phục hoạt động trong Không quân Serbia. Trong phi đội không quân tiêm kích 101.LAE (127.LAE và 126.LAE cũ), thuộc Căn cứ không quân 204, chiếc MiG-29 đầu tiên trở lại hoạt động vào tháng 2-2008, chiếc thứ 2 vào tháng 3 (phiên bản UB mang số 18301) và chiếc thứ 3 vào tháng 5. Còn hai chiếc khác sẽ trở lại hoạt động vào mùa hè năm 2008, khi động cơ và các thành phần của chúng được gửi trở lại sau khi đại tu ở Nga. Chiếc MiG-29 số 18101 được đại tu trước, xuất hiện lần đầu vào ngày 15 tháng 2, nhân Ngày quân đội Serbia và Ngày quốc khánh cộng hòa Serbia, trong cuộc tập trận quân sự "Sretenje 2008" ở Niš. Máy bay được điều khiển bởi đại tá Nebojska Djukanovic, tư lện không quân và phòng không. Chiếc MiG-29 thứ hai trở lại phục vụ (MiG-29UB số 18301) được sử dụng để huấn luyện phi công của phi đội 101.LAE, đơn vị này đã không bay MiG-29 kể từ năm 2004. MiG-29 của Không quân Serbia được nhìn thấy lần cuối công khaiowr Novi Sad trong triển lãm hàng không "Čenej 2008". Chiếc MiG-29 số 18101 do đại tá Nebojska Djukanovic điều khiển xuất hiện lần đầu trong lớp sơn ngụy trang và biểu tượng mới. Chiếc thứ ba đại tu (MiG-29 18105), cùng với chiếc đầu tiên đại tu đã bay trong cuộc tập trận quân sự của học viên Học viện quân sự Serbia"Diplomac 2008".

### Đức

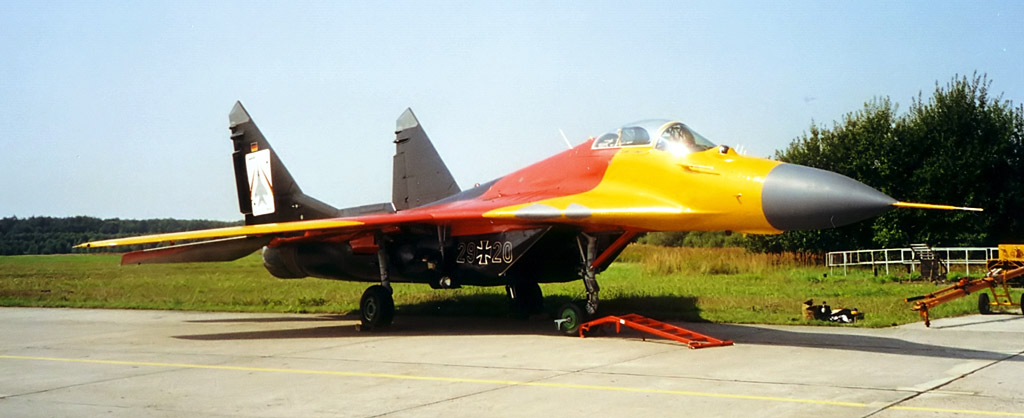
MiG-29 của Đông Đức

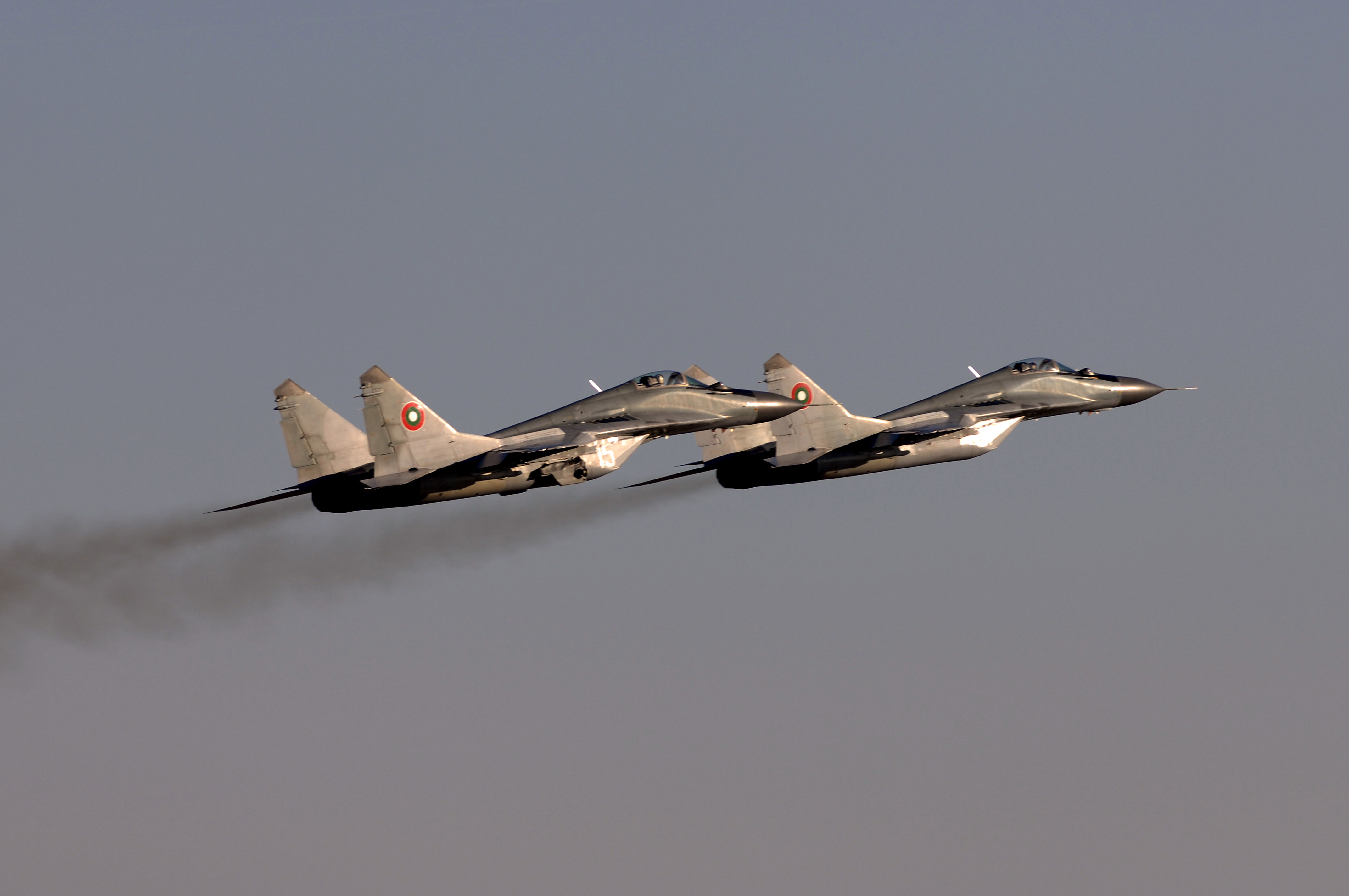
MiG-29A của Bulgaria

Cộng hòa Dân chủ Đức đã mua 24 chiếc MiG-29 (20 MiG-29A, 4 MiG-29UB), chúng bắt đầu hoạt động vào năm 1988-1989. Sau sự sụp đổ của Bức tường Berlin vào tháng 11-1989 và nước Đức thống nhất vào tháng 10-1990, những chiếc MiG-29 và những máy bay khác của Luftstreitkräfte der NVA (Không quân Đông Đức) đã chuyển cho Luftwaffe (Không quân Tây Đức). Sau khi được hãng DaimlerChrysler Aerospace (hiện nay là EADS) nâng cấp để phù hợp với tiêu chuẩn NATO, chúng có tên gọi là MiG-29G và MiG-29GT. Vào tháng 3-1991, 1 chiếc MiG-29 đã được gửi cho Không quân Mỹ để người Mỹ đánh giá, cùng với vài chiếc Su-22 và MiG-23.
Liên hiệp các nhà khoa học Hoa Kỳ tuyên bố rằng MiG-29 tốt hơn F-15 và các máy bay tiêm kích khác của Mỹ trong không chiến tầm gần vì MiG-29 được trang bị Helmet Mounted Weapons Sight (HMS - thiết bị ngắm bắn vũ khí gắn trên mũ phi công) và khả năng cơ động tốt hơn. Điều này đã được chứng minh khi MiG-29 của Không quân Đức tham gia cuộc tập trận DACT với các máy bay tiêm kích của Mỹ. Phi công Đức luôn luôn chiến thắng trong hỗn chiến tầm gần. HMS đóng góp một phần rất lớn vào thành công này, nó cho phép phi công có thể khóa bất cứ mục tiêu nào mà phi công có thể nhìn thấy, miễn sao mục tiêu phải ở trong tầm bắn của tên lửa, bao gồm những mục tiêu gần như ngoài boresight 45° (có thể hiểu boresight như hướng nhìn thẳng từ mũi máy bay ra phía trước, ở đây thì MiG-29 có tầm nhìn thẳng từ mũi ra phía trước là 45°, và nó có thể khóa tất cả mục tiêu nằm ngoài 45° này). Ngược lại với MiG-29, các máy bay của Mỹ chỉ có thể khóa mục tiêu trong một tấm kính hẹp phía trước mũi máy bay. Người Mỹ vẫn không có được thiết bị nào tương tự như HMS của MiG-29 cho đến cuối năm 2003, khi Không quân Mỹ và Hải quân Mỹ có được khả năng hoạt động ban đầu của Hệ thống điều khiển đặt trên mũ chung.
Seiniger, một phi công Đức từng lái MiG-29 cho biết: "Với kinh nghiệm nhất định, bạn có thể vượt qua bất kỳ máy bay phản lực nào về mặt cơ động, kể cả F-16 và F/A-18 Hornet với các góc tấn lớn. Thiết kế tuyệt vời kết hợp với một loại vũ khí hàng không đã biến máy bay này thành một sát thủ đích thực: đó là tên lửa AA-11 Archer (tên của NATO đặt cho R-73)". Tên lửa này được trang bị hệ tự dẫn hồng ngoại, có tính năng tuyệt vời và tầm bắn xa hơn Sidewinder của Mỹ. "Một ống kính một mắt đơn giản ở phía trước mắt phải đã cho phép tôi trực tiếp dẫn đầu tự dẫn vào mục tiêu ở một góc độ rất lớn". Khả năng của MiG-29 tự động bám các mục tiêu ngay cả khi mũi máy bay ngược với hướng mục tiêu, đã buộc phải "rất nhiều người phải đổ lệ".
Tuy nhiên, MiG-29 của Đức là phiên bản đời đầu (MiG-29A) được chế tạo năm 1980, có dung tích các thùng nhiên liệu nhỏ, tầm bay ngắn và buồng lái chật chội với nhiều nút và công tắc trên bảng điều khiển, radar chỉ có chất lượng trung bình và các chỉ số thấp về tính vạn năng. Thiết bị điện tử hàng không ở mức tối thiểu. Các khả năng của MiG-29A đã bị hạn chế bởi việc nó chỉ có thể đánh chặn và bắn hạ mục tiêu đối phương ở khoảng cách gần từ sân bay của mình do các phi công MiG-29 phải làm theo chỉ dẫn của điều phối mặt đất. Các hệ thống của MiG-29, kể cả màn hình hiển thị chính diện, cũng không được phát triển đủ tốt, nên các phi công nắm bắt tình hình trên không rất kém. Nói cách khác, phi công buộc phải cúi đầu, mở bản đồ để xem mình đang ở đâu khi bay.
Từ năm 1993, những chiếc MiG-29 của Đức đã được biên chế vào đơn vị không quân 1./JG73 "Steinhoff" ở Laage gần Rostock. Trong thời gian hoạt động trong Không quân Đức, 1 chiếc MiG-29 ("29+09") đã bị phá hủy do tai nạn vào 25 tháng 6-1996 vì lỗi của phi công. Năm 2003, phi công Luftwaffe (Không quân Đức) đã bay tổng cộng trên 30.000 giờ trên mỗi chiếc MiG-29, và tuổi thọ phục vụ của chúng đã hết. Vào tháng 9-2003, 22 trong 23 chiếc còn lại của Đức đã được bán lại cho Không quân Ba Lan với giá tượng trưng là 1 € một chiếc. Chiếc cuối cùng được chuyển vào tháng 8-2004.
Chiếc MiG-29 ("29+03") thứ 23 vẫn được trưng bày ở Laage trước khi được chuyển đến Luftwaffenmuseum der Bundeswehr ở Sân bay Gatow Berlin vào năm 2006.

### Ba Lan
Sau khi những chiếc MiG-21 và MiG-23 của Ba Lan ngừng sử dụng vào năm 2003, trong một thời gian ngắn Ba Lan chỉ có 22 chiếc MiG-29 từ Phi đoàn tiêm kích chiến thuật số 1 làm nhiệm vụ đánh chặn. Với 22 chiếc MiG-29 do Đức chuyển giao (hoạt động từ năm 2005 trong Phi đoàn tiêm kích chiến thuật 41 (thay thế MiG-21) đưa số lượng MiG-29 của Ba Lan lên con số 44 chiếc (8 chiếc là phiên bản huấn luyện). Từ năm 2007, MiG-29 được hỗ trợ bởi những chiếc F-16 Block 52+ từ Phi đoàn chiến thuật số 3 (thay thế MiG-21) và số 6 (thay thế Su-22), từ năm 2008 F-16 sẽ biên chế trong Phi đoàn chiến thuật số 10 (thay thế MiG-21). Hiện Ba Lan đang là quốc gia thuộc NATO sử dụng MiG-29 nhiều nhất (chỉ có 32 chiếc đang hoạt động hiện tại). MiG-29 của Ba Lan hiện đang thuộc Phi đoàn chiến thuật số 1 tại Căn cứ không quân số 23 gần Mińsk Mazowiecki và Phi đoàn chiến thuật số 41 tại Căn cứ không quân số 22 gần Malbork. Ba Lan trước đây đã cho Israel thuê một chiếc MiG-29 đánh giá khả năng và chiếc MiG-29 này đã từ Israel bay về Ba Lan.

### Bulgaria
Không quân Bulgaria hiện tại vẫn còn 12 chiếc tiêm kích MiG-29 và ba chiếc MiG-29UB (NATO định danh là Fulcrum-B) biến thể huấn luyện hai chỗ ngồi.
Hồi tháng 10/2014, Thiếu tướng Roumen Radev, Tư lệnh Không quân Bulgaria phàn nàn rằng, chi phí bảo dưỡng các máy bay do Liên Xô sản xuất tới năm 2029 sẽ tăng gần bằng chi phí mua các máy bay chiến đấu mới của phương Tây. Bộ trưởng quốc phòng Bulgaria Nikolay Nenchev cho biết, chi phí sửa chữa, bảo dưỡng các máy bay MiG của Bulgaria rất đắt đỏ. Với số tiền tương đương dùng để sửa chữa các tiêm kích MiG, Bulgaria có thể mua tới 16 máy bay chiến đấu đã qua sử dụng một chút hoặc thậm chí là hoàn toàn mới.
Theo Sofia Globe, hồi cuối năm 2014, chính phủ Bulgaria đã đưa ra một số tín hiệu rằng, nước này có thể sẽ giảm sử dụng các máy bay chiến đấu do Nga sản xuất, từ đó giảm phụ thuộc vào Moscow. Điều này đã nhanh chóng bị Nga quy kết là "phản bội".
Những phi đội máy bay chiến đấu MiG-29 của Bulgaria trong tương lai có thể sẽ không được đem sang Nga bảo trì mà sẽ bảo trì máy bay tại Ba Lan.

### Hoa Kỳ

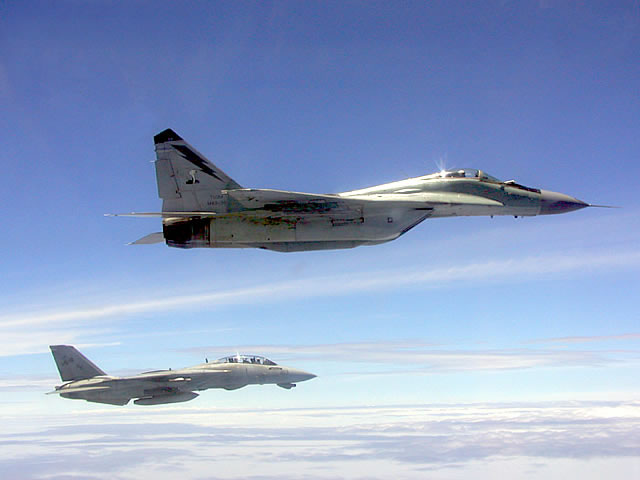
MiG-29 của Malaysia cùng với Grumman F-14 Tomcat của Không quân Hoa Kỳ

Năm 1997, Hoa Kỳ đã mua được 21 chiếc máy bay của Moldova để đánh giá và phân tích, theo hiệp định Hợp tác chống mối đe dọa từ bên ngoài. 14 chiếc MiG-29 được trang bị một radar gây nhiễu tích cực trong lưng và nó có khả năng trang bị vũ khí hạt nhân. Một phần lý do mà Mỹ mua những máy bay này là để ngăn chặn chúng sẽ được bán cho "quốc gia côn đồ", đặc biệt là Iran. Cuối năm 1991, những chiếc MiG-29 đã được chuyển cho Trung tâm tình báo không trung và không gian quốc gia (NASIC) tại Căn cứ không quân Wright-Patterson gần Dayton, Ohio. 1 chiếc MiG-29S của Moldova hiện đang trưng bày tại Bảo tàng không quân quốc gia Hoa Kỳ tại Wright-Patterson, và 1 chiếc MiG-29UB đang trưng bày tại trụ sở NASIC. Số phận những chiếc MiG-29 của Moldova không được tiết lộ, nhiều người tin rằng chúng đã bị loại bỏ. 1 chiếc MiG-29 đang trưng bày tại Căn cứ không quân Nellis, Nevada, trong màu sơn của Liên Xô, trong khi 1 chiếc khác của Moldova đang đặt ở căn cứ trong màu ngụy trang nguyên bản của nó. Tại Căn cứ không quân hải quân Fallon, 1 chiếc MiG-29 đang được trưng bày. Một chiếc khác cũng được trưng bày tại Căn cứ không quân MacDill, trong khi một chiếc nữa đang ở Căn cứ không quân Goodfellow, Texas.
Một nhà sưu tập tư nhân, Don Kirlin, có 2 chiếc MiG-29 được mua lại từ Kyrgyzstan, những chiếc MiG-29 này thiếu hệ thống điện tử và vài chi tiết khác do hạn chế của Bộ ngoại giao Mỹ. Hiện nay chúng đang được đặt tại sân bay Quincy, sân bay bang Illinois. Theo những công nhân làm việc tại sân bay, Kirlin đã trả 100.000 $US cho 2 chiếc máy bay.

## Biến thể

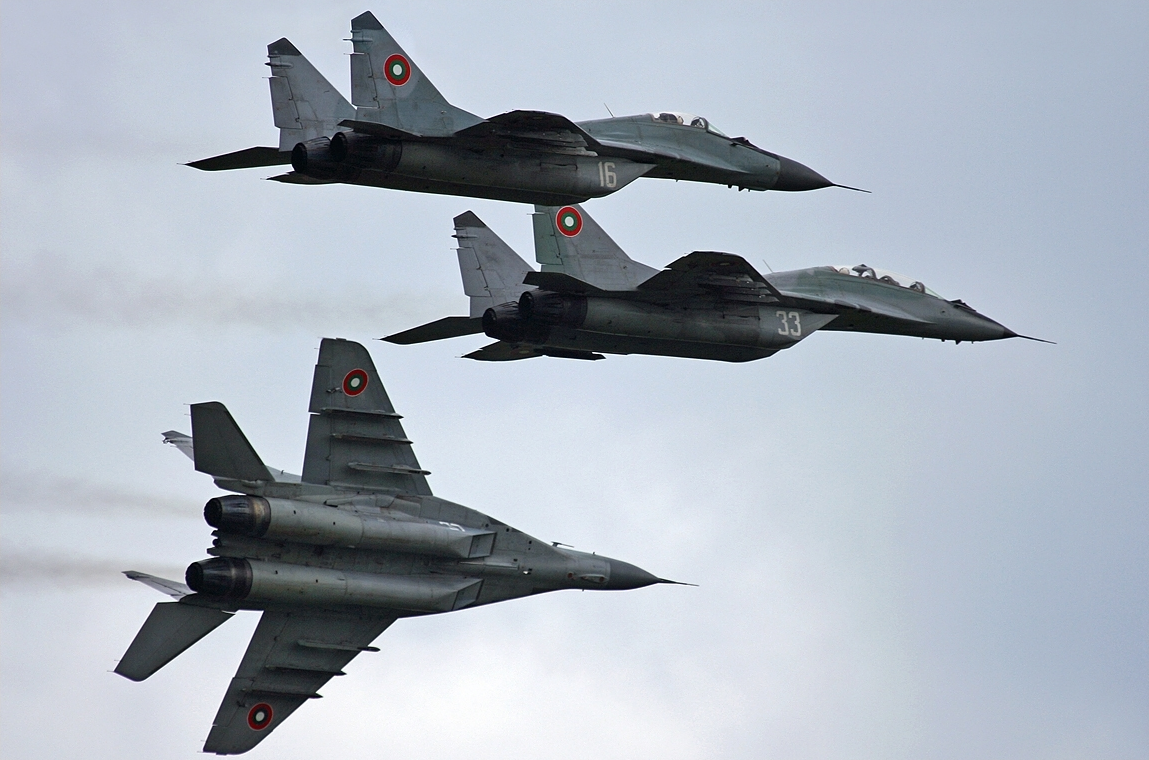
Một phi đội MiG-29 của Không quân Bulgaria

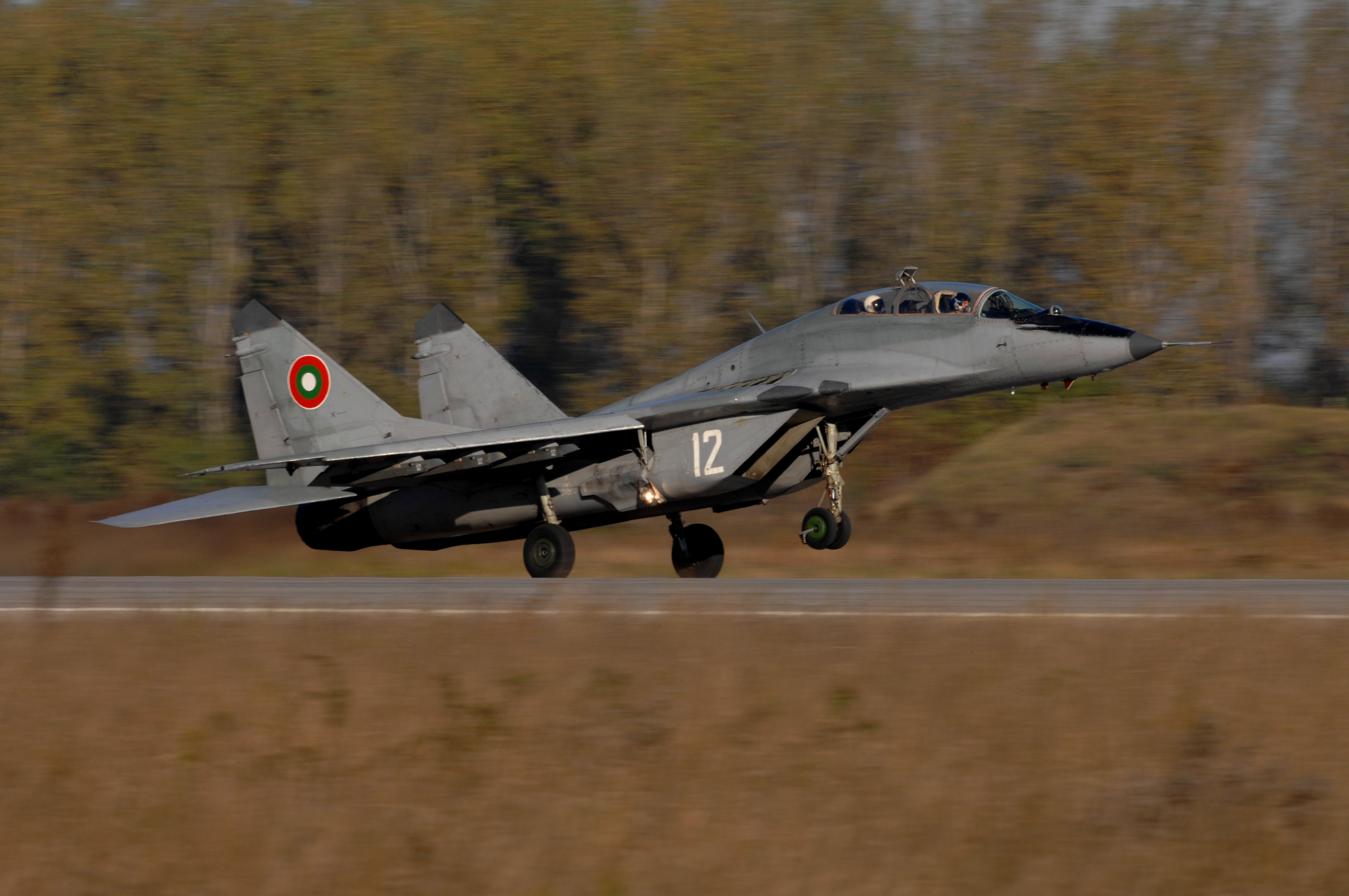
MiG-29UB của Không quân Bulgaria

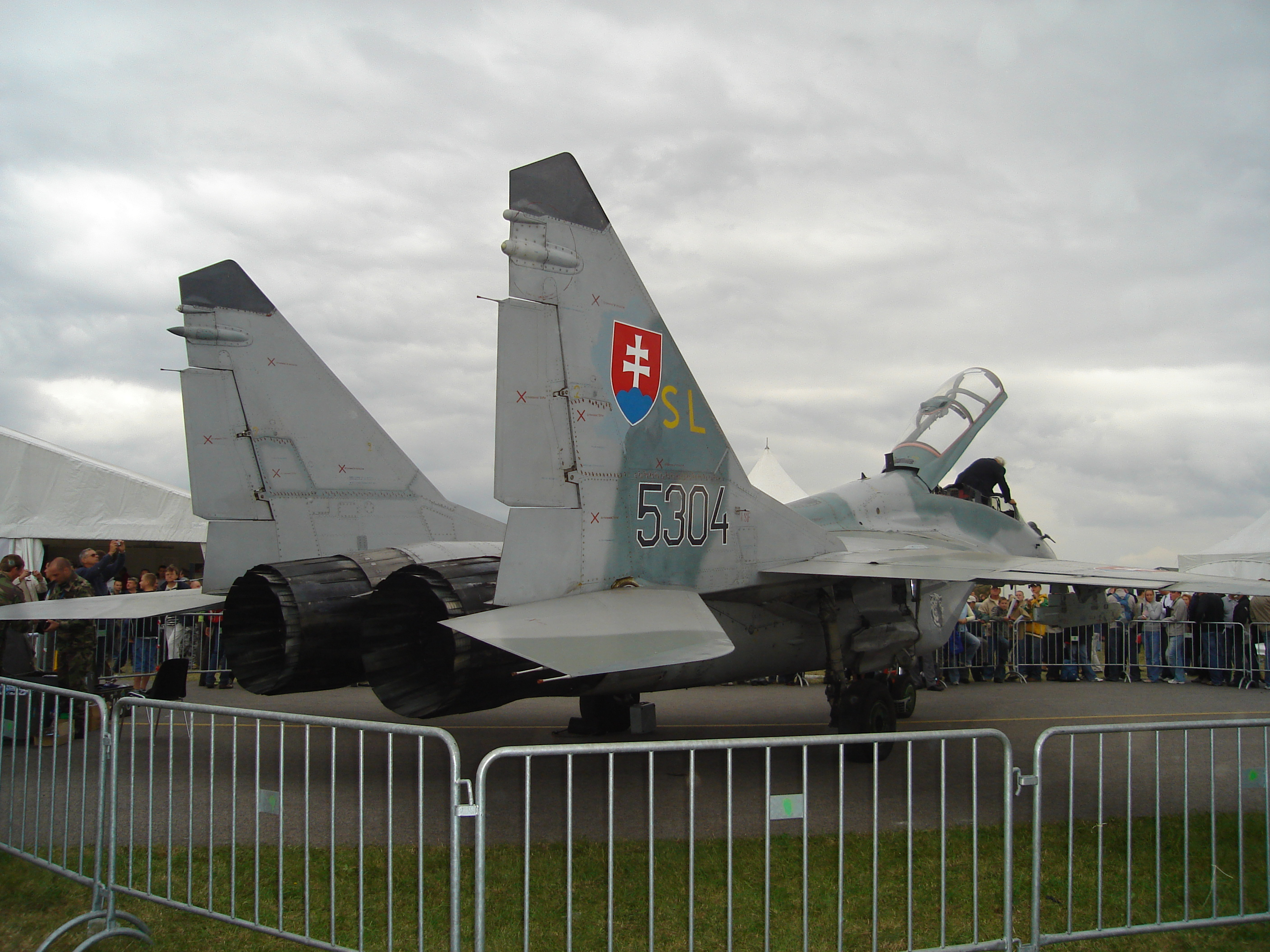
MiG-29 trong một triển lãm hàng không

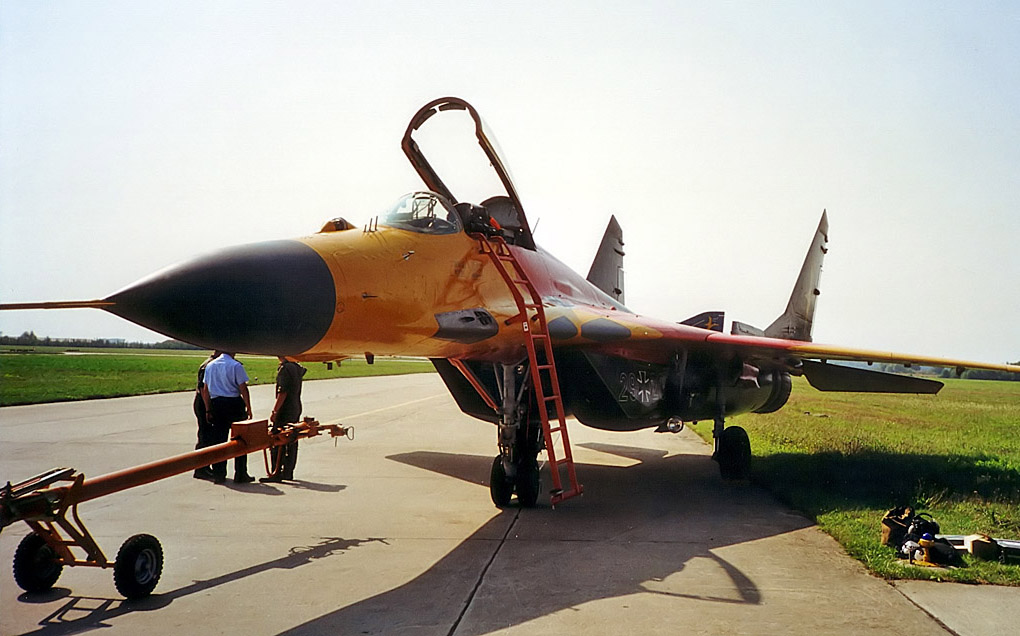
MiG-29 của Đông Đức cũ

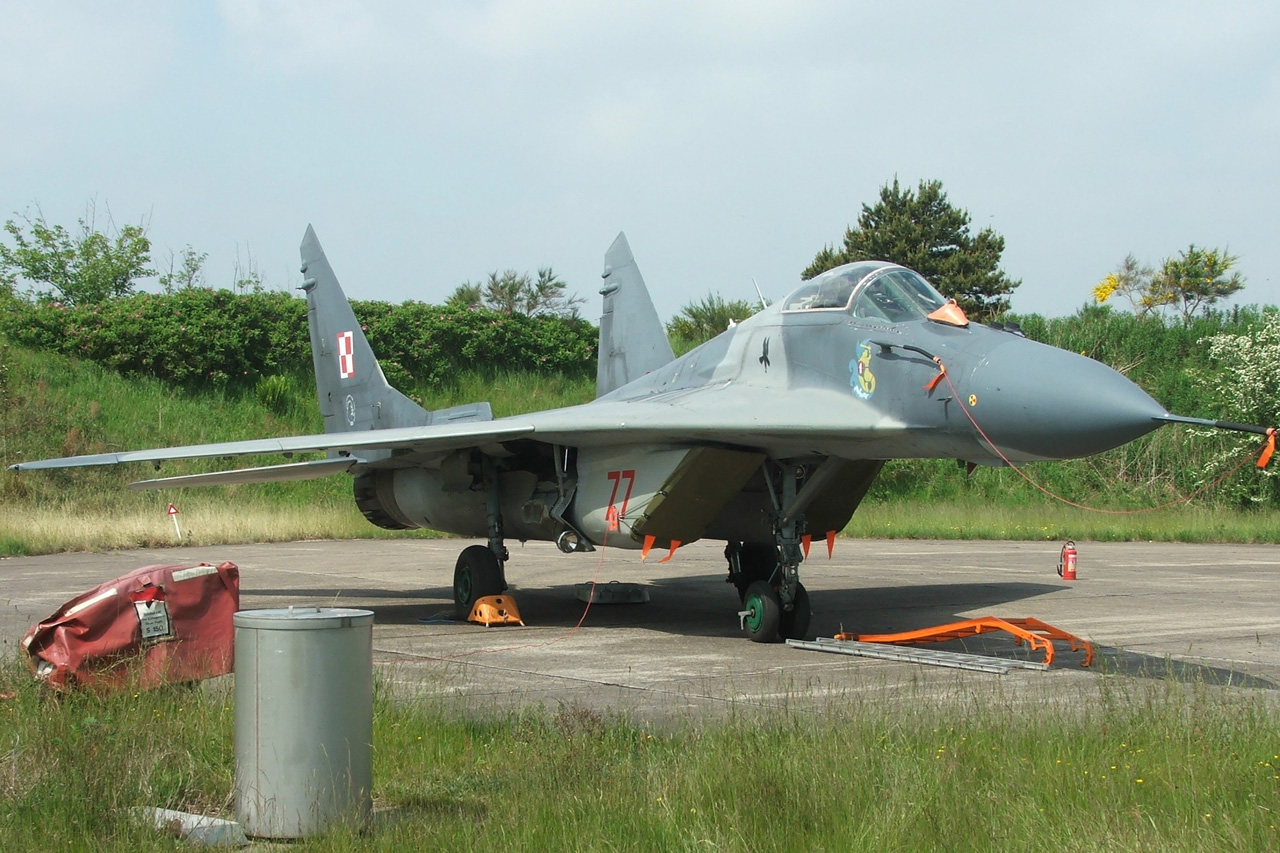
MiG-29A

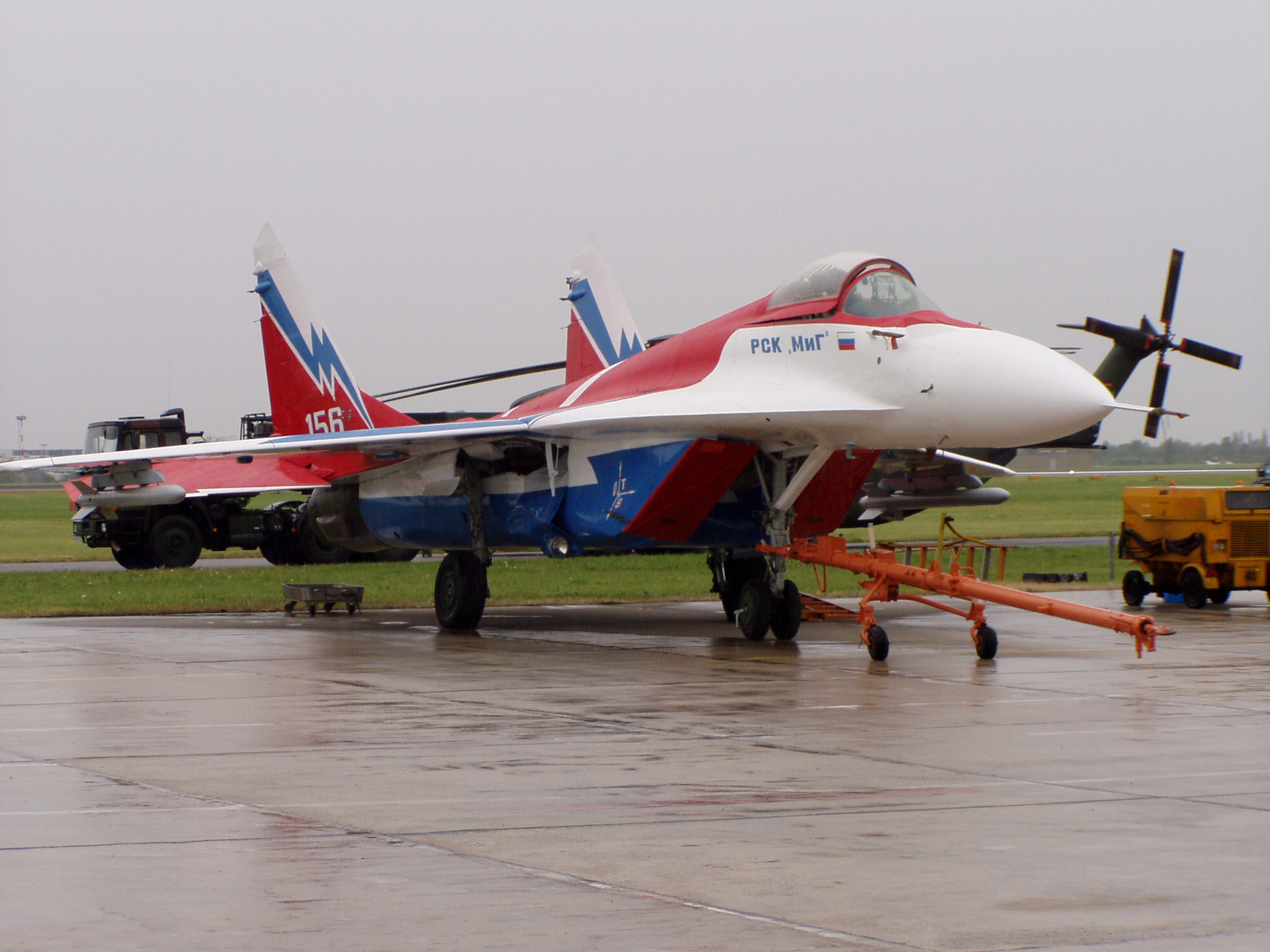
MiG-29OVT

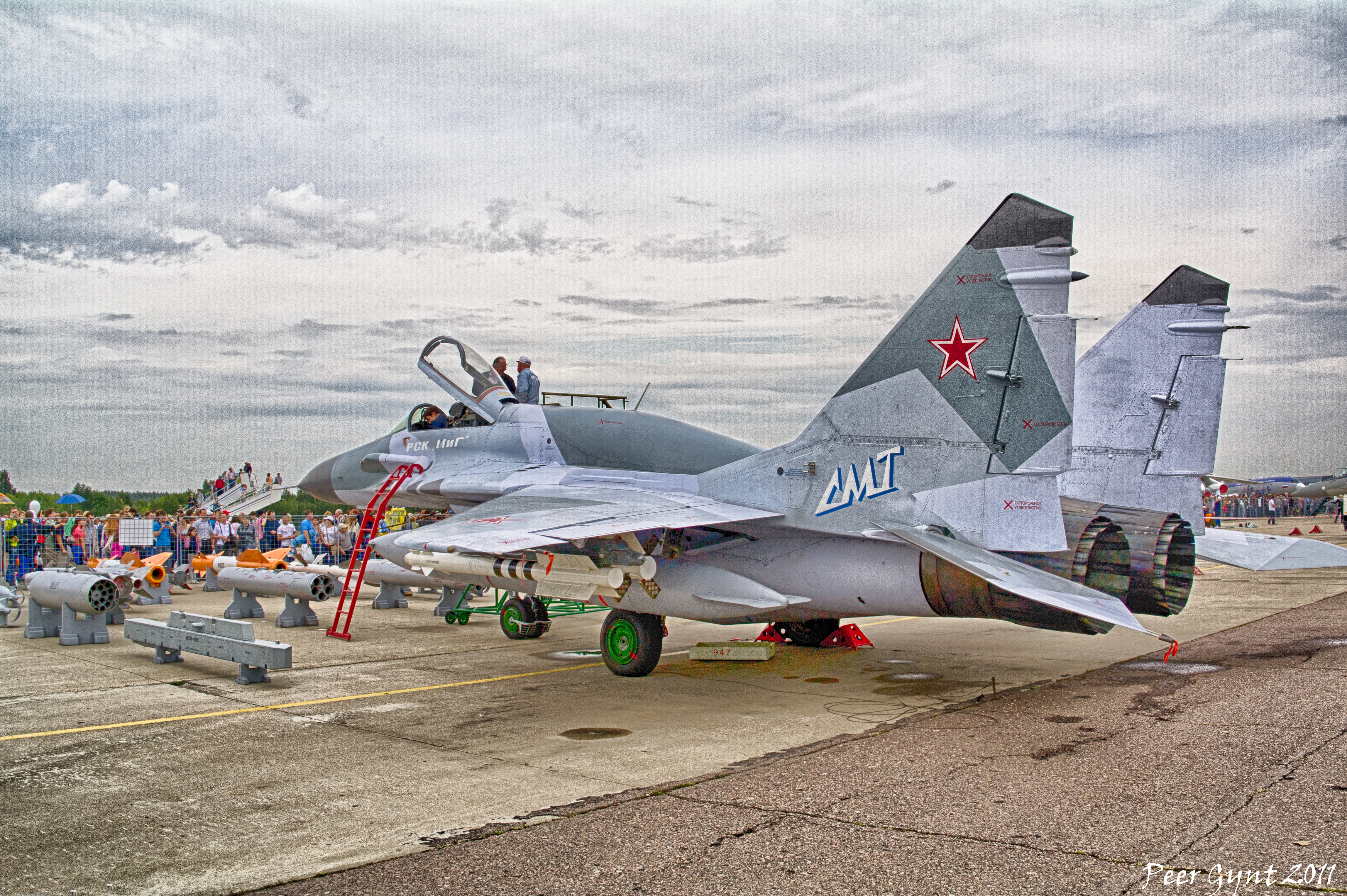
MiG-35

MiG-29 "Fulcrum-A" (Product 9.12)
Phiên bản sản xuất ban đầu, được đưa vào hoạt động từ năm 1983. Tên ký hiệu của NATO là "Fulcrum-A". Phiên bản 9.12A là phiên bản được sản xuất dành cho các quốc gia thuộc Khối Warszawa trong khi phiên bản 9.12B là phiên bản xuất khẩu bị hạn chế tính năng dành cho các quốc gia không thuộc Khối Warszawa. Phiên bản 9.12A không mang được vũ khí hạt nhân mà được trang bị hệ thống radar đời đầu, ECM và IFF, còn phiên bản 9.12B không có ECM và IFF.
MiG-29UB "Fulcrum-B" (Product 9.51)
Phiên bản huấn luyện hai chỗ ngồi. Ghế thứ hai nối liền với thiết bị HUD và kính ngắm, ghế phóng là loại Zvezda K-36DM. Nó không có radar mà thay vào đó là một module, với module này huấn luyên viên có thể đưa ra các tình huống giả định trong trận đánh và các trường họp khẩn cấp. UB có nghĩa là Uchebno-Boevoi (huấn luyện chiến đấu) ám chỉ là nó có thể chiến đấu, nhưng với việc thiếu radar và súng thì điều này là không chắc chắn. Có những tùy chọn nâng cấp sẵn sàng cho MiG-29UB, bao gồm radar tăng cường cho khả năng chiến đấu.
MiG-29S "Fulcrum-C"
MiG-29S có khung giống với phiên bản "Fatback" MiG-29B cũ hơn, nhưng hệ thống điện tử và điều khiển hỏa lực được nâng cấp toàn diện, hiện đại hơn nhiều so với các phiên bản MiG-29 trước đó.
Những khác biệt bắt đầu với những cải tiến trong hệ thống điều khiển bay. 4 máy tính mới tăng thêm độ ổn định và khả năng kiểm soát tăng với góc tấn (AoA) tăng thêm 2°. Hệ thống điều khiển bay cơ khí-thủy lực cải tiến cho phép phi công dễ dàng điều khiển máy bay hơn trong các pha nhào lộn. MiG-29S có thêm một cái "bướu" trên lưng (khiến nó có biệt danh là "Fatback"), đầu tiên người ta tin rằng nó dùng để chứa thêm nhiên liệu, nhưng thật ra, hầu hết thể tích được sử dụng cho hệ thống đối phó điện tử (ECM) L-203BE Gardenyia-1 mới. Nhiên liệu bên trong chỉ mang thêm được 75 lít, tỷ lệ nhiên liệu của máy bay là khoảng 0.27, như vậy chỉ có thể ngang với F-16. Nó có thể mang 1150 lít (304 US gallon, 2000 lb) trong các thùng nhiên liệu phụ vứt được dưới mỗi cánh và một thùng khác ở giữa.Bên trong những điểm cứng dưới cánh được nâng cấp cho phép sắp đặt giá treo trước sau cho trọng tải lớn lên đến 4.000 kg (8.820 lb). Toàn bộ trọng lượng tối đa đã tăng lên đến 20.000 kg (44.000 lb).
Trong MiG-29S, pháo GSh-30-1 được lắp trên mạn trái của máy bay cho phép máy bay khai hỏa trong khi thùng nhiên liệu giữa vẫn được gắn liền. MiG-29 các phiên bản trước chỉ có 6 điểm treo dưới cánh, còn MiG-29S được nâng cấp lên tới 8 giá treo. MiG-29S nâng cấp có thể sử dụng loại tên lửa mới lúc đó là R-27E (AA-10 'Alamo'), loại này có tầm bắn gấp 1,5 lần so với kiểu R-27 cơ bản do khác biệt về động cơ tên lửa lớn hơn. Ngoài ra những giá treo cải tiến có thể mang được tên lửa không đối không radar chủ động tầm xa R-77 (AA-12 'Adder') mới.

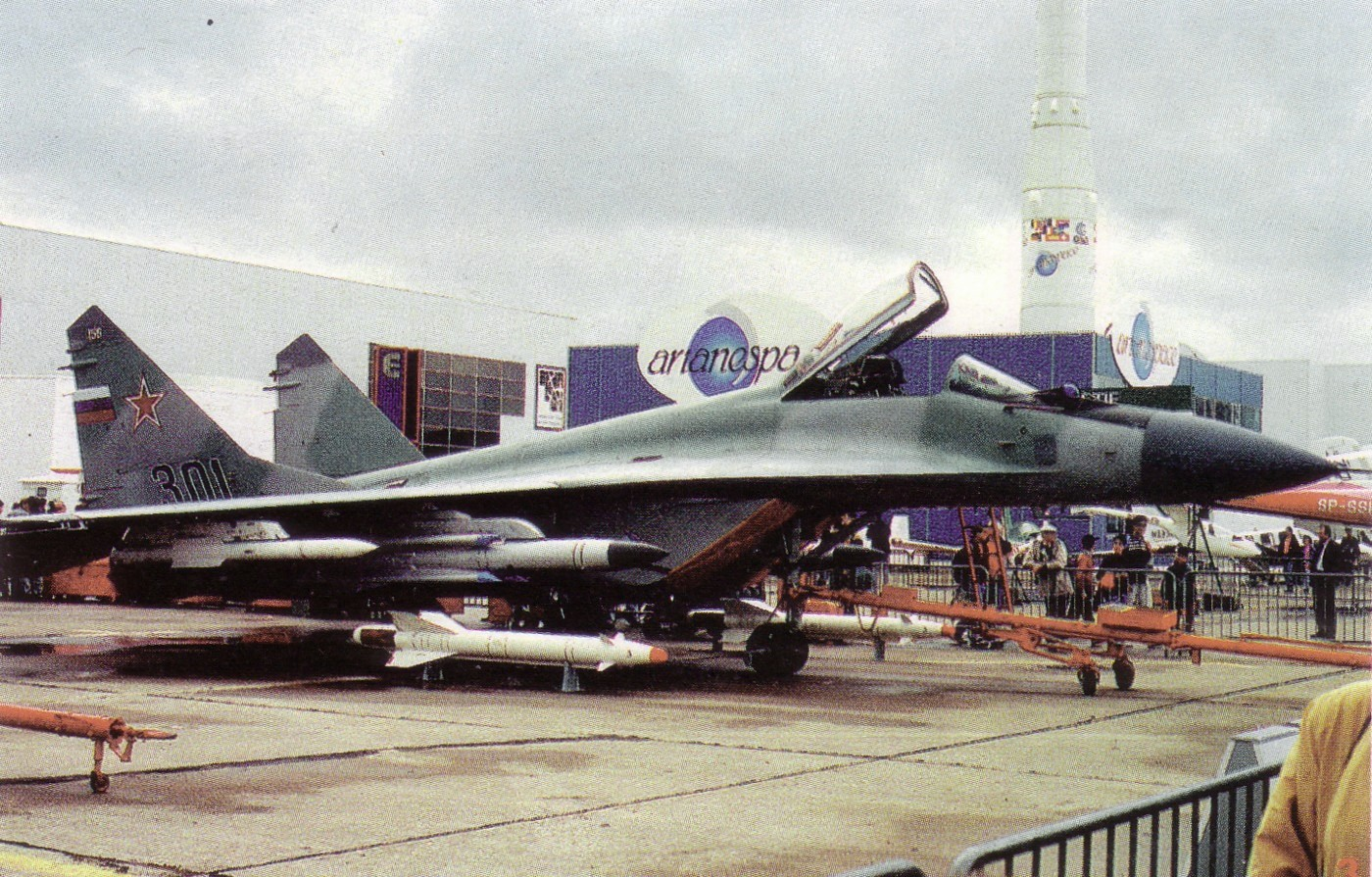
MiG-29M

Lúc đầu, hệ thống điện tử hàng không của MiG-29S chỉ thêm một hệ thống ngắm IRST mới kết hợp với một hệ thống huấn luyện tốt hơn cho phép máy bay mô phỏng mục tiêu radar và IR. Tuy nhiên, cuối cùng MiG-29S cải tiến cũng được trang bị radar Phazotron N-019M và nhiều thiết bị thử nghiệm gắn liền (built-in test equipment-BITE) (đặc biệt là radar) để giảm bớt sự phụ thuộc vào các thiết bị hỗ trợ từ mặt đất; MiG MAPO gọi kiểu này là MiG-29SD. Radar Phazotron N-019M có hệ thống máy tính xử lý mới và tầm quét xa gấp đôi so với kiểu N-019 cũ, thuật toán hệ thống vũ khí trong phần mềm của MiG-29S cũng được sửa đổi, kết hợp với tăng khả năng xử lý, cho phép theo dõi 10 mục tiêu cùng lúc và tiêu diệt 2 mục tiêu cùng lúc bằng tên lửa R-77.
MiG-29S cũng có một khả năng tấn công mặt đất hạn chế với vũ khí không dẫn đường, nhưng để thay đổi MiG-29 thành một máy bay tiêm kích đa vai trò thực sự, MAPO đã thiết kế phiên bản MiG-29SM với hệ thống điện tử hàng không cải tiến cần thiết để mang các vũ khí dẫn đường chính xác. MiG-29S có các phiên bản nâng cấp là 'MiG-29 SE/SD/SM', kết hợp triển kết hợp với MiG-29K dành cho hải quân, đã khuyến khích MAPO tiến tới phiên bản đa chức năng MiG-29M "Super Fulcrum".
Hiệu suất bay của MiG-29S đã bị giảm bớt khi so sánh với MiG-29 nguyên gốc do trọng lượng của nhiên liệu mang thêm và hệ thống điện tử hàng không. Chỉ có 48 chiếc MiG-29S được chế tạo cho Không quân Nga trước khi ngân sách bị cắt. Trong số này người ta không xác định được có bao nhiêu phiên bản 'S' chiếm ưu thế trên không và bao nhiêu phiên bản 'SM' đa vai trò.
MiG-29SD/S-13 "Fulcrum-C" (Product 9.13)
Phiên bản MiG-29 tương tự như 9.12, nhưng có phần lưng mở rộng để chứa nhiên liệu và 1 máy gây nhiễu chủ động Gardeniya.
MiG-29SE/S-13 "Fulcrum-C" (Product 9.13S)
Phiên bản có cùng khung với 9.13, nhưng với một trọng tải vũ khí mang ngoài tăng thêm 4.000 kg, và dự trữ thêm 2 thùng nhiên liệu dưới. Radar nâng cấp thành N019ME, có khả năng theo dõi 10 mục tiêu và tiêu diệt 2 mục tiêu cùng lúc. Tương thích với tên lửa không đối không Vympel R-77 (AA-12 'Adder') (tương tự như loại AIM-120 AMRAAM của Hoa Kỳ).
MiG-29SM "Fulcrum-C" (Product 9.13M)
Tương tự như 9.13, nhưng có khả năng mang tên lửa không đối đất và đối hải Kh-29T, Kh-31A và Kh-31P, và bom điều khiển bằng laser KAB-500KR.
MiG-29K "Fulcrum-D" (Product 9.31)
Phiên bản hải quân, ký tự "K" dùng để thay cho từ "Korabelnogo bazirovaniya" (hoạt động trên boong tàu), với trang bị như cánh gấp, số hãm, và gia cố bộ phận hạ cánh. Dự định đầu tiên là dùng MiG-29K trang bị cho tàu sân bay Đô đốc Kuznetsov, MiG-29K chưa bao giờ được Bộ Quốc phòng Nga tán thành sản xuất hàng loạt, phiên bản này đã phải bỏ dở vào năm 1992 do thay đổi về học thuyết quân sự và những khó khăn trong tài chính quân sự. Tập đoàn MiG đã khởi động lại chương trình này vào năm 1999 và thực hiện cải tiến quan trọng trên mẫu thiết kế trước đó. Vào ngày 20 tháng 1 năm 2004, Hải quân Ấn Độ đã ký một hợp đồng mua 12 chiếc MiG-29K một chỗ và 4 chiếc MiG-29KUB huấn luyện hai chỗ, hợp đồng này sẽ giao hàng trong thời gian từ 2007 đến 2009. Sửa đổi được thực hiện trên mẫu thiết kế để đáp ứng yêu cầu của Hải quân Ấn Độ, MiG-29K được trang bị với radar Zhuk-ME, động cơ RD-33MK, trọng tải chiến đấu lên đến 5.500 kg, 13 giá treo vũ khí, bổ sung thùng nhiên liệu trong lưng và cánh LERXs, tăng khả năng chứa nhiên liệu lên 50% so với phiên bản đầu của MiG-29 và nâng cấp hệ thống điều khiển bay fly-by-wire số 4 kênh. Bề mặt MiG-29K được phủ sơn đặc biệt nên phản xạ radar nhỏ hơn 4-5 lần so với MiG-29 cơ bản. Màn hình trong buồng lái gồm có HUD lớn và 3 màn hình đa năng LCD màu (7 trên MiG-29KUB) và module vệ tinh GPS Sigma-95 của Pháp và hệ thống hiển thị mục tiêu trên mũ Topsight E. Tương thích với vũ khí mang trên MiG-29M và MiG-29SMT.
MiG-29KUB "Fulcrum-D" (Product 9.47)
Đặc điểm giống hệt MiG-29K nhưng có buồng lái có 2 chỗ. Thiết kế này sẽ được dùng để huấn luyện cho phi công điều khiển MiG-29K và nó có khả năng chiến đấu đầy đủ. Chiếc MiG-29KUB đầu tiên được phát triển cho Hải quân Ấn Độ thực hiện chuyến bay đầu tiên tại trung tâm thử nghiệm bay Zhukovsky của Nga vào ngày 22 tháng 1-2007.
MiG-29M/MiG-33 "Fulcrum-E" (Product 9.15)
Phiên bản đa vai trò tiên tiến, khung máy bay được thiết kế lại, hệ thống điều khiển bay cơ học được thay thế bằng hệ thống fly-by-wire và động cơ là RD-33 ser.3M.
MiG-29UBM (Product 9.61)
Phiên bản huấn luyện của MiG-29M. Không được chế tạo.
MiG-29SMT (Product 9.17)
Một gói nâng cấp của những chiếc MiG-29 thế hệ đầu (9.12 đến 9.13) chứa đựng nhiều cải tiến được dự định thực hiện trên MiG-29M. Những thùng nhiên liệu bổ sung trên lưng mở rộng hơn giúp máy bay đạt tầm bay tối đa lên đến 2.100 km (với nhiên liệu bên trong). Buồng lái nâng cáo thiết kế HOTAS, 2 màn hình màu LCD đa năng (6 và 8 in) và 2 màn hình LCD đơn sắc khác nhỏ hơn. Radar Zhuk-ME được nâng cấp có đặc tính tương tự như trên MiG-29M. Động cơ nâng cấp loại RD-33 ser.3, có lực đẩy khi đốt nhiên liệu phụ trội đạt 8.300 kgf (81.4 kN) mỗi chiếc. Trọng tải vũ khí tăng lên 4.500 kg trên 6 giá treo dưới cánh và 1 giá treo ở bụng, nó có thể trang bị vũ khí tương tự như phiên bản MiG-29M. Máy bay nâng cấp còn có thể sử dụng hệ thống điện tử hàng không và vũ khí của các nước khác. Phiên bản này hiện đang hoạt động trong Không quân Nga (16), Không quân Yemen, Không quân Algérie, Không quân Syria, và Không quân Iran.
MiG-29UBT (Product 9.51T)
Tiêu chuẩn SMT nâng cấp cho MiG-29UB. Cụ thể cho Algérie và Yemen.
MiG-29M2/MiG-29MRCA
Phiên bản hai chỗ ngồi của MiG-29M (có lẽ dựa trên thiết kế MiG-29UBM đã bị hủy bỏ). Có đặc điểm giống hệ MiG-29M, với tầm bay hoạt động nhỏ hơn, chỉ khoảng 1800 km. RAC MiG được giới thiệu trong vài triển lãm hàng không, như Fifth China International Aviation and Aerospace Exhibition (CIAAE 2004), AERO INDIA 2005, MAKS 2005.. Nó đã một lần được gọi tên là MiG-29MRCA cho mục đích tiếp thị và hiện đang tiến triển thành MiG-35.
MiG-29N
Phiên bản xuất khẩu cho Malaysia, giống như MiG-29SD nhưng có khả năng tiếp nhiên liệu trên không, nâng cấp hệ thống thông tin liên lạc, cải tiến hệ thống dẫn đường và nâng cấp động cơ.
MiG-29UBN
Phiên bản huấn luyện hai chỗ ngồi cho Malaysia.
MiG-29MaE/MiG-29MEh/MiG-29EM
Phiên bản xuất khẩu của MiG-29M.
MiG-29MR
Phiên bản trinh sát của MiG-29M.
MiG-29OVT
Một số nguồn cho rằng tên mã NATO của nó là "Fulcrum-F". Mẫu này là một trong số 6 chiếc MiG-29M tiền sản xuất trước năm 1991, sau này được trang bị công nghệ động cơ đẩy vec-tơ và fly-by-wire. Nó được sử dụng như một mẫu thí nghiệm thao diễn động cơ đẩy vec-tơ và công nghệ trong những buổi triển lãm hàng không để phô diễn những cải tiến tương lai trong MiG-29M. Nó có hệ thống điện tử hàng không giống MiG-29M. Điểm khác nhau duy nhất là trong cách bố trí buồng lái với công tắc bổ sung để bật chức năng đẩy vec-tơ. 2 động cơ đẩy vec-tơ RD-133, mỗi chiếc có vòi xả khí đặc biệt có thể quay mọi hướng, giúp lực đẩy vec-tơ có thể lệch mọi hướng theo thiết kế. Tuy nhiên, dù nó có động cơ đẩy vec-tơ thì những chi tiết khác không được nhấn mạnh. Nó đã cùng trình diễn với MiG-29M2 trong một số triển lãm hàng không trên thế giới để quảng bá cho xuất khẩu. Ngoài ra nó thường được sử dụng như một máy bay thao diễn nhào lộn trên không.
MiG-29G/MiG-29GT
Đây là tiêu chuẩn nâng cấp NATO cho những chiếc MiG-29/MiG-29UB của Không quân Đức, thừa hưởng từ Đông Đức cũ. Công việc được thực hiện bởi MiG Aircraft Product Support GmbH (MAPS), một công ty liên doanh hình thành giữa MiG Moscow Aviation Production Association và Daimler Chrysler Aerospace năm 1993.
MiG-29AS/MiG-29UBS
Không quân Slovakia đã tiến hành nâng cấp những chiếc MiG-29/-29UB của mình để tương thích tiêu chuẩn của NATO. Do công ty RAC MiG các hãng phương Tây thực hiện, bắt đầu vào năm 2005. Máy bay hiện được trang bị hệ thống dẫn đường và liên lạc của Rockwell Collins, hệ thống nhận biết bạn thù của BAE Systems, buồng lái kính mới với những màn hình LCD đa chức năng và bộ xử lý số mới, ngoài ra còn có thể tương thích với các thiết bị của phương Tây trong tương lai. Tuy nhiên, vũ khí của máy bay vẫn được giữ nguyên. 12 trong số 21 chiếc MiG-29 đã được nâng cấp và đã giao vào cuối tháng 2 năm 2008.
MiG-29 Sniper
Những chiếc MiG-29 của Không quân România do công ty của Israel thực hiện. Chương trình đã tạm dừng khi những chiếc MiG-29 của Romania ngừng hoạt động năm 2003. Chương trình này có chi phí cao, do đó khiến chính phủ Romania quyết định dừng chương trình MiG-29 và đầu tư thêm vào chương trình Mikoyan-Gurevich MiG-21 Lancer.
MiG-35 "Fulcrum-F"
Phiên bản phát triển dựa trên MiG-29M/MiG-29M2 và MiG-29K/MiG-29KUB. Tên ký hiệu của NATO là "Fulcrum-F".

## Sự cố và tai nạn
- 11/11/2014 một chiếc tiêm kích MiG-29 thuộc Không quân Belarus bất ngờ gặp nạn trong khi bay huấn luyện gần biên giới với Ba Lan.
- 4/12/2014, một nguồn tin quân sự Nga cho biết, một chiếc máy bay huấn luyện MiG-29 Fulcrum của không quân nước này đã bị rơi ở ngoại ô Moscow và cả hai phi công đã may mắn sống sót.
- 4/6/2015, một chiếc máy bay chiến đấu MiG-29 đã bị rơi gần trường bắn Ashuluk ở khu vực Astrakhan, phía nam nước Nga

Tính đến tháng 6/2016, sau gần 40 năm phục vụ trên khắp thế giới, đã có 126 chiếc MiG-29 bị rơi do tai nạn. So với khoảng 1.600 chiếc MiG-29 được chế tạo thì tỷ lệ rơi do tai nạn là 7,9%, đây là tỷ lệ thấp so với những máy bay cùng thời của phương Tây như F-15 Eagle (tỷ lệ rơi do tai nạn là 10,1%), F-16 Fighting Falcon (tỷ lệ rơi do tai nạn là 14,4%), F/A-18 Hornet (tỷ lệ rơi do tai nạn là 12%). Tỷ lệ này cũng cho thấy độ bền bỉ trước điều kiện khắc nghiệt, khả năng bảo dưỡng dễ dàng của máy bay MiG-29 so với những đối thủ từ phương Tây.

## Các nhà khai thác

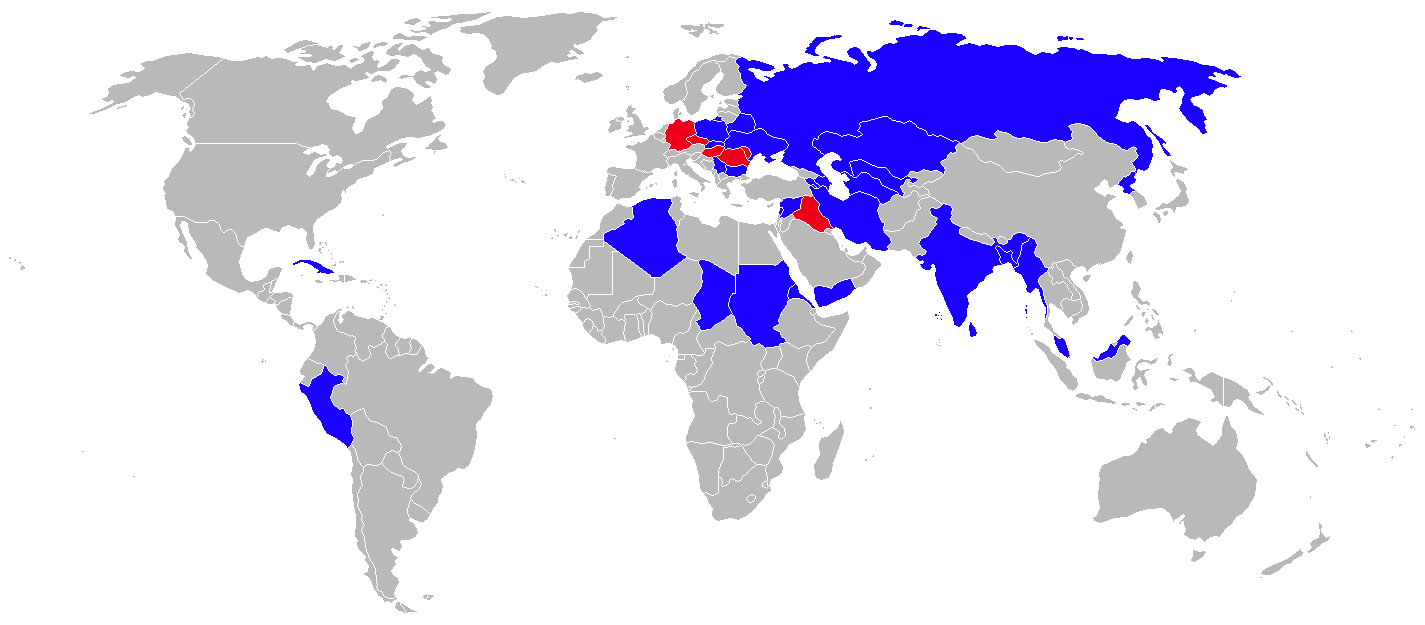
Những nước hiện vẫn đang sử dụng có màu xanh, không còn sử dụng có màu đỏ

### Các nhà khai thác hiện tại

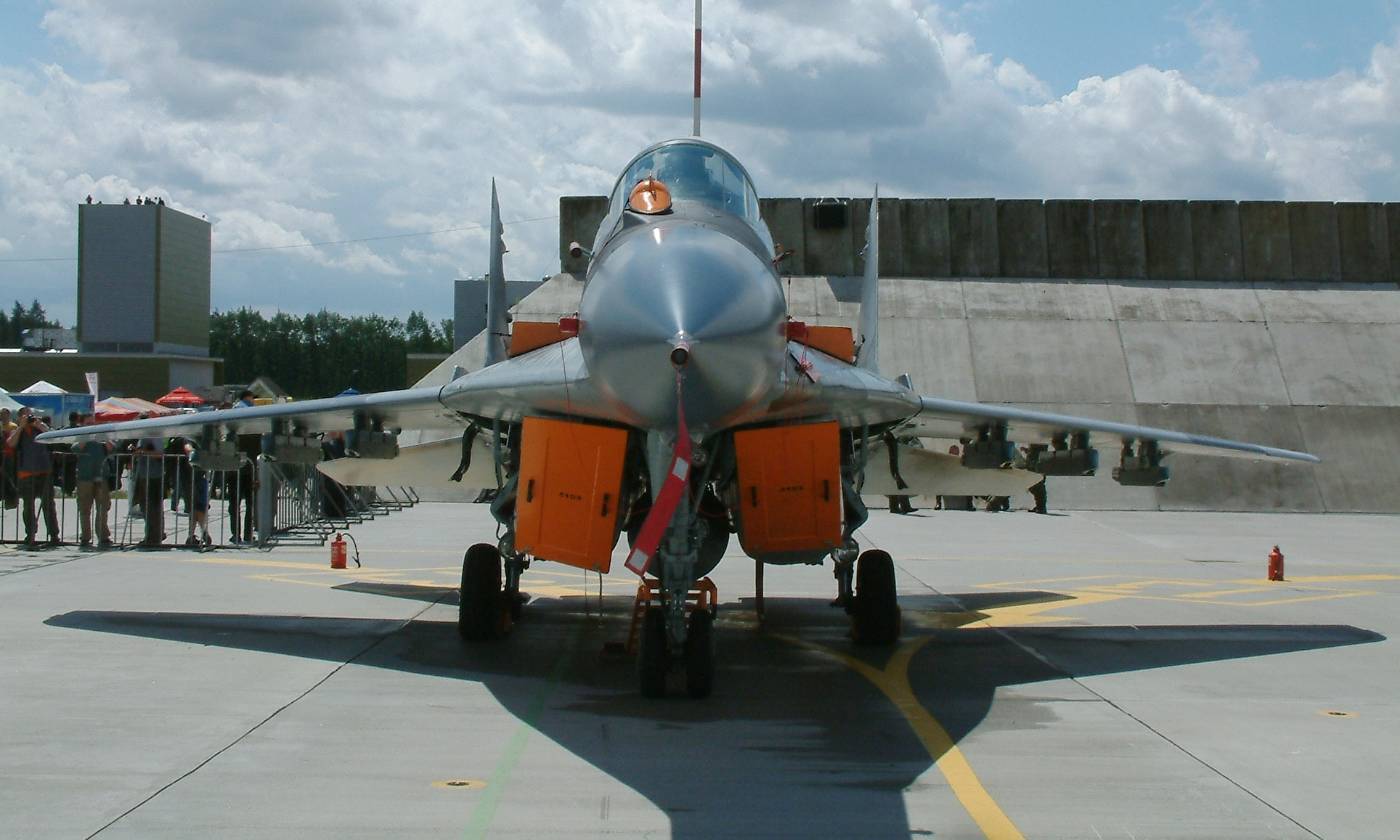
MiG-29 của Ba Lan

MiG-29 của Cuba

Algérie
Không quân Algérie Algérie có 105 chiếc đang hoạt động. 65 MiG-29, 4 MiG-29UBT và 36 MiG-29SMT sẽ ược giao vào 2007 và 2008. Thuộc các đơn vị không quân sau:
113 đóng ở Tindouf
143 đóng ở Ouargla
153 đóng ở Béchar-Oukda/Leger
193 đóng ở Bou Sfer
 Armenia
Không quân Armenia có 18 chiếc đang hoạt động.
 Azerbaijan
Azerbaijan có 48 chiếc đang hoạt động.
 Bangladesh
Không quân Bangladesh có 8 chiếc đang hoạt động. MiG-29 (9.12A) và MiG-29UB (9.51). Thuộc phi đội số 8 đóng ở Bashar
 Belarus
Belarus có 50 chiếc đang hoạt động.
 Bulgaria
Không quân Bulgaria có 20 MiG-29B đang hoạt động, gồm cả bốn MiG-29UB. Thuộc đơn vị 2/3 đóng ở Graf Ignatievo
 Cuba
Cuba có 14 chiếc đang hoạt động nhưng chỉ 3 chiếc là có thể bay.
 Eritrea
Eritrea có 5 chiếc đang hoạt động.
 Hungary
Không quân Hungary có 21 chiếc đang hoạt động. MiG-29 (9.12A) và MiG-29UB (9.51). Thuộc đơn vị số 2 và 59 đóng tại Kecskemét.
 Ấn Độ
Không quân Ấn Độ có 63 chiếc đang hoạt động.
 Iran
Không quân Cộng hòa Hồi giáo Iran có được 21 chiếc từ Iraq chạy sang vào năm 1991, một số được mua từ Nga trong thập niên 1990. Hiện nay Iran có 60 MiG-29A và 15 MiG-29-UB đang hoạt động (tổng cộng 75 chiếc), một số báo cáo nói rằng có 35 MiG-29A, trong khi các nguồn khác cho rằng ít hơn chỉ có 24 chiếc (bao gồm cả MiG-29UB). Hầu hết những máy bay này đều được nâng cấp bởi Iran, bao gồm thêm cần tiếp nhiên liệu trên không. Thuộc đơn vị 11 đóng tại Tehran và Mehrabad Int'l, đơn vị 23 đóng tại Tabriz.

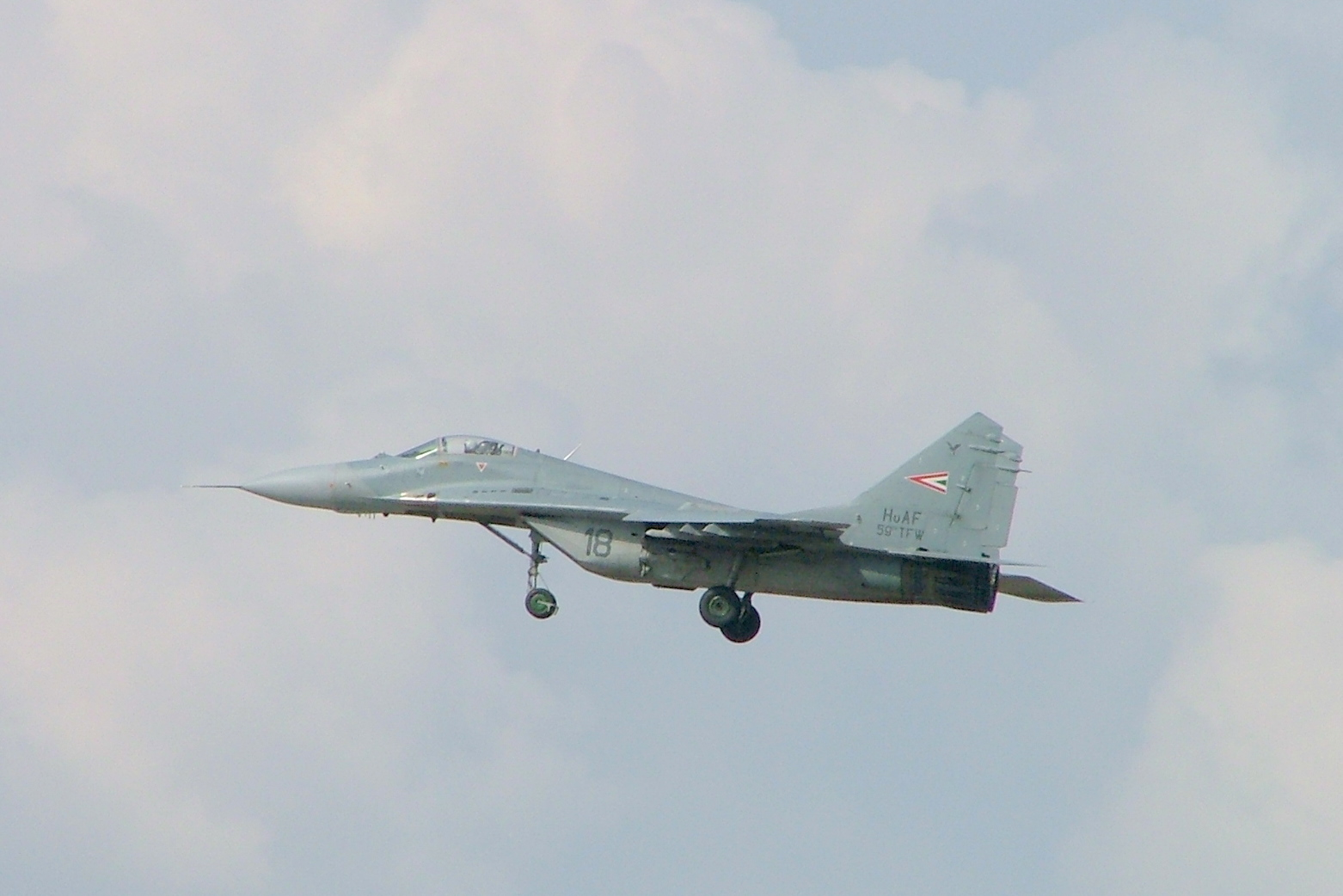
MiG-29B của Không quân Hungary

 Kazakhstan
Kazakhstan có 40 chiếc đang hoạt động.
 Malaysia
Không quân Hoàng gia Malaysia có 18 chiếc. 2 chiếc bị rơi, còn lại 16 chiếc đang hoạt động. Thuộc đơn vị số 19 đóng quân tại Kuantan-Sultan Ahmed Shah.
 Myanmar
Myanmar có 12 chiếc đang hoạt động.
 CHDCND Triều Tiên
Không quân Nhân dân Triều Tiên có 40 chiếc đang hoạt động. Thuộc trung đoàn không quân 57 đóng tại Onchon-up
 Perú
Không quân Peru có 19 chiếc đang hoạt động, gồm 16 chiếc MiG-29S và 2 chiếc MiG-29UB mua từ Belarus, 3 chiếc MiG-29SE mua từ Nga, 2 chiếc bị rơi. Những chiếc còn lại thuộc đơn vị số 612 đóng tại Chiclayo.
 Ba Lan
Không quân Ba Lan mua 12 chiếc (9 chiếc MiG-29 9.12 và 3 chiếc MiG-29UB 9.51) từ Liên Xô vào năm 1989-1990. 10 chiếc của Cộng hòa Séc (9 MiG-29A và 1 MiG-29UB) đã được đổi lấy 11 chiếc trực thăng PZL W-3 Sokół của Ba Lan vào năm 1996. Sau đó 22 chiếc đã được Đức chuyển cho Ba Lan vào năm 2003. Hiện nay Ba Lan có 44 chiếc (36 MiG-29A và 8 MiG-29UB) nhưng chỉ có 32 chiếc đang hoạt động trong 2 đơn vị số 1 đóng tại căn cứ Mińsk Mazowiecki và 44 đóng tại căn cứ Malbork.
 Nga
Nga có tổng cộng 580 chiếc đang hoạt động, 266 chiếc thuộc Không quân Nga và 110 chiếc thuộc Hải quân Nga (150 chiếc làm dự bị, 50 chiếc dành cho huấn luyện). Bao gồm:
Trung tâm huấn luyện 783- Armavir
Trung đoàn không quân tiêm kích 14 - Kursk
Trung đoàn không quân tiêm kích 28 - Andreapol (căn cứ không quân)
Trung tâm thao diễn cộng nghệ không quân cận vệ 237 - Kubinka
Trung đoàn không quân tiêm kích 19 - Millerovo
Trung đoàn không quân tiêm kích 31 - Zernograd
Trung đoàn không quân tiêm cận vệ 120
 Serbia
Lực lượng phòng không không quân Serbia có 4 chiếc MiG-29B và 1 chiếc MiG-29UB đang hoạt động. Thuộc phi đội tiêm kích số 101 đóng tại Căn cứ không quân số 204 (Căn cứ không quân Batajnica) sử dụng MiG-29 (9.12A) và MiG-29UB (9.51).
 Slovakia
Không quân Slovakia có 21 chiếc từ năm 1993, 13 chiếc đang hoạt động. Năm 2005-2006 chúng đã được nâng cấp thành MiG-29SD (AS - S cho Slovak) và MiG-29UBS với tiêu chuẩn của NATO/ICAO. Thuộc phi đội tiêm kích số 1 đóng tại Sliac, sử dụng MiG-29 (9.12A) và MiG-29UB (9.51).
 Sudan
Sudan có 10 chiếc đang hoạt động.
 Syria
Không quân Syria có 42 chiếc đang hoạt động. Bao gồm trong các phi đội số 697, 698, 699 tại căn cứ Saiqal, sử dụng MiG-29 (9.12B), MiG-29 (9.13) và MiG-29UB (9.51).
 Turkmenistan
Turkmenistan có 20 chiếc đang hoạt động.
 Ukraina
Không quân Ukraina có 217 chiếc đang hoạt động. Gồm các lữ đoàn hàng không tiêm kích số 9, 40, 114, 204.
 Hoa Kỳ
Hoa Kỳ mua 21 chiếc từ Moldova.
 Uzbekistan
Uzbekistan có 30 chiếc đang hoạt động.
 Yemen
Yemen có 44 chiếc đang hoạt động. 6 chiếc được mua từ Moldova.
 Hà Lan
Hà Lan có 47 chiếc đang hoạt động, tất cả đều là Mig 29A. 7 chiếc mua từ Kazakhstan. 8 chiếc mua từ Ukraine và Azerbaijan. 10 chiếc mua từ Uzbekistan. 9 chiếc mua từ Belarus. 5 chiếc mua từ Turkmenistan trong năm 1992

### Các nhà khai thác trước đây

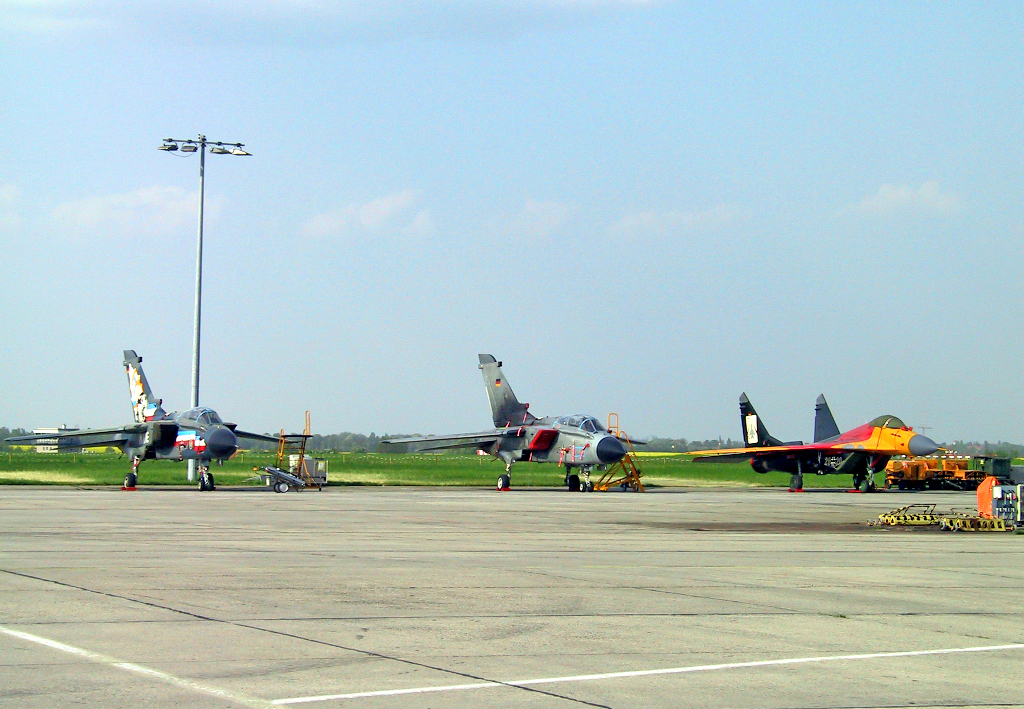
MiG-29 của Đông Đức cũ

Tiệp Khắc
Tiệp Khắc có 18 MiG-29A và 2 MiG-29UB từ năm 1989. Tất cả chuyển cho (tỷ lệ 1:1) Cộng hòa Séc và Slovakia.
 Séc
Cộng hòa Séc đã nhận được 9 chiếc MiG-29A và 1 chiếc MiG-29UB. Những máy bay này không hoạt động lâu, sau đó được đổi với Ba Lan để lấy 11 trực thăng PZL W-3 Sokół năm 1996.
 Cộng hòa Dân chủ Đức
Đông Đức có 24 chiếc được giao vào năm 1988-1989, gồm 4 MiG-29UB. Chúng đóng tại Preschen. Khi nước Đức thống nhất vào năm 1990, chúng được chuyển cho Luftwaffe.
 Đức
Không quân Đức thừa hưởng 24 chiếc từ Đông Đức vào năm 1990 và nâng cấp chúng với tiêu chuẩn của NATO. 1 chiếc bị mất, và 1 chiếc hiện đang trưng bày, còn 22 chiếc khác chuyển cho Ba Lan vào năm 2003, sau khi những chiếc Eurofighter Typhoon thay thế chúng.
JG73 "Steinhoff" đóng tại Laage sử dụng MiG-29 (9.12A) và MiG-29UB (9.51) dưới tên gọi MiG-29G.
 Iraq
Iraq có 41 chiếc. Một số bị phá hủy trong Chiến tranh vùng Vịnh, 21 chiếc bay sang Iran. Không còn sử dụng.
 Moldova
Moldova có 34 chiếc nhận từ Liên Xô sau khi Liên Xô tan rã. 6 chiếc bán cho Yemen, 21 chiếc bán cho Mỹ, 1 chiếc MiG-29S bán cho Romania.
 România
Romania có 20 chiếc MiG-29A mua từ Liên Xô vào năm 1989 cộng với 1 MiG-29S từ Moldova. Hiện 18 chiếc đang nằm trong kho sau khi ngân sách dành cho nâng cấp bị cắt.
 Liên Xô
Sau khi Liên Xô tan rã vào năm 1991, có khoảng 1000 chiếc đang hoạt động. Sau đó chúng được chuyển cho các nước cộng hòa độc lập tách ra từ Liên Xô: Belarus (50), Ukraina (220), Kazakhstan (40), Uzbekistan (30), Turkmenistan (20). Hơn 600 chiếc thuộc về Nga. Nhiều chiếc sau đó được bán cho các quốc gia thứ 3 mà không được công bố.
Không quân Liên Xô
 Nam Tư/ Nam Tư
Không quân SFR Nam Tư có 14 MiG-29B và 2 MiG-29UB. Trong Chiến tranh Kosovo, 5 chiếc MiG-29B bị bắn hạ. 4 chiếc khác và 1 chiếc MiG-29UB bị phá hủy dưới đất bởi NATO. 4 MiG-29B và 1 MiG-29UB hiện đang thuộc về Serbia.
127.LAE thuộc 204.LAP đóng tại Căn cứ không quân Batajnica sử dụng MiG-29 (9.12A) và MiG-29UB (9.51) trong khoảng thời gian 1986-1991.
Không quân FR Nam Tư
127. LAE "Vitezovi" thuộc 204.LAP đóng tại Căn cứ không quân Batajnica sử dụng MiG-29 (9.12A) và MiG-29UB (9.51) trong khoảng thời gian 1991-2006.

## Những chiếc được trưng bày

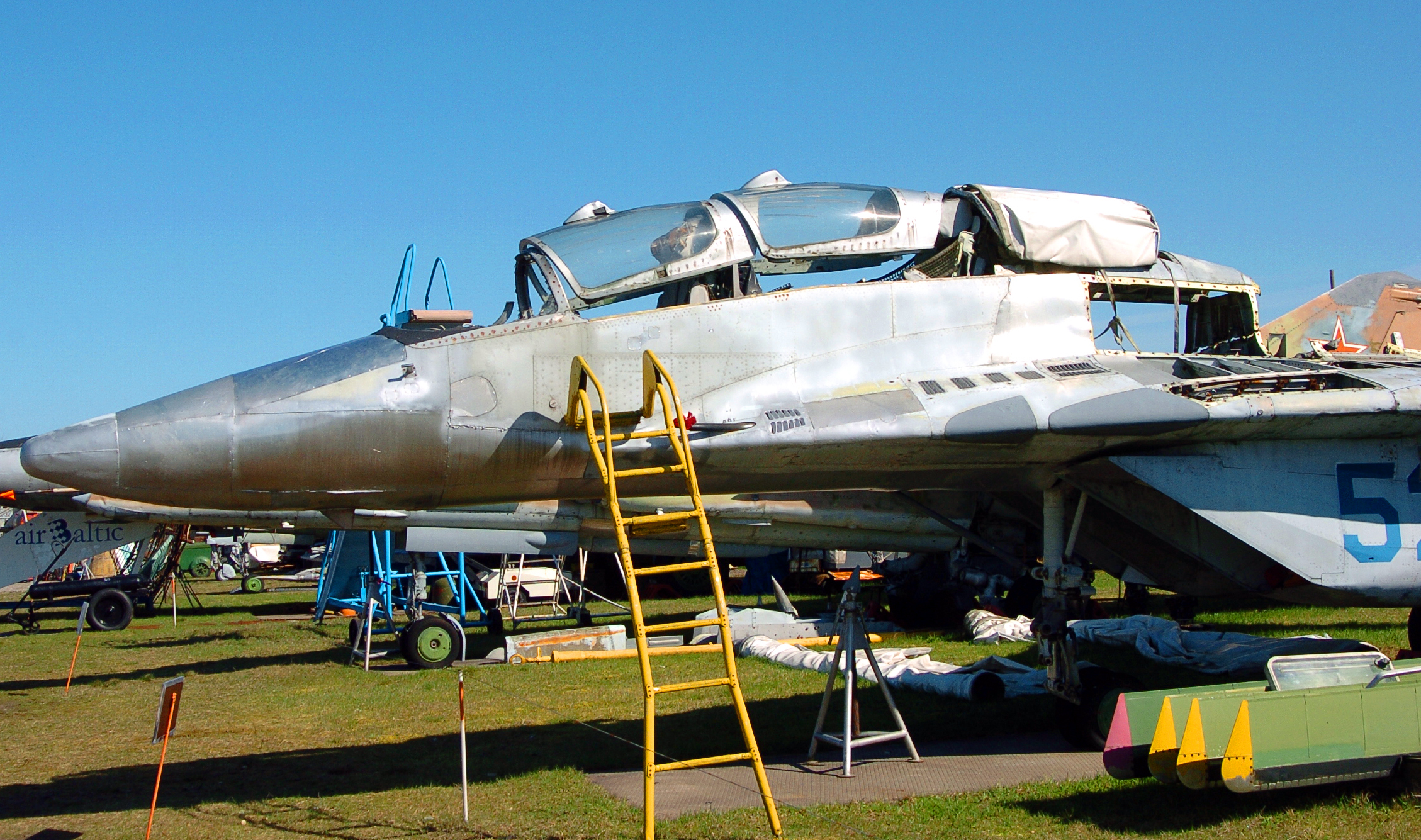
Nguyên mẫu MiG-29UB trưng bày tại Latvia

Có vài bảo tàng tại Nga hiện đang trưng bày MiG-29, bao gồm:
- 3 chiếc được đặt tại Bảo tàng không quân trung ương tại Monino gần Moskva. 1 chiếc là nguyên mẫu đầu tiên, 1 chiếc là kiểu sản xuất ban đầu (2 chiếc này đều có cánh thăng bằng dưới bụng), 1 chiếc là MiG-29KVP (KUB).
- 1 chiếc MiG-29 (9-13) đang trưng bày tại Bảo tàng Chiến tranh vệ quốc vĩ đại, Moscow ở Đồi Poklonnaya.
- 1 chiếc khác tại Bảo tàng không quân trung ương tại Moskva.

1 chiếc MiG-29 hiện đang trưng bày tại Đức. Chỉ có 1 chiếc MiG-29G (29+03) của Đức còn lại được chuyển đến Laage cho Luftwaffenmuseum der Bundeswehr trong Sân bay Gatow Berlin, là một phần của cuộc triển lãm "50 Jahre Luftwaffe".
MiG-29 Sniper đang trưng bày tại Romania Muzeul Aviatiei, Bucharest.
6 chiếc MiG-29 cũ của Không quân Moldova hiện đang trưng bày tại Hoa Kỳ tại các địa điểm:
- Căn cứ không quân Goodfellow ở Texas. Lưu trữ ngày 23 tháng 9 năm 2002 tại Wayback Machine
- NAS Fallon Airpark ở Nevada.
- 2 chiếc MiG-29 tại Căn cứ không quân Nellis ở Nevada. 1 chiếc bên ngoài và 1 chiếc trong nhà chứa với một chiếc MiG-23.
- 1 chiếc được bảo quản trong nhà phục hồi tại Bảo tàng không quân quốc gia Hoa Kỳ gần Dayton, Ohio. Vào tháng 6-2007, chiếc này đã được trưng bày tại Triển lãm Chiến tranh Lạnh của bảo tàng và tiếp tục được cải tạo trong khi trưng bày.
- 1 chiếc MiG-29 đang trưng bày bên ngoài Bảo tàng hàng không Evergreen ở McMinnville, Oregon.

2 nguyên mẫu MiG-29UB hiện đang trưng bày tại Bảo tàng hàng không Riga. Sau 213 chuyến bay thử nghiệm gần Moskva từ ngày 23 tháng 8 năm 1982 đến ngày 10 tháng 4 năm 1986, nó bị tháo rời, bộ phận cánh và đuôi được tái sử dụng trên nguyên mẫu (9-16). Phần còn lại được chuyển đến Trường kỹ sư hàng không quân sự, và sau đó chuyển đến Bảo tàng hàng không Riga năm 1994, và được trưng bày cho đến nay. Những bộ phận còn lại của nguyên mẫu đang ở trong điều kiện rất xấu, các tấm vỏ thân bị mở ra, một vòm kính che bị vỡ và buồng lái để mở đã khiến bộ phận bị hủy hoại do thời tiết.

## Các thông số kỹ thuật (MiG-29)
Nguồn: Mikoyan, airforce-technology.com, deagel.com, Business World

### Đặc tính chung
- Phi hành đoàn: 1
- Chiều dài: 17.37 m (57 ft)
- Sải cánh: 11.4 m (37 ft 3 in)
- Chiều cao: 4.73 m (15 ft 6 in)
- Diện tích cánh: 38 m² (409 ft²)
- Trọng lượng rỗng: 10.900 kg (24.000 lb)
- Trọng lượng cất cánh: 16.800 kg (37.000 lb)
- Trọng lượng cất cánh tối đa: 21.000 kg (46.300 lb)
- Động cơ: 2 × Klimov RD-33, 8300 kgf (xấp xỉ 81.4 kN) mỗi chiếc

### Đặc tính bay
- Vận tốc cực đại: Mach 2.4 - 2.445 km/h (1.518 mph)
- Tầm bay: chiến đấu 700 km, tuần tiễu 2.900 km (430 mi / 1.800 mi)
- Trần bay: 18.013 m / 59 060 ft (59.100 ft)
- Vận tốc bay lên: max 330 m/s (65.000 ft/min) [80]
- Áp lực lên cánh: 442 kg/m² (90.5 lb/ft²)
- Lực đẩy/trọng lượng: 1.13

### Vũ khí
Tải trọng vũ khí tối đa là 3,5 - 6,5 tấn, còn tải trọng chiến đấu thì thấp hơn, khoảng 2,18 - 5,5 tấn vũ khí tùy theo phiên bản cũ hay mới (lưu ý: tải trọng chiến đấu là lượng vũ khí tối đa mà máy bay có thể mang theo mà vẫn có thể tác chiến hiệu quả, còn tải trọng tối đa là lượng vũ khí lớn nhất mà máy bay có thể mang theo khi cất cánh (nhưng không thể tác chiến hiệu quả do tầm bay bị rút xuống quá ngắn), vì vậy cùng 1 máy bay thì tải trọng tối đa luôn lớn hơn khá nhiều so với tải trọng tác chiến)
Nhìn chung thì phiên bản mới thì sẽ có tải trọng cao hơn, vũ khí đa dạng hơn phiên bản cũ. Phiên bản đời đầu MiG-29A có thể mang được:
- 1 x pháo 30 mm GSh-30-1 150 viên đạn
- Mang được trọng lượng vũ khí 3.500 kg (7.720 lb) bao gồm 6 tên lửa không đối không loại AA-8 'Aphid', AA-10 'Alamo', AA-11 'Archer', AA-12 'Adder', bom FAB 500-M62, FAB-1000, TN-100, ECM Pods, S-24, AS-12, AS-14

### Hệ thống điện tử
- Radar Phazotron N019, N010 (MiG-29 các phiên bản đầu)

### Máy bay liên quan
- Mikoyan MiG-29K
- Mikoyan MiG-29M
- Mikoyan MiG-35

### Máy bay tương tự
- AIDC F-CK-1 Ching-kuo
- Dassault Mirage 2000
- General Dynamics F-16 Fighting Falcon
- McDonnell Douglas F/A-18 Hornet

### Trình tự thiết kế
MiG-23 - MiG-25 - MiG-27 - MiG-29 - MiG-29M - MiG-31 - MiG-35

### Danh sách liên quan
- Danh sách máy bay tiêm kích